# فولكس فاغن غولف

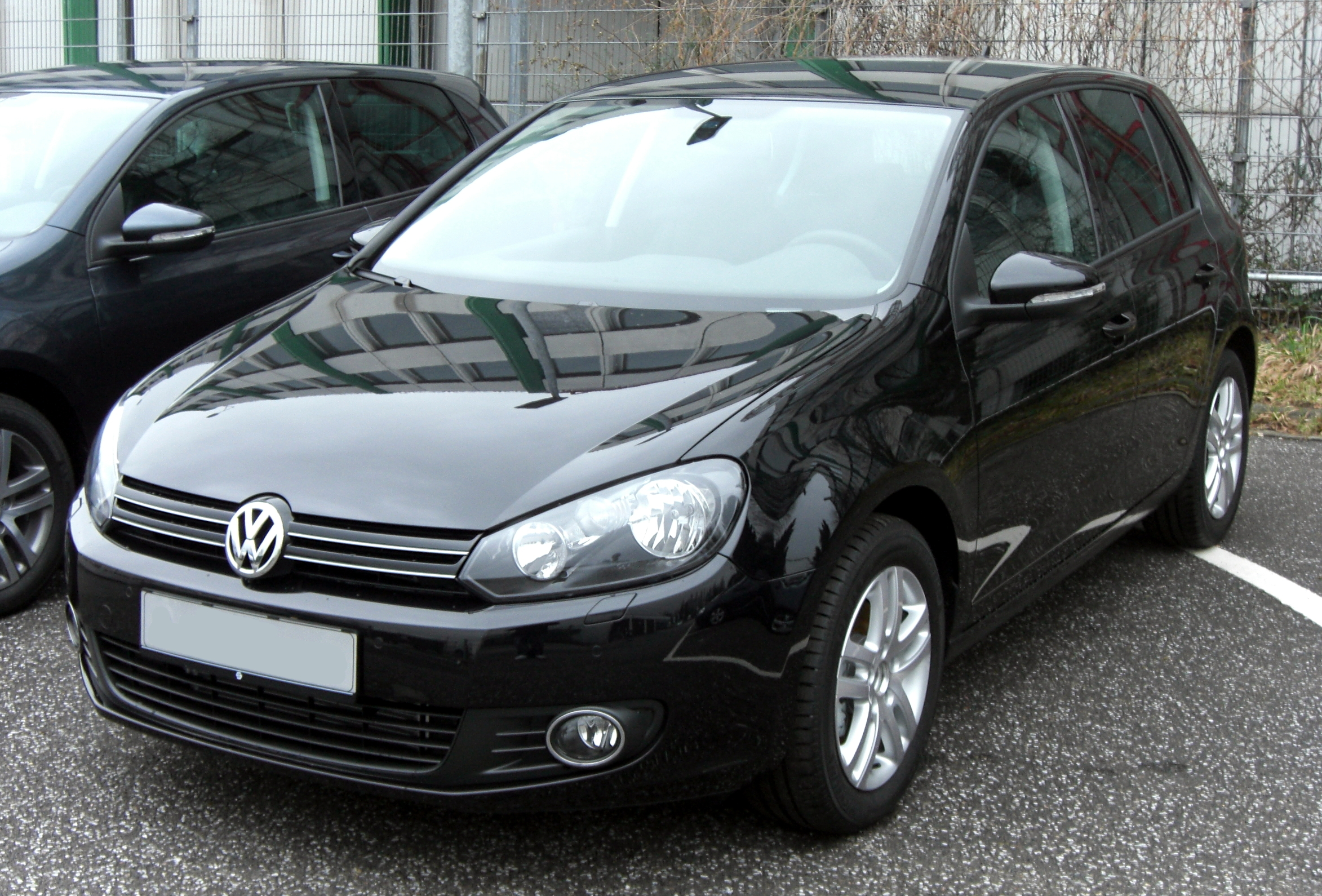
النموذج السادس لسيارات الجولف

فولكس فاغن غولف (بالألمانية: Volkswagen Golf) هي سيارة ألمانية رياضية صغيرة تصنعها شركة فولكس فاجين-جولف منذ عام 1974 ويتم تسويقها في جميع أنحاء العالم من خلال سبعة طرازات متنوعة، وسيارة غولف 3  هي الأكثر مبيعاً لشركة فولكس فاغن غولف حيث تم بيع منها أكثر من 25 مليون سيارة، في بدايات تصنيع غولف كانت تحمل 3 أبواب فقط ولكن منذ عام 1993 بدأ تصنيع سيارات تحمل 5 أبواب. تم إنتاج سبعة إصدارات من سبعة الفئة حتى اليوم، ومن الجدير بالذكر أن اسم السيارة يختلف من مكان لآخر حيث تسمى فولكس فاجن رابيت (بالإنجليزية: Volkswagen Rabbit)‏ في كندا والولايات المتحدة الأمريكية وتسمى فولكس فاجن كاريبي في المكسيك (بالإنجليزية: Volkswagen caribe)‏.
وآخر إنتاج لهذه الفئة هي الجولف7 والتي تأتي بمحرك 1400 تيربو وقدره حصانيه تقدر ب 140 حصان ومجهزه ب 11 وساده هوائية من سبعه مخارج.
فولكس فاجن جولف هي سيارة مدمجة أنتجتها الشركة الألمانية لصناعة السيارات فولكس فاجن منذ عام 1974، ويتم تسويقها في جميع أنحاء العالم عبر ثمانية أجيال، في تكوينات هيكل مختلفة وتحت لوحات تحمل أسماء مختلفة - بما في ذلك فولكس فاجن رابيت في الولايات المتحدة الولايات وكندا (أم كاي1 وأم كاي5)، وباعتبارها فولكس فاجن كاريبي في المكسيك (أم كاي1).
كان جولف أم كاي1 الأصلي بديلاً بمحرك أمامي ومحرك أمامي لمحرك فولكس فاجن بيتل الذي يعمل بنظام الدفع الخلفي والمبرد بالهواء. تاريخيًا، الجولف هو طراز فولكس فاجن الأكثر مبيعًا وهو من بين أفضل ثلاثة موديلات مبيعًا في العالم، حيث تم تصنيع أكثر من ثلاثين مليوناً اعتبارًا من يونيو 2013.
في البداية، كانت معظم سيارات الجولف عبارة عن سيارات هاتشباك بثلاثة أبواب. تشمل المتغيرات الأخرى سيارة هاتشباك ذات 5 أبواب، وعقار (فاريانت، من 1993)، قابلة للتحويل (كابريوليه وكابريو، 1979-2002، كابريوليه، 2011 إلى الوقت الحاضر)، وصالون قائم على الجولف، يسمى فولكس فاجن جيتا، فولكس فاجن فينتو (من 1992) أو فولكس فاجن بورا (من 1999). لقد ملأت السيارات العديد من قطاعات السوق، من كونها سيارة أساسية يومية إلى سيارة هاتشباك عالية الأداء.
حازت فولكس فاجن جولف على العديد من الجوائز طوال تاريخها. فازت الجولف بجائزة سيارة العام في العالم في عام 2009، مع فولكس فاجن جولف أم كاي6 وفي عام 2013 مع فولكس فاجن جولف أم كاي7. فولكس فاجن جولف هي واحدة من ثلاث سيارات فقط، والأخرى هي رينو كليو وفوكسهول أسترا، التي تم اختيارها كأفضل سيارة أوروبية للعام مرتين، في عامي 1992 و2013. قدمت فولكس فاجن جولف قائمة أفضل 10 سيارات وسائق سنوية عدة مرات. فازت جولف أم كاي7 بجائزة (بالإنجليزية: Motor Trend Car of the Year)‏ في عام 2015، كما فازت أم كاي1 جي تي آي بالجائزة في عام 1985.

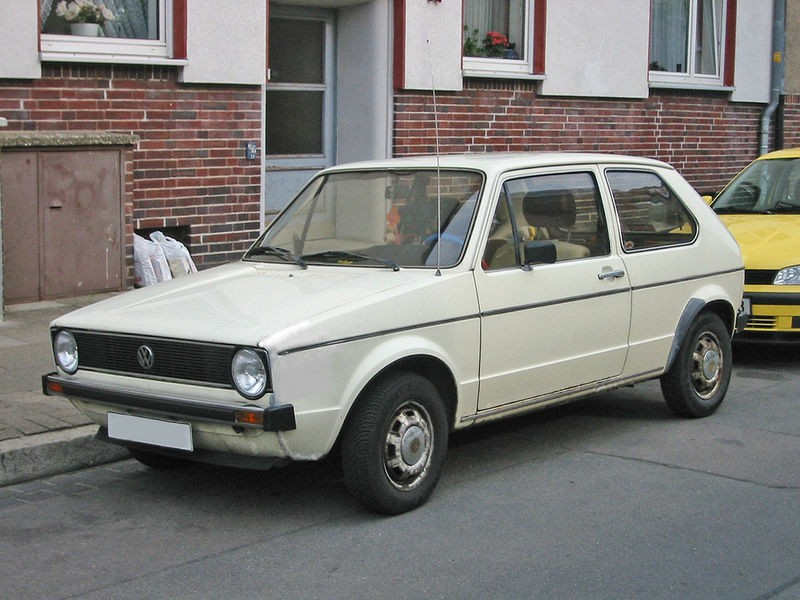
النموذج الأول لسيارات الجولف (1974-1983)

## الجيل الأول (أم كاي1 / إيه1، تايب 17؛ 1974)
فولكس فاجن جولف أم كاي1 هي الجيل الأول من سيارة عائلية صغيرة تصنعها فولكس فاجن وتسوقها. كان جديرًا بالملاحظة أنه يشير إلى تحول فولكس فاجن لخطوط سياراتها الرئيسية من الدفع الخلفي ومحركات تبريد الهواء المثبتة في الخلف إلى الدفع بالعجلات الأمامية مع محركات تبريد المياه مثبتة في المقدمة والتي غالبًا ما تكون مستعرضة.
خلفت سيارة فولكس فاجن بيتل، ظهر الجيل الأول من لعبة الجولف في أوروبا في مايو 1974 بتصميم إيطالديزاين من قبل (بالإنجليزية: Giorgetto Giugiaro's Italdesign.)‏
| فولكس فاجن جولف أم كاي1 (النوع 17) | فولكس فاجن جولف أم كاي1 (النوع 17) |
| ---------------------------------- | --- |
|                                    | |
| ملخص                               | |
| الشركة المصنعة                     | فولكس فاجن |
| يسمى أيضًا                          | - فولكس فاجن رابيت (الولايات المتحدة / كندا) - فولكس فاجن كاريبي (المكسيك) - فولكس فاجن سيتي جولف (جنوب إفريقيا) |
| الإنتاج                            | 6.8 مليون وحدة مايو 1974 - سبتمبر 1983 1976-1985 (يوغوسلافيا) 1979-1994 (كابريوليه) 1984-2009 (جنوب أفريقيا) 1977-1987 (المكسيك) |
| المجسم                             | - أستراليا: ملبورن - بلجيكا: بروكسل - ألمانيا: فولفسبورج - الولايات المتحدة: نيو ستانتون، بنسلفانيا (جمعية ويستمورلاند) - جنوب أفريقيا: إيتنهاج - ماليزيا: شاه علم - المكسيك: بويبلا، بويبلا - يوغوسلافيا: سراييفو - يوغوسلافيا: فوكوسكا |
| المصمم                             | جيورجيتو جيوجيارو في إيطالديزاين |
| الجسم والشاسيه                     | |
| الفئة                              | سيارة عائلية صغيرة (C) |
| نمط الجسم                          | - 3/5 باب هاتشباك - شاحنة بيك أب ببابين - 2-باب قابل للتحويل |
| التصميم                            | تصميم أف أف |
| المنصة                             | منصة مجموعة فولكس فاجن A1 |
| ذات الصلة                          | - فولكس فاجن جيتا - فولكس فاجن كادي - فولكس فاجن شيروكو - فولكس فاجن كابريوليه |
| مجموعة نقل الحركة                  | |
| المحرك                             | - محركات البنزين: - عالمي - 1.1 لتر 50 حصان (37 كيلو واط) - 1.1 لتر 60 حصان (44 كيلو واط) - 1.3 لتر 50 حصان (37 كيلو واط) - 1.5 لتر 70 حصان (51 كيلو واط) - 1.6 لتر 75 حصان (55 كيلو واط) - 1.6 لتر 110 حصان (81 كيلو واط) EG I4 (GTI - 1.8 لتر 112 حصان (82 كيلو واط) DX I4 (GTI / GLI) - الولايات المتحدة الأمريكية / كندا / اليابان: - 1.5 لتر 70 حصان (52 كيلو واط) I4 (1975 MY - 1.6 لتر 60 حصان (45 كيلو واط) I4 (بيك أب) - 1.6 لتر 71 حصان (53 كيلوواط) I4 (MY 1976) - 1.6 لتر 78 حصان (58 كيلوواط) I4 (موديل 1977) - 1.5 لتر 71 حصان (53 كيلوواط) I4 (MY 1978/79) - 1.5 لتر 62 حصان (46 كيلوواط) I4 (MY 1980) - 1.6 لتر 76 حصان (57 كيلوواط) I4 (MY 1980) - 1.7 لتر 74 حصان (55 كيلوواط) I4 (MY 1981/82) - 1.7 لتر 65 حصان (48 كيلوواط) I4 (موديل 1983/84) - 1.8 لتر 90 حصان (67 كيلو واط) I4 (GTI MY 1983/84) - محركات الديزل: - 1.5 لتر 50 حصان (37 كيلو واط) - 1.6 لتر 54 حصان (40 كيلو واط) - 1.6 لتر 70 حصان (51 كيلوواط) TD I4 - الولايات المتحدة الأمريكية / كندا / اليابان: - 1.5 لتر 48 حصان (36 كيلو واط) I4 (MY 1978-80) - 1.6 لتر 52 حصان (39 كيلوواط) I4 (موديل 1981-84) - 1.6 لتر 68 حصان (51 كيلوواط) TD I4 (MY 1983-84)kW) DX I4 (GTI/GLI)) |

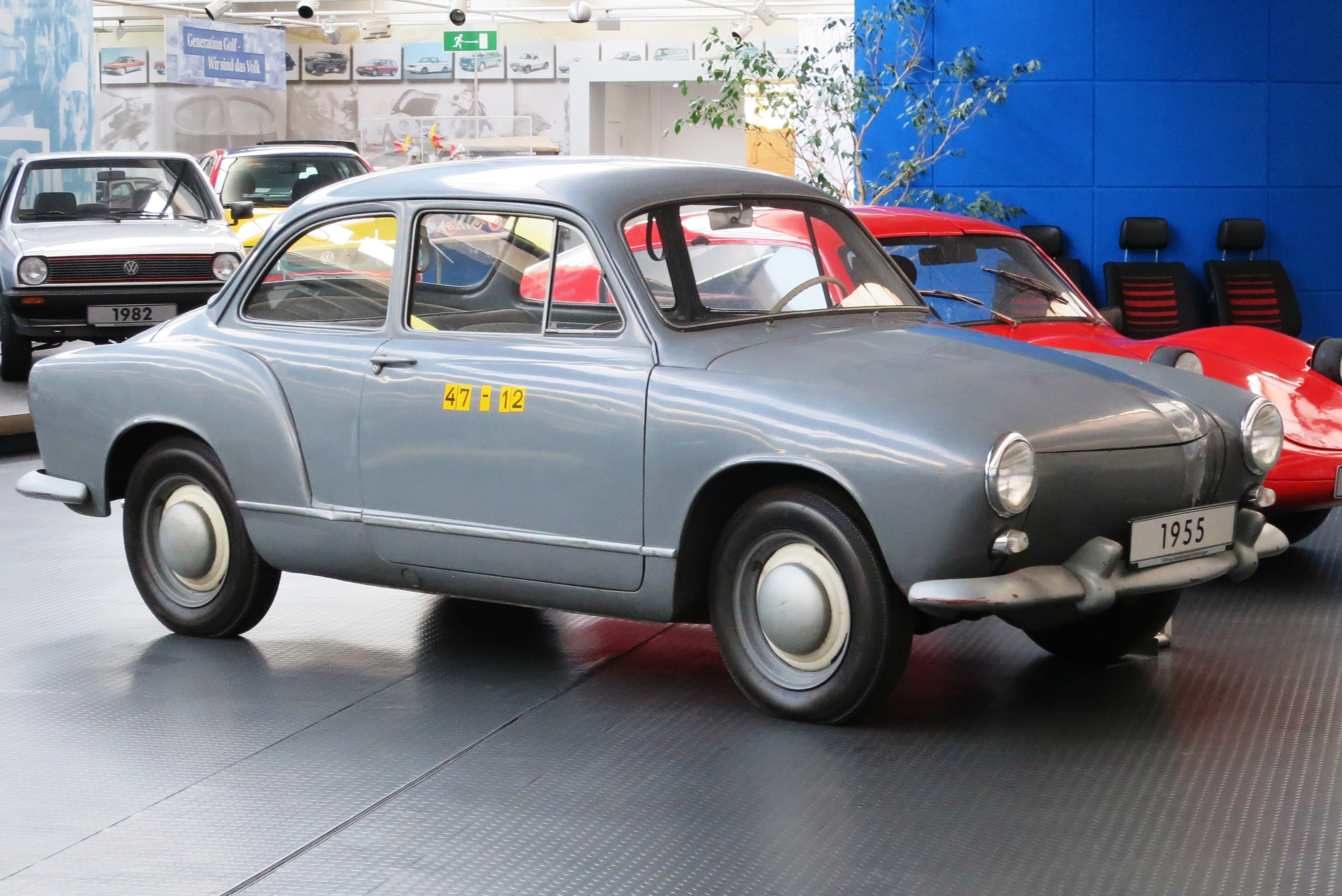
النموذج الأولي فولكس فاجن EA47 (1953/55)

| السرعات                            | - 4 سرعات يدوي - دليل 5 سرعات - 3 سرعات أوتوماتيكية |
| الأبعاد                            | |
| قاعدة العجلات                      | 2400 مم (94.5 بوصة) بك أب: 2625 ملم (103.3 بوصة) |
| الطول                              | - 3,705 ملم (145.9 بوصة) - لاحقًا 3815 مم (150.2 بوصة) - الولايات المتحدة الأمريكية 155.3 بوصة (3945 ملم) - بك أب 4380 ملم (172.4 بوصة) |
| العرض                              | - 1,610 مم (63.4 بوصة) - لاحقًا 1630 مم (64.2 بوصة) - بك أب: 1640 ملم (64.6 بوصة) |
| الارتفاع                           | - الصالون: 1,395 ملم (54.9 بوصة) - كابريو: 1412 ملم (55.6 بوصة) - لاقط: 1,490 ملم (58.7 بوصة) |
| الوزن الفارغ                       | 790-970 كجم (1,741.7-2,138.5 رطل) الولايات المتحدة الأمريكية 1750 - 2145 رطلاً (794-973 كجم) |
| التسلسل الزمني                     | |
| السلف                              | فولكس فاجن بيتل |
| الخلف                              | ولكس فاجن جولف أم كاي2 |

### التاريخ
بدأت فولكس فاجن في إنتاج نماذج أولية من بدائل بيتل المحتملة منذ أوائل الخمسينيات من القرن الماضي، وربما تكون قد تلقت مقترحات تصميم من بورش قبل ذلك. بدأت جميع أسماء المشاريع الداخلية بـ "EA" «إي إيه»، والتي تعني (بالإنجليزية: Entwicklungsauftrag)‏ وتعني «مهمة التطوير». بدأ هذا العمل خلال فترة هاينز نوردهوف، الذي كان المدير العام لشركة فولكس فاجن من 1948 إلى 1968.
في عام 1952، قامت الشركة ببناء إي إيه41 بالتعاون مع بينينفارينا. خنفساء معاد تكوينها بشكل أساسي، ولم تدخل حيز الإنتاج أبدًا.
ظهر أول نموذج أولي لـ إي إيه47 في عام 1953؛ تم بناء ما لا يقل عن 11 نوعًا مختلفًا من إي إيه47 خلال السنوات الثلاث القادمة.
بحلول منتصف الخمسينيات من القرن الماضي، بدأ طرح الأسئلة حول مستقبل بيتل من خارج الشركة. في عام 1957، نشر مقال بعنوان «هل فولكس فاجن مؤرخة؟» ظهر في مجلة شتيرن الألمانية الغربية. بعد ذلك بعامين، تم استخدام عنوان مشابه في مقال في أخبار دير شبيجل الأسبوعية.
في عام 1958، بدأت بورش مشروعًا برقم 728 لسيارة بيتل منقحة. بعد بضع سنوات أصبح هذا هو فولكس فاجن إ إي53. استمر هذا المشروع لعدد من السنوات وأنتج العديد من النماذج الأولية، حيث تم تصميم الهياكل الأولية من قبل بورش والنماذج اللاحقة التي صممها غيا. أدى إي إيه53 في النهاية إلى نموذج النوع 3.
في عام 1957، بدأت دراسة تصميم أخرى، إي إيه97. كان هذا التمرين أكبر من بيتل، لكنه حافظ على مجموعة نقل الحركة المعتادة المثبتة في الخلف. تم بناء 200 نسخة من هذا التصميم. يتنوع التصميم، اعتمادًا على ما إذا كان هيكل سيارة معينة قد تم بواسطة فولكس فاجن أو غيا. تبدو بعض السيارات صدى السيارات اللاحقة من النوع 3، على الرغم من أن إي إيه97 كان أصغر. تم بناء آخر إي إيه97 في عام 1960. سيوفر إي إيه97 الأساس لنموذج برازيليا من فولكس فاجن دو برازيل.
كان إ إي158 مشروعًا خلفًا لخنفساء بدأ في عام 1962 بدراسة أحادية الجسم بواسطة بينينفارينا. مع تقدم المشروع نمت السيارة في الحجم والوزن. في النهاية تم رفضها كبديل لبيتل، لكنها كانت بمثابة الأساس لطراز 411 اللاحق.

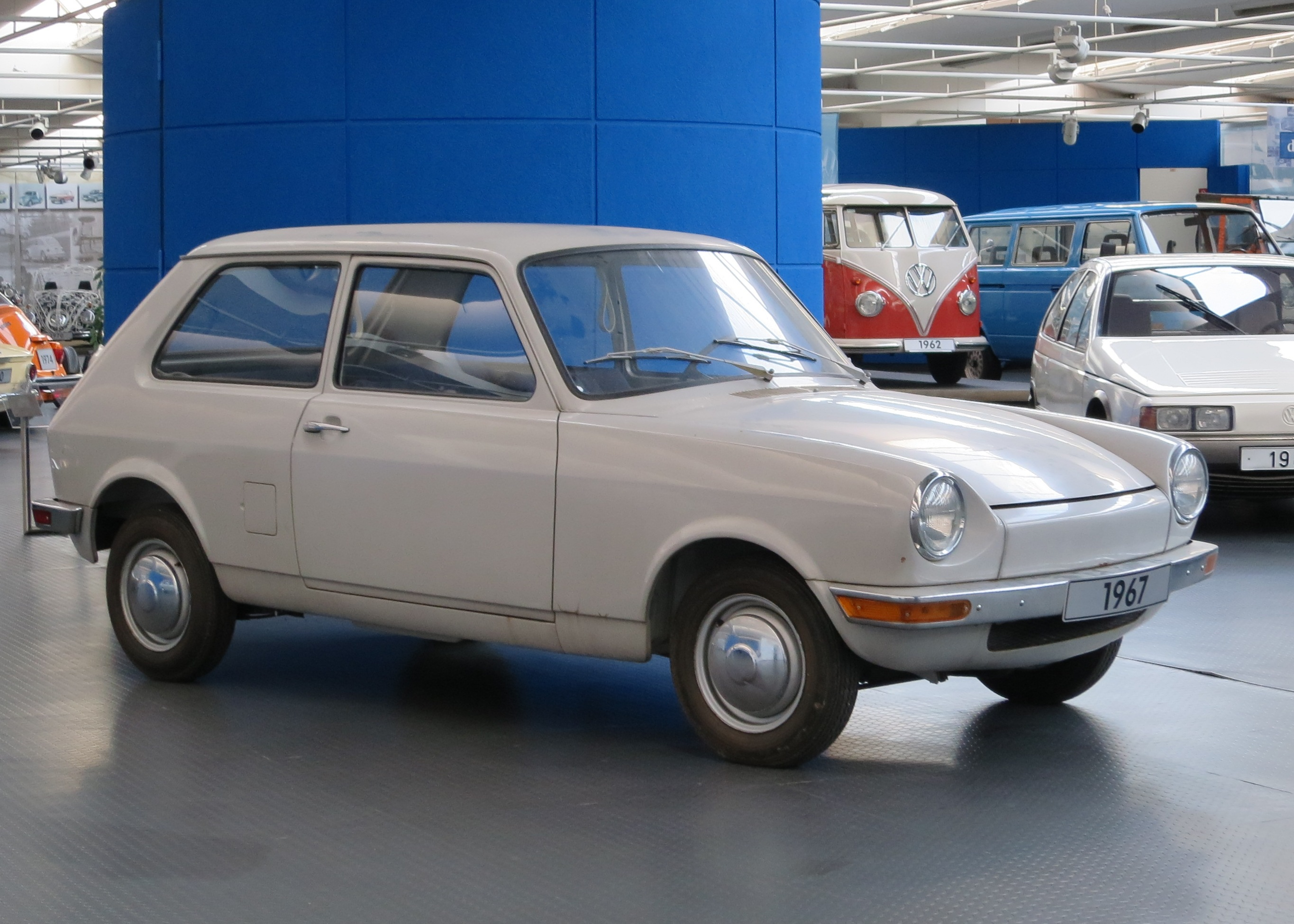
النموذج الأولي فولكس فاجن EA235 (1967)

في عام 1967 ظهرت مجموعة أخرى من النماذج الأولية لبدائل بيتل المحتملة في شكل إ إي235 وإ إي235a.
في عام 1968 ظهر آخر نموذج أولي داخلي لاستبدال بيتل الذي تم بناؤه تحت توجيه نوردهوف. كانت هذه السيارة، المعينة إ إي276 ، عبارة عن سيارة هاتشباك صغيرة بثلاثة أبواب مع دفع أمامي باستخدام محرك فولكس فاجن المبرد بالهواء. تم إلغاء برنامج إ إي276 بعد وفاة نوردهوف، لكنه وجد حياة جديدة كمصدر إلهام للغول البرازيلي.
خلال فترة نوردهوف، وسعت شركة فولكس فاجن خط إنتاجها مع إطلاق في دبليو 1500 في عام 1961، و411 في عام 1968. وفي عام 1964، استحوذت الشركة على مجموعة أوتو يونيون (بالإنجليزية: Auto Union)‏ من ديملر بانز (بالإنجليزية: Daimler-Benz)‏ ومعها تقنيات الشركات المكونة لـ دي كاي بليو، هورش، أودي، واندرد.(بالإنجليزية: DKW & Horch & Audi & Wanderer.)‏

#### تغييرات الشركة والنماذج الأولية اللاحقة
خلف كيرت لوتز نوردهوف في منصب المدير العام لشركة فولكس فاجن من عام 1968 إلى عام 1971. العمل على توسيع خط الإنتاج وإيجاد بديل لبيتل المتسارع. تحت قيادة لوتز، استحوذت فولكس فاجن على أن أس يو (بالإنجليزية: NSU)‏ في عام 1969. تم دمج أن أس يو لاحقًا في مجموعة اتحاد السيارات. كانت إحدى نتائج هذا الاستحواذ أن السيارة ذات الدفع بالعجلات الأمامية متوسطة الحجم التي كانت قيد التطوير في أن أس يو ستصل إلى السوق، ليس كسيارة أن أس يو، ولكن مثل فولكس فاجن كاي70.
في عام 1968 بدأ مشروع تطوير آخر باسم إ إي266. نشأ هذا المشروع مع بورش، حيث بدأ كمشروع داخلي في وقت مبكر من عام 1966. استخدم هذا التصميم غير العادي محركًا خلفيًا وسطيًا ودفعًا خلفيًا مع محرك رباعي الأسطوانات مبرد بالماء مثبت على جانبه ومثبت طوليا تحت أرضية مؤخرة مقصورة الركاب.
في عام 1969، بعد عام واحد من بدء العمل في فولكس فاجن على إ إي266، تم تكليف مشروع آخر باسم إ إي337. سيعتمد هذا المشروع على المحركات وتكنولوجيا الدفع بالعجلات الأمامية من قسم أودي في اتحاد السيارات.

#### دخول الأوقات الصعبة
في عام 1966 قامت فولكس فاجن ببناء ما يقرب من 1.5 مليون سيارة وحققت أرباحًا صافية قدرها 300.000.000 مارك ألماني.: 238 بحلول عام 1967 ولكن المبيعات المحلية انخفضت إلى 370.000 وحدة من 600.000 وحدة في عام 1965. كانت حزمة التحفيز الاقتصادي المدعومة من الحكومة قادرة لتحقيق انتعاش في المبيعات.: 243، 244 ارتفعت صادرات بيتل إلى الولايات المتحدة من 232,550 في عام 1963 إلى 423,008 في عام 1968.: 241
أطلق المنافسون المحليون فورد في أوروبا وأوبل طرازات سيارات صغيرة جديدة تستهدف سوق فولكس فاجن التقليدي مباشرة. انخفضت حصة فولكس فاجن في سوق السيارات المحلية الألمانية من 45 في المائة في عام 1960 إلى 26 في المائة في عام 1972.: 239 انخفضت الأرباح من مستوى مرتفع بلغ 330.000.000 مارك ألماني في عام 1969 إلى 12.000.000 مارك ألماني في عام 1971، ويرجع ذلك أساسًا إلى تراجع مبيعات بيتل وارتفاع تكاليف البحث والتطوير.: 245
في عام 1971، أنهت حكومة الولايات المتحدة قابلية التحويل الدولي للدولار الأمريكي إلى الذهب فيما أطلق عليه صدمة نيكسون. كانت إحدى نتائج ذلك أن المارك الألماني ارتفع بنسبة 40 في المائة مقابل الدولار الأمريكي في عام 1971. أدى هذا، بالإضافة إلى رسوم استيراد بنسبة 10 في المائة على السيارات التي تدخل الولايات المتحدة، إلى انخفاض مبيعات بيتل في ما أصبح سوقًا مهمًا لفولكس فاجن. في عام 1973، ضربت أزمة نفط أوبك، مما أدى إلى ركود عالمي. استجابت الحكومة الألمانية بإجراءات طارئة تحظر استخدام السيارات الخاصة في أيام معينة من الأسبوع وحدود السرعة الشاملة.
في عام 1972، ارتفعت حصة أوبل في السوق الألمانية إلى 20.4٪، مما جعلها أكبر شركة لتصنيع السيارات في ألمانيا وتجاوزت شركة فولكس فاجن في سوقها المحلي.
في عام 1972، نشر مركز أمان السيارات «صغير - حول السلامة: المخاطر المصممة لفولكس فاجن»، والتي فحصت أوجه القصور في السلامة في بيتل تمامًا كما فعل كتاب رالف نادر السابق غير آمن في أي سرعة لشفروليه كورفير.
كل ما سبق مجتمعة أدى إلى إعلان فولكس فاجن خسارة 807.000.000 مارك ألماني في عام 1974. في نفس العام سجلت فولكس فاجن الأمريكية وحدها خسارة قدرها 200.000.000 مارك ألماني.: 246,247

حل رودولف لايدنج محل لوتز كمدير عام لشركة فولكس فاجن من عام 1971 إلى عام 1975. وتعليقًا على الوضع في شركة فولكس فاجن كما وجدها، قال لايدنج: 
«كان الوضع العالمي لشركة فولكس فاجن أكثر خطورة مما كنا نعتقد في السابق - وببساطة، كنا التعامل مع بقاء مجموعة عملاقة توظف أكثر من 220.000 شخص حول العالم»
بعد أسبوعين من توليه منصب الإدارة، أوقف ليدينغ العمل على إ إي266 المصمم من قبل بورشه وأمر بتدمير جميع النماذج الخمسين التي تم بناؤها حتى تلك اللحظة باستثناء اثنين.

### تاريخ النموذج
|  |
|  |

في عام 1969، قام لوتز والمستورد الإيطالي من شركة فولكس فاجن غيرهارد آر جومبيرت بزيارة معرض تورينو للسيارات. بعد اختيار ست سيارات مفضلة لديهم في المعرض، اكتشفوا أن أربعة من الست تم تصميمها بواسطة جيورجيتو جيوجيارو واستوديو إيطالديزاين (بالإنجليزية: Italdesign)‏ الخاص به.
تمت دعوة جيوجيارو إلى فولفسبورج في يناير 1970 للعمل في مشروع التطوير إ إي337. حدد موجز التصميم المقدم من فولكس فاجن سيارة من الفئة سي بهيكل من صندوقين في إصدارات بثلاثة وخمسة أبواب. قدم العميل أيضًا إلى جيوجيارو الأبعاد الأساسية وخيارات مجموعة نقل الحركة.
أنتج جيوجيارو تصميمًا يعكس أسلوب توقيعه «اوريغامي» أو «الورق المطوي»، مع التركيز على الزوايا الحادة والطائرات المسطحة. اعتبر جيوجيارو أن أم كاي1 جولف أهم تصميم في حياته المهنية. تضمنت النماذج الأولية المبكرة مصابيح أمامية مستطيلة ومجموعات مصابيح خلفية عريضة. تم تعديل سيارة واحدة على الأقل من سيارات ما قبل الإنتاج بباب جانبي منزلق.
أثناء التطوير، كان من بين المرشحين لاسم السيارة الجديدة «بليزارد» و «كاريبي»، لكن هؤلاء خسروا أمام الاختيار النهائي «جولف». يُعزى أصل الاسم بشكل مختلف إلى لعبة الجولف، تيار الخليج ("Golfstrom" الألماني) أو اسم الحصان.
تلقت جولف أم كاي1 نوع في دبليو. بدأ الإنتاج في مارس 1974، وبدأت المبيعات رسميًا في مايو 1974. بحلول هذا الوقت، أفسحت المصابيح الأمامية المستطيلة والمصابيح الخلفية العريضة المجال لجوجيارو للمصابيح الأمامية المستديرة والمصابيح الخلفية الأضيق بكثير. في هذه السيارات الأقدم، انخفض خط الهيكل الأفقي السفلي الذي يعمل تحت المصابيح الخلفية على الفتحة الخلفية في موقع لوحة الترخيص الخلفية. وقد أطلق على هذه الميزة اسم «سوالو تيل» (بالإنجليزية: Swallowtail)‏ من قبل بعض عشاق الجولف. كما امتزج السطح بين الجانبين المرتفعين على غطاء المحرك في السيارات القديمة بسلاسة مع الحافة الأمامية.
لم يكن الجولف أول مثال على عمل جيوجيارو لشركة فولكس فاجن للوصول إلى مرحلة الإنتاج. تم إصدار تصميمه للجيل الأول من باسا (بالإنجليزية: Passat)‏ في عام 1973، وتم إصدار الجيل الأول من شيروكو، وهو تصميم جيوجيارو تم إعداده بالتزامن مع الجولف، قبل أشهر من الجولف.
من 2 أكتوبر 1974 إلى 14 يناير 1975 تم قيادة طائرتين من طراز أم كاي1 للغولف لمسافة تزيد عن 30500 كيلومتر (19000 ميل) من فيربانكس، ألاسكا إلى تييرا ديل فويغو كاختبار لمدى قدرتها على التحمل.
تم طرح سيارة الجولف ذات المقود الأيمن للبيع في بريطانيا في أكتوبر 1974. وبالنسبة لعام 1975، كانت السيارة الرابعة عشر الأكثر مبيعًا في بريطانيا حيث تم بيع أكثر من 19000 وحدة. في عام 1981، تم التصويت على سيارة غولف جاي تي آي المحسنة كأفضل سيارة لهذا العام من قبل «أي سيارة؟» مجلة، قبل كل الموديلات الجديدة مثل مترو أوستن وأم كاي3 فورد إسكورت. في عام مبيعاتها الأخير عام 1983، باعت أكثر من 25000 وحدة وكانت السيارة رقم 14 الأكثر مبيعًا في بريطانيا على الرغم من عمرها 10 سنوات تقريبًا.
أصبح تكييف الهواء متاحًا كخيار في السوق المحلية في أغسطس 1975. تم تقديم القدرة على تعديل النظام، جنبًا إلى جنب مع تركيب بطارية أكبر، لمالكي السيارات الحالية.
في ديسمبر 1975، حذفت مراجعة بسيطة في التصميم خط سوالو تيل الموجود على الفتحة الخلفية، واستبدله بخط جسم أفقي مستقيم بسيط. تلقى غطاء المحرك أيضًا خطًا عرضيًا يربط بين الجانبين المرتفعين عبر الحافة الأمامية للوحة.
تم تقديم لعبة الجولف إلى اليابان في عام 1975، حيث تم استيرادها من قبل سلسلة وكلاء ياناس (بالإنجليزية: Yanase)‏. كانت أبعادها الخارجية وإزاحة المحرك متوافقة مع لوائح الأبعاد الحكومية اليابانية، مما ساعد على المبيعات.
كانت Golf أم كاي1 في المركز الثاني لسيارة العام الأوروبية في عام 1975، حيث خسرت أمام سيتروين سي أكس (بالإنجليزية: Citroën CX)‏.
تم إجراء مراجعة خارجية طفيفة في ديسمبر 1978 لاستبدال المصدات الأمامية والخلفية الضيقة بوحدات مصبوبة ملفوفة حول جوانب السيارة. شهدت عملية تجميل طفيفة أخرى في عام 1980 اعتماد مجموعات المصابيح الخلفية الأوسع ولوحة القيادة الجديدة مع شاشة عرض أكثر حداثة تتميز بأضواء تحذير LED. تلقت الإصدارات الأمريكية أيضًا مصابيح أمامية مستطيلة. كان هذا آخر تحديث رئيسي قبل استبدال أم كاي1 بـ جولف أم كاي2 في معظم الأسواق في سبتمبر 1983 وفي السوق البريطانية في مارس 1984.
كانت الجولف السيارة الجديدة الأكثر مبيعًا في ألمانيا الغربية طوال معظم عمرها الإنتاجي، وكانت من بين أكثر السيارات نجاحًا في أوروبا بأكملها خلال فترة إنتاجها التي استمرت تسع سنوات.

### سمات

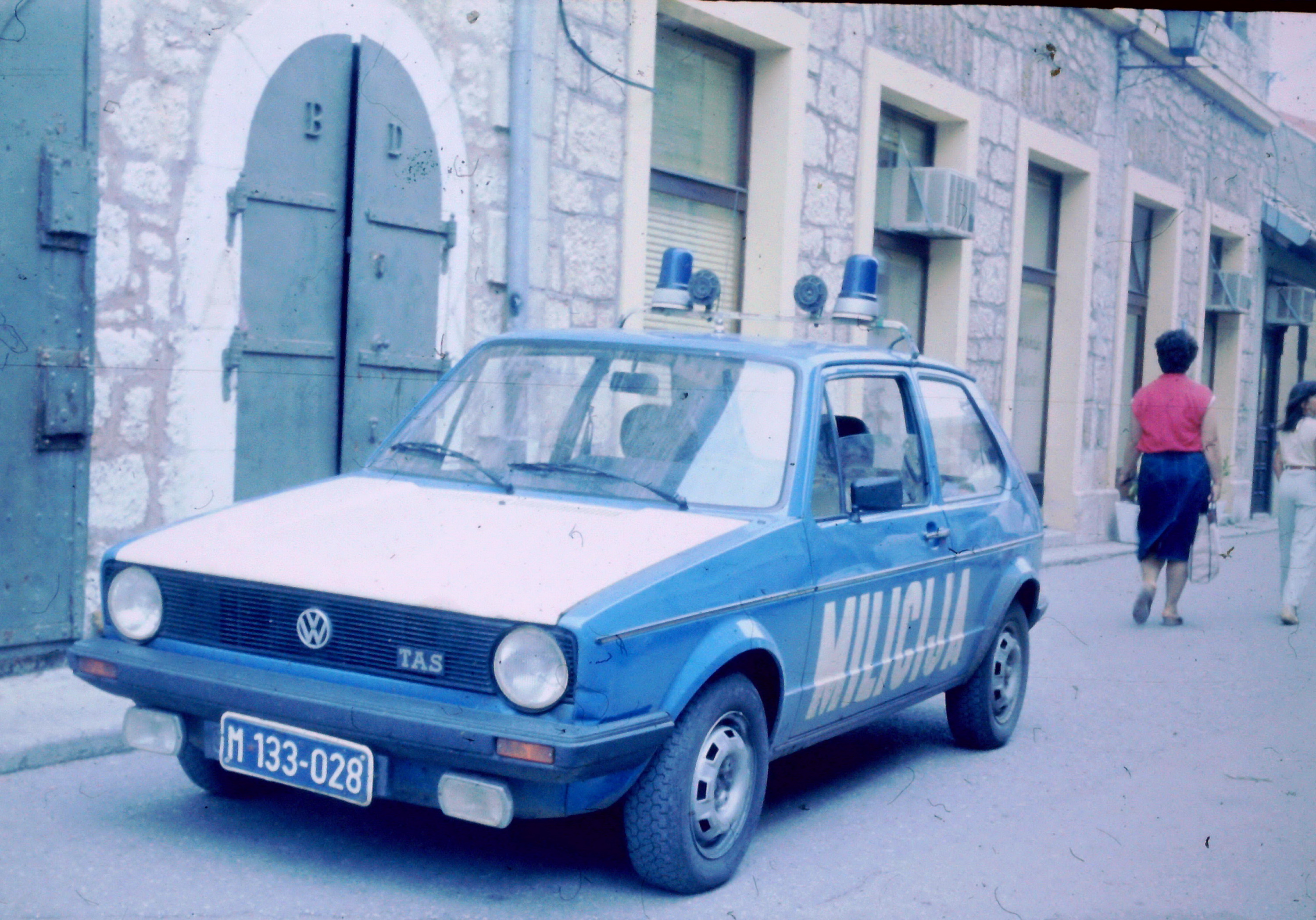
تم استخدام Mk1 Golf في جمهورية يوغوسلافيا الاتحادية الاشتراكية السابقة كسيارة شرطة، خاصة في SR البوسنة والهرسك. هذا مثال شوهد في موستار عام 1985.

اعتمدت الجولف على تصميم «صندوقين» فعال بهاتشباك شديدة الانحدار بدلاً من صندوق السيارة الرسمي. كان الهيكل عبارة عن جسم صلب من قطعة واحدة.
تم تركيب محرك السيارة بشكل عرضي في المقدمة وقاد العجلات الأمامية. تم تقديم محركات من عائلتين من محركات أودي. كلاهما تم تبريده بالماء بمحرك رباعي الأشواط رباعي الأشواط مبرد بالماء. يحتوي كلاهما أيضًا على صمامين لكل أسطوانة يتم تشغيلهما بواسطة عمود كامات علوي واحد مدفوع بحزام توقيت. استخدمت المحركات المبكرة 2 برميل من مكربن زنيث (بالإنجليزية: Zenith)‏. كانت المحركات 1.1 لتر و 1.3 لتر من خط إ إي111 الأصلي. تم تشغيل الصمامات في هذا المحرك بواسطة أذرع هزازة. تم تركيب إ إي111 بإمالة 20 درجة للأمام. محركات 1.5 لتر و 1.6 لتر و 1.8 لتر كانت من عائلة إ إي827. تم تشغيل الصمامات في هذا المحرك بواسطة غمازات دلو. تم تركيب إ إي827s مائلة 15 درجة للخلف.
كانت السيارة متوفرة في الأصل بخيارين لنقل الحركة؛ دليل أربع سرعات وثلاث سرعات أوتوماتيكي. أصبح دليل بخمس سرعات متاحًا في عام 1979.
يتكون التعليق الأمامي من دعامات ماكفرسون (بالإنجليزية: MacPherson)‏ ونوابض لولبية حلزونية مع عظام ترقوة منخفضة وقضيب مانع للانزلاق. كان الجزء الخلفي شبه مستقل مع أذرع خلفية مزدوجة متصلة بواسطة تعليق خلفي ذو شعاع ملتوي ونوابض لولبية فوق ممتص صدمات تلسكوبي.
كان التوجيه بواسطة الرف والترس.
كانت الفرامل الأمامية عبارة عن أقراص بحجم 239 مم (9.4 بوصة) ذات دوارات صلبة. في العمق كانت 178 مم (7.0 بوصات) براميل.
اختلفت إطارات السيارة مع مجموعة نقل الحركة، مع 145SR13s على 1.1، و 155SR13s على 1.3 و1.5. كانت الإطارات على جاي تي آي أكبر، مع 175 / 70R13s على 1.6 GTI و 175 / 70HR13 على 1.8.

### نماذج مشتقة من أم كاي1

#### جولف جاي تي آي

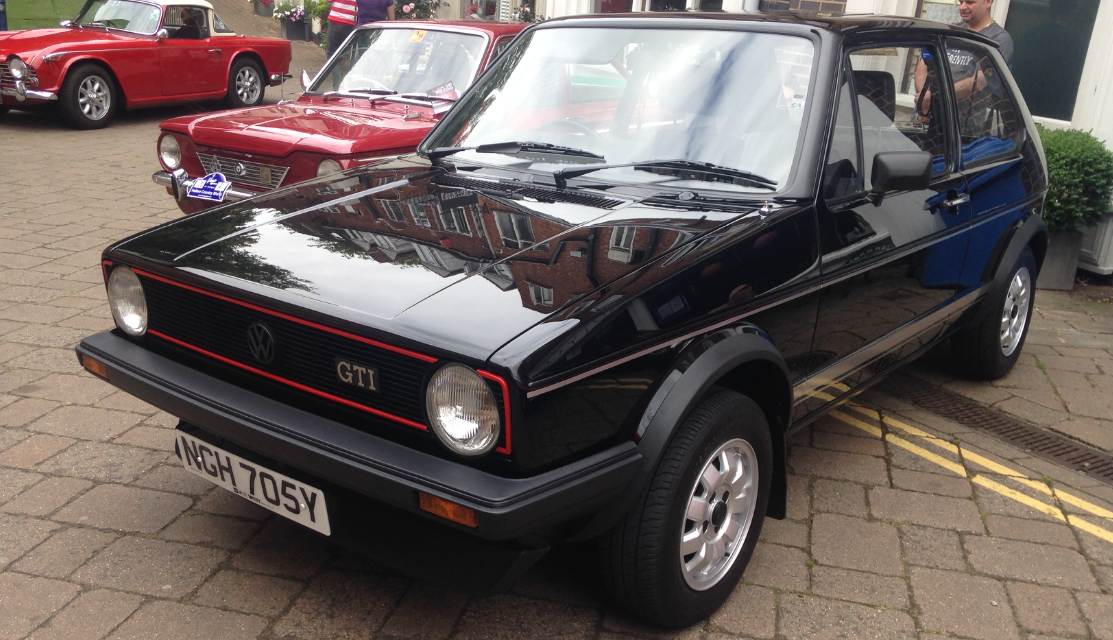
جولف GTI Mk1

بسبب رد الفعل السياسي السلبي على إطلاق بيتل «متسابق أصفر أسود» (بالإنجليزية: Gelb-Schwarzer Renner)‏ عام 1973 ("GSR" أو (بالإنجليزية: "Yellow-Black Racer")‏)، لم يكن لدى فولكس فاجن ميل كبير لتطوير لعبة غولف أسرع.
بدأ أنطون كونراد، رئيس قسم الصحافة في شركة فولكس فاجن، ومهندس فولكس فاجن ألفونس لوينبيرج، في تطوير «رياضة الجولف» عالية الأداء كمشروع سكنك وركس(بالإنجليزية: skunkworks)‏ وليس كبرنامج مصنع رسمي. انضم إلى الاثنين جونتر كول من قسم الصحافة، خبير التعليق هربرت شوستر، هيرمان هابليتزل، الذي هرب أجزاء من المشروع إلى اختبارات منتظمة، يورغن أدلر، الذي أدى تحليل هيكله إلى تعزيزات إضافية، هورست ديتر شويتلينسكي من قسم التسويق الذي صاغ اختصار «جاي تي آي»، وفرانز هوك مطور محرك إ إي827.
تم بناء نموذج أولي يعتمد على سيارة شيروكو بدلاً من جولف. كان لإثبات المفهوم هذا محرك إ إي827 مع مكربن مزدوج ونظام تعليق منخفض وصلب. عندما كان يقود هذا النموذج الأولي إرنست فيالا، رئيس الأبحاث في فولكس فاجن، اعترض على التعليق القاسي والضوضاء المفرطة من نظام السحب وأعلن أن السيارة «غير قابلة للقيادة».
رتب فريق التطوير المخصص لاستخدام نسخة حقن الوقود لمحرك إ إي827 الذي تم تطويره لسيارة أودي 80 جاي تي إ الجديدة. يعمل نظام (بالإنجليزية: Bosch K-Jetronic)‏ الخاص بالمحرك على تقليل ضوضاء السحب وزيادة خرج الطاقة.
يوصف اسم السيارة عادةً على أنه اختصار للعبارة الإنجليزية (بالإنجليزية: Grand Tourer Injection)‏، وعادة ما يتم كتابتها بأحرف كبيرة.
تم تقديم جاي تي آي لإدارة فولكس فاجن في وقت مبكر من عام 1975، وتمت الموافقة على المشروع في 28 مايو 1975.
في هذه المرحلة، انضم شخص تاسع إلى فريق جاي تي آي الأصلي المكون من ثمانية أعضاء. من خلال العمل تحت إشراف كبير المصممين هربرت شيفر، تم تكليف غونهيلد ليلجيكويست بإنشاء مجموعة من الميزات التي من شأنها أن تميز التصميم الداخلي لسيارة جاي تي آي عن الجولف العادي. تضمنت مساهماتها تنجيد الترتان اللامع المنقوش، ومقبض ذراع نقل السرعات الشبيه بكرة الجولف.
ظهرت جولف جاي تي آيلأول مرة في مارس 1975 في معرض فرانكفورت للسيارات،  ولم يتم الكشف عنها حتى خريف عام 1976.
لم يكن من المتوقع أن يتجاوز الإنتاج 5000 وحدة، وهو العدد المطلوب للتأهل لفئة إنتاج السيارة السياحية من المجموعة الأولى (بالإنجليزية: Group One Production Touring Car)‏.
بالإضافة إلى التعديلات التي سبق ذكرها، تميزت أي تي آيع ن الجولف بالتغييرات الخارجية التي شملت تمديدات قوس العجلة البلاستيكية السوداء لتغطية الإطارات 175 / 70أتش آر13 على عجلات 5.5جي أكس13 المجهزة، جناح أمامي أكبر، إطار أسود غير لامع حول الخلفية وإطار أحمر للشبكة. تم تقليل ارتفاع الركوب بمقدار 15 مم (0.6 بوصة)، وتم استبدال أقراص الفرامل الأمامية الصلبة للسيارة بأقراص مهواة 9.4 بوصة (239 مم). تم تركيب القضبان المضادة للدحرجة أيضًا في الأمام والخلف.
كان للمحرك في جاي تي آي تجويف أكس بحجم 79.5 ملم × 80 ملم (3.13 بوصة × 3.15 بوصة) والذي أزاح 1588 سم مكعب (1.6 لتر، 96.9 متر مكعب). تم رفع نسبة الضغط إلى 9.5: 1. نتج عن ذلك محرك ينتج 110 حصان (108 حصان، 81 كيلو واط) عند 6100 دورة في الدقيقة و140 نيوتن متر (103 رطل قدم) عند 5000 دورة في الدقيقة. تم تزاوج هذا مع ناقل حركة يدوي 4 سرعات.
بوزن يصل إلى 810 كجم (1,786 رطل)، يمكن أن تتسارع سيارة جاي تي آي من 0-100 كم / ساعة (0-62 ميل في الساعة) في 9.2 ثانية. كانت السرعة القصوى 182 كم / ساعة (113.1 ميل في الساعة).
في أغسطس 1979، أصبح ناقل الحركة اليدوي بخمس سرعات قياسيًا.
في عام 1982، تم تكبير تجويف المحرك وشوطه إلى 81 و 86.4 ملم على التوالي، مما أدى إلى إزاحة إجمالية قدرها 1.781 سم مكعب (108.7 متر مكعب في). تم زيادة الضغط أيضًا إلى 10.0: 1. ارتفعت القوة إلى 112 حصانًا (110.5 حصان) عند 5800 دورة في الدقيقة، وعزم الدوران إلى 153 نيوتن متر (112.8 قدمًا مكعبًا) عند 3500 دورة في الدقيقة.
ظهرت سيارة جاي تي آي في السوق البريطانية عام 1977 كطلب خاص فقط في شكل محرك يسار. أصبح إصدار محرك الأقراص الأيمن من المصنع متاحًا أخيرًا في يوليو 1979، بسعر 4705 جنيهات إسترلينية. لم تصل رابيت جاي تي آي إلى الولايات المتحدة حتى عام 1983.
يعتبر الكثيرون أن سيارة فولكس فاجن جولف جاي تي آي لعام 1976 هي الطراز الأصلي «للفتحة الساخنة»،  فئة من السيارات الرياضية الصغيرة التي اشتهرت في السبعينيات وأوائل الثمانينيات، على الرغم من السيارات ذات المفهوم المشابه عمومًا، مثل 1967 سيمكا 1100تي آي و1971 أوتوبيانشي إي112 أبارث ظهرت في وقت سابق.
بلغ إجمالي إنتاج هذه السيارة في النهاية 462,000 وحدة. في عام 2004، أعلنت شركة (بالإنجليزية: Sports Car International)‏ أن جولف أم كاي1 جاي تي آي هي ثالث أفضل سيارة في الثمانينيات.

#### إصدارات جاي تي آيا لخاصة
بعد ترقية جاي تي آي إلى 1.8 لتر، تم بيع إصدارات خاصة من الطراز بأسماء مختلفة في العديد من البلدان الأوروبية. تم تمييزها خارجيًا من خلال شبكة أمامية رباعية المصابيح، وزجاج ملون، وفتحة سقف منزلقة في المصنع، وعجلات من سبيكة ببرلي 6جي أكس14. تميزت المقصورة الداخلية بعجلة قيادة ملفوفة بالجلد، وأدوات ضبط مرآة داخلية ونظام كمبيوتر الرحلة أم أف إي.
أسماء هذه الطبعات حسب الدولة هي:
- حملة جاي تي آي (إنجلترا)
- جاي تي آي بيرلي (ألمانيا)
- جاي تي آي بلاس (فرنسا)
- كأس جاي تي آي (سويسرا)
- جاي تي آي سبسيال (السويد، ولكن بدون عجلات بيرلي، تم تزويدها بحافات أفوس (بالإنجليزية: Avus)‏ مقاس 14 بوصة.

تم توفير نسختين خاصتين إضافيتين من جاي تي آي في فرنسا والنرويج. واحد كان يسمى جولف جاي تي آي رابيت. كان هذا الطراز عبارة عن سيارة جاي تي آي مع حذف بعض المعدات القياسية بشكل طبيعي، مما يجعلها أقل تكلفة من جاي تي آي العادية.
الإصدار الفرنسي الخاص الآخر، والذي سبق إصدار 1.8 لتر جاي تي آي وكان متاحًا أيضًا في سويسرا، كان جولف جاي تي آي 16 أس أوتينجر (بالإنجليزية: Oettinger)‏. تم شحن جاي تي آي من ألمانيا إلى مصنع أوتينجر حيث تلقوا، من بين تعديلات أخرى، رأس أسطوانة كامة مزدوجة علوية ذات 16 صمامًا. طور المحرك الناتج 100 كيلو واط (136 حصانًا).

#### جولف ديزل
ظهرت سيارة غولف تعمل بمحرك ديزل يعمل بالشفط العادي لأول مرة في سبتمبر 1976. كان تجهيز سيارة مدمجة بمحرك ديزل أثقل وأقل ضجيجًا وأقل قوة أمرًا غير معتاد في ألمانيا في ذلك الوقت، وكانت بيجو من بين المنافسين القلائل الذين يقدمون طرازًا مشابهًا. كانت سيارة غولف ديزل سعة 1.5 لتر، والتي استخدمت الوقود بمعدل 6.5 لتر / 100 كم (36.2 ميلا في الغالون / الولايات المتحدة)، واحدة من أكثر السيارات المدمجة كفاءة في استهلاك الوقود في السبعينيات.
تم اشتقاق محرك الديزل من محرك البنزين أودي إ إي827 الحالي. لتحمل الضغوط العالية التي يفرضها تحويل الديزل ، تم تعزيز العديد من مكونات المحرك أو إعادة تصميمها ، بما في ذلك نظام التبريد والعمود المرفقي وقضبان التوصيل والمكابس ودبابيس المكبس ورأس الأسطوانة وحزام التوقيت. تمت إضافة غرف دوامة إلى رأس الأسطوانة. في المكان الذي كان يشغله موزع الإشعال سابقًا، كانت هناك مضخة تفريغ لمضخم الفرامل. تم تشغيل مضخة حقن الديزل بواسطة حزام محرك عمود الكامات. لم يكن محرك الديزل أكبر من محرك البنزين سعة 1.5 لتر.
كان لمحركات الديزل المبكرة إزاحة 1.5 لتر وطورت نفس 37 كيلو واط (50 حصان، 49 حصان) مثل محرك البنزين 1.3 لتر. أزاحت المحركات اللاحقة 1.6 لتر وأنتجت 40 كيلو واط (54 حصان، 53 حصان). كانت خصائص الضوضاء والاهتزاز والقسوة (أن في أتش) لمحركات الديزل المبكرة لا تزال غير مرضية. عندما ظهر محرك ديزل بقوة 51 كيلو واط (70 حصانًا، 69 حصانًا) بشاحن توربيني، لم يعمل التوربو على تعزيز خرج الطاقة فحسب، بل خفف أيضًا من ضوضاء المحرك.

#### بيك آب / فولكس فاجن العلبة

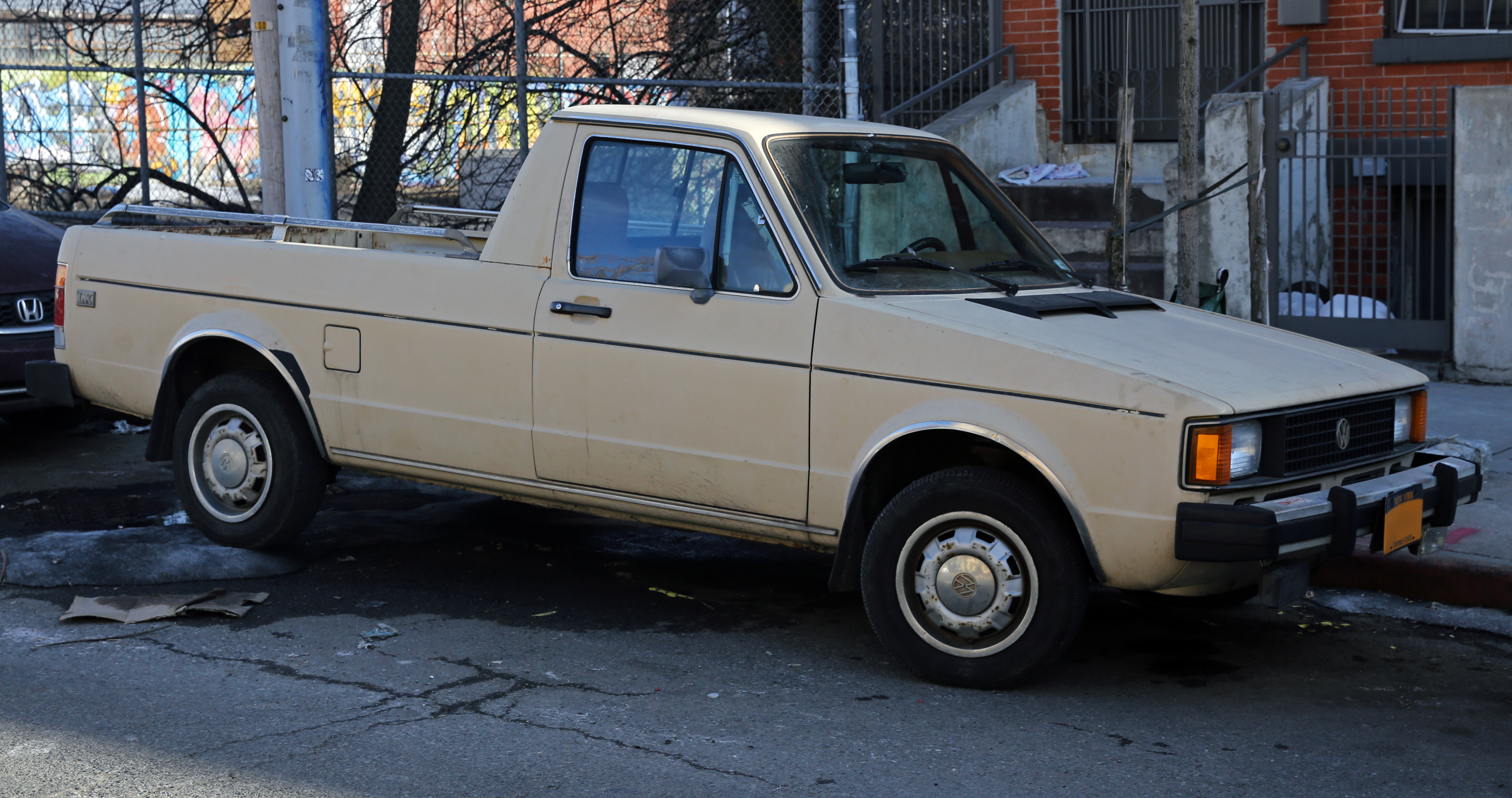

تم تطوير نموذج منفعة مشتق من لعبة الجولف مع سرير خلفي على غرار شاحنة البيك أب للسوق الأمريكية. تم تسمية متغير أم كاي1 هذا باسم رابيت بك أب في الولايات المتحدة، ودخل الإنتاج في عام 1978 في مصنع وستموريلند (بالإنجليزية: Westmoreland)‏. بدأ إنتاج نسخة متطابقة تقريبًا من أوروبا تسمى في دبليو كادي في عام 1983 في مصنع (بالإنجليزية: Tvornica Automobila Sarajevo (TAS))‏ في فوكوسا بالقرب من سراييفو، يوغوسلافيا. تم إنتاج ما يقرب من 200000 وحدة في هذا الموقع حتى تم تدمير المصنع في عام 1992 أثناء حرب البوسنة.

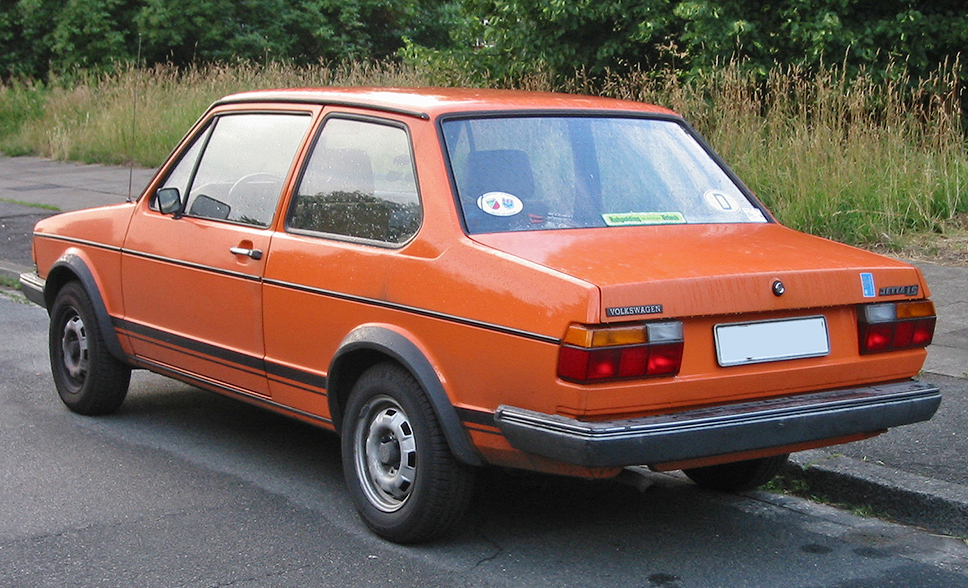
جيتا

#### جيتا
في أغسطس 1979، تم تقديم نسخة سيدان من الجولف تسمى جيتا. في الأساس، تم تقديم طراز جولف أم كاي1 مع صندوق مطعمة ، وقد تم تقديم نمط جسم السيدان المكون من ثلاثة صناديق في إصدارات ثنائية وأربعة أبواب واستهدفت المشترين الأكثر تحفظًا. في أمريكا الشمالية، حققت جيتا نجاحًا في المبيعات، لكن أرقام المبيعات في أوروبا كانت متخلفة عن التوقعات.
في عام 1980 أنتج كارمان نموذجًا أوليًا لسيارة جيتا قابلة للتحويل استنادًا إلى هيكل ببابين. مبيعات جيتا سيدان لم تبرر وضع السيارة القابلة للتحويل في الإنتاج.

#### جولف كابريوليه

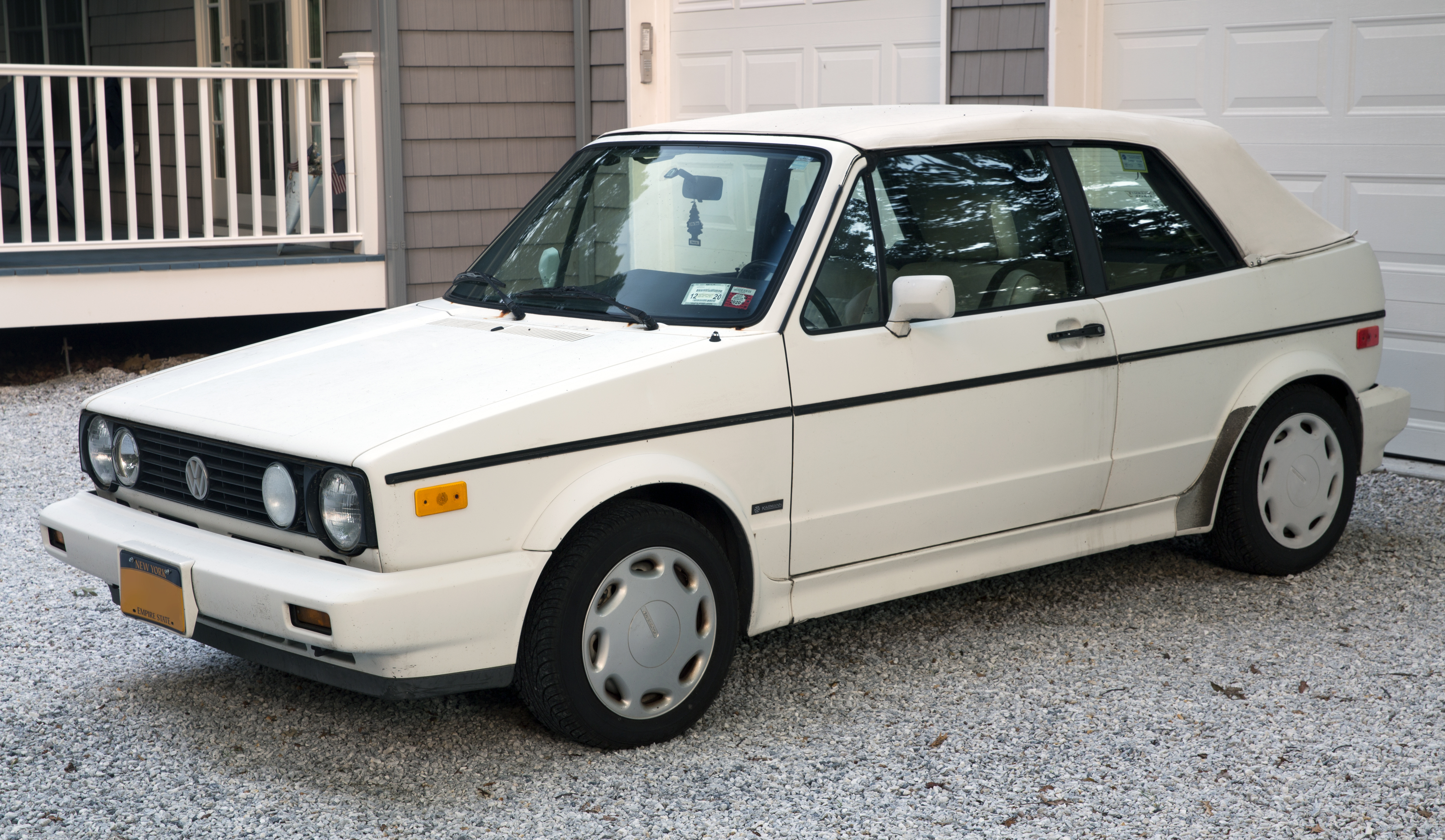
فولكس فاجن جولف I كابريوليه (موديل 1992 أمريكي، منظر أمامي)

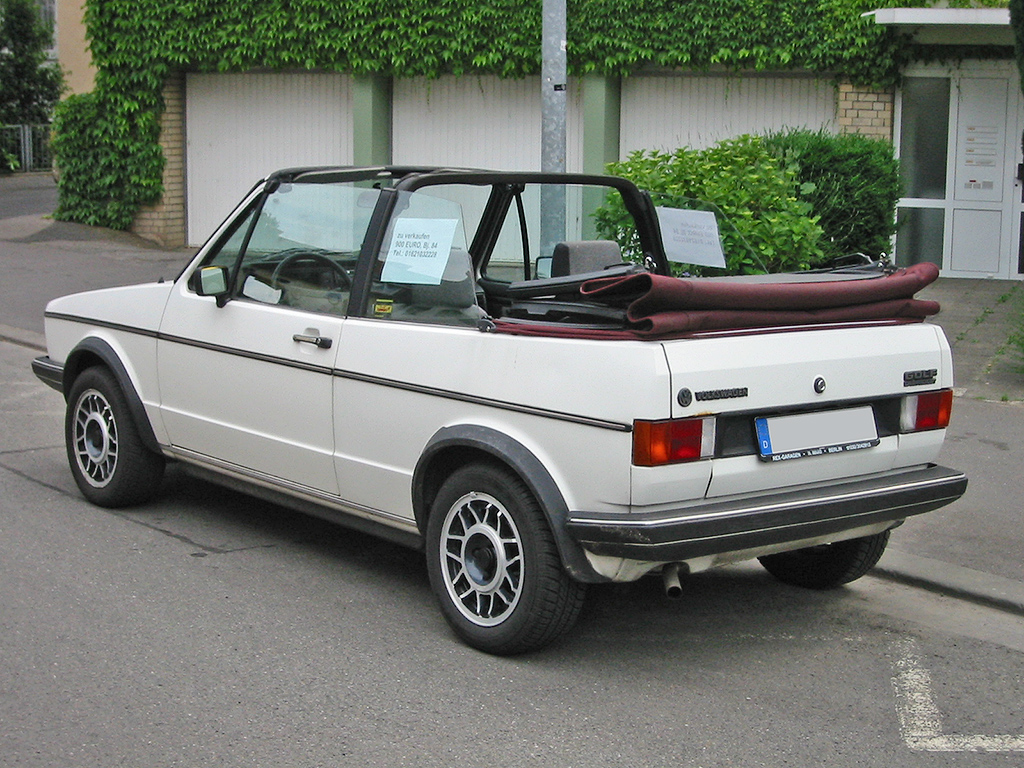
فولكس فاجن جولف I كابريوليه (منظر خلفي)

تم تقديم نسخة قابلة للتحويل من جولف إلى إدارة فولكس فاجن من قبل صانع السيارات (بالإنجليزية: Wilhelm Karmann GmbH)‏ في وقت مبكر من عام 1976. كان هذا النموذج الأولي يفتقر إلى شريط الانقلاب في الإصدار الأحدث، وكان له خط جسم مسطح في الخلف، حيث يتم طي السقف الناعم. لأسفل تحت مستوى العتبة.
تم تعيين نسخة الإنتاج من الجولف القابلة للتحويل من النوع 155. في أوروبا وكندا، تم تسميتها جولف كابريوليه، بينما تم بيعها في الولايات المتحدة باسم رابيت كونفرتيبل حتى عام 1985. عندما تم استبدال الرابيت بالجولف 2 في الولايات المتحدة، تمت إعادة تسمية مارك 1 كابريوليه ببساطة «فولكس فاجن كابريوليه» (بدون لوحة جولف أو رابيت). تم بيع كابريوليه من 1980 إلى 1994. كان لها جسم مقوى ، وقضيب متدحرج مستعرض ، ومستوى عالٍ من الزخرفة. من الختم إلى التجميع النهائي ، تم بناء أم كاي1 كابريوليه بالكامل في مصنع كارمن. قدمت فولكس فاجن المحركات والتعليق والحواف الداخلية لتركيب كارمن. كانت الأسطح المصنوعة من الفينيل أو القماش معزولة بشدة مع نافذة خلفية زجاجية ساخنة. تم رفع القمة وخفضها يدويًا حتى عام 1991، عندما تم تشغيلها بالكهرباء.
لم يتغير جسم كابريوليه خلال عملية الإنتاج بأكملها باستثناء خزان وقود أكبر. احتفظت بنمط ما قبل 1980 لمجموعات المصابيح الخلفية. تم تركيب عجلة احتياطية موفرة للمساحة منذ البداية ، بما في ذلك طرازات ما قبل الإنتاج لعام 1978، على عكس الصالون التي لم تعتمد هذا حتى عام 1984. جميع سيارات الكابريوليه من عام 1988 تركت المصنع مزودًا بمجموعة هيكل «كليبر» تتميز بلون الهيكل الأملس مصدات، وامتدادات قوس العجلة، والتنانير الجانبية.
قبل عام 1984، كانت أعلى المواصفات القياسية كابريوليه هي جاي أل آي، والتي كانت في الأساس سيارة جاي تي آي في كل شيء ما عدا الاسم. في أواخر عام 1983 فقط مع تقديم طراز 1984، أصبحت نسخة جاي تي آي من الكابريوليه التي تحمل شارة رسمية متاحة أخيرًا.

##### طبعات خاصة كابورليه
تضمنت الإصدارات الخاصة من كابريوليه طرازات تيان ايجنر، كرّات، سي سي، فولفسبورج وبست سيلير(بالإنجليزية: Etienne Aigner & Carat & CC & Wolfsburg & Best Seller)‏

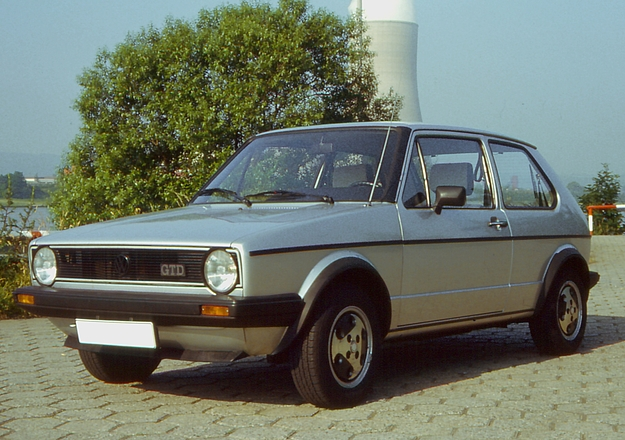
VW جولف GTD

#### جولف جاي تي دي
تم تقديم جولف جاي تي دي في معرض جنيف للسيارات في مارس 1982، حيث جمعت بين الأداء والاقتصاد. اعتمدت حزمة مظهر السيارة ونظام التعليق على طراز أم كاي1جولف جاي تي آي . كان المحرك نسخة من محرك الديزل 827، مع تعزيز الطاقة بواسطة نظام الحث القسري. لزيادة أداء محرك الديزل الطبيعي بسعة 1.6 لتر، تم تجهيز جاي تي دي بشاحن توربيني من جاريت مع زيادة قصوى قدرها 0.7 بار (10.2 رطل لكل بوصة مربعة)، مما رفع خرج الطاقة إلى 51 كيلو واط (70 حصان، 69 حصان) وعزم دوران أقصى إلى 130 نيوتن متر (96 رطل قدم) عند 2600 دورة في الدقيقة من 40 كيلوواط (54 حصانًا؛ 53 حصانًا) و 98 نيوتن متر (72 رطلاً قدمًا) عند 2300 دورة في الدقيقة من المحرك الطبيعي السحب. لجعل هذه الزيادة في الطاقة ممكنة، تم إجراء أكثر من 30 تغييرًا على المحرك الأساسي، بما في ذلك زيادة دوران الزيت، ومضخة زيت أكثر كفاءة ومكونات معززة أو عالية الجودة مثل حشية الرأس ورأس الأسطوانة. نظرًا للحمل الحراري المتزايد على المكابس، تم تبريدها من الأسفل بواسطة نفاثات الزيت، وتم تجهيز المحرك بمبادل حراري من الزيت إلى الماء على حافة عنصر مرشح الزيت. تم تركيب الشاحن التوربيني بين المحرك وجدار الحماية. يزن المحرك التوربيني حوالي 8.5 كجم (18.7 رطلاً) أكثر من الديزل الطبيعي، وبمجرد أخذ جميع الملحقات في الاعتبار نما الوزن بمقدار 18 كجم (39.7 رطلاً). كان متوسط استهلاك الوقود أقل من 6 لتر / 100 كم (39.2 ميلا في الغالون ‑ الولايات المتحدة) ممكنًا، طالما حاول السائق عدم استخدام التوربو.

### الاختلافات الإقليمية

#### فولكس فاجن كاريبي (المكسيك 1977-1987)
في مايو 1977، تم إطلاق جولف أم كاي1 في المكسيك باسم فولكس فاجن الكاريبي. جاء بشكل قياسي مع ناقل حركة يدوي 4 سرعات ومحرك مكربن سعة 1.6 لتر 66 حصان (49 كيلو واط). حققت السيارة نجاحًا فوريًا. في البداية، تم تقديم هيكل 5 أبواب فقط، ولكن في عام 1978، توسعت التشكيلة مع هيكل 3 أبواب. تم تقديم مستويين أوليين من القطع: «بايز» و «أل»، مع إضافة مستوى القطع «جاي أل» في عام 1979.
بقيت تشكيلة الكاريبي 1980 بشكل أساسي دون تغيير باستثناء الشبكة الأمامية المعاد تصميمها قليلاً مع المصابيح الأمامية من النوع المربع.
في عام 1981، تم تقديم سيارة كاريبي محسّنة للسوق المكسيكية، بمظهر مطابق لمواصفات أمريكا الشمالية أم كاي1 جولف التي تم رفعها مؤخرًا: فولكس فاجن رابيت. تضمنت الميزات الجديدة مصدات معدلة ومصابيح خلفية جديدة وتصميم شبك أمامي جديد. أصبح محرك الديزل خيارًا في ذلك العام.
في عام 1983، حصلت مجموعة الكاريبي على لوحة تحكم محسّنة مصممة لجولف 1980 الأوروبي. تم تحديث مستويات القطع أيضًا، مع تغيير مستوى الدخول «الأساسي» السابق باسم «الكاريبي سي»، ومستوى «جاي أل» دون تغيير، ويتم إسقاط مستوى القطع «أل» من المستوى المتوسط. في عام 1984، مستوحاة من النجاح العالمي لـ جولف أم كاي1 جاي تي آي، أنتجت «في دبليو مكسيكو» منتجها «الساخن»: الكاريبي جاي تي. تميز هذا الإصدار بمحرك سعة 1.8 لتر بقوة 85 حصان (63 كيلو واط) مع نظام توصيل وقود ثنائي المكربن ، بدلاً من حقن الوقود الإلكتروني في سيارات جاي تي آي.
قرب نهاية إنتاج الطراز ، عرضت شركة في دبليو مكسيكو، خلال عامي 1986 و1987، ثلاثة إصدارات خاصة من الكاريبي: «سيتي» و«برو» و«بلاس»:
استندت «الكاريبي سيتي» في المقام الأول على مستوى المبتدئين الكاريبي «سي». تم تقديمه فقط باللون الرمادي اللؤلؤي أو الأزرق الفيروزي وظهرت عليه شارة «المدينة» المميزة. كانت «الكاريبي برو» نسخة مخفضة إلى حد ما من الكاريبي جاي تي التي تشبه جاي تي آي. احتفظت «برو» بالشعور الرياضي لسيارة جاي تي وتم تقديمها فقط بهيكل بثلاثة أبواب، مع خيارين للطلاء: أحمر تورنادو أو أسود. تم إرفاق رسومات التسمية «برو» بالأبواب السفلية والفتحة. كان «الكاريبي بلاس» آخر إصدار خاص في المجموعة. كان «بلاس» مزينًا بمستوى جاي أل، ولم يتم تقديمه إلا في طلاء أبيض للون الجسم ومعظم الزخارف، بما في ذلك الشبكة الأمامية والمصدات (التي كانت من النوع المصبوب البلاستيكي الذي تم تصميمه بواسطة الأوروبية أم كاي1 جولف منذ عام 1980). كان المفروشات والسجاد الداخليان أيضًا أبيض في هذه الطبعة.
بعد 10 سنوات من النجاح، كان عام 1987 آخر عام إنتاج لسلسلة فولكس فاجن كاريبي المكسيكية أم كاي1 جولف. يمكن اعتبار الإصدار الخاص «بلاس» هو «الإصدار الأخير» الكاريبي، نظرًا لأنه كان له فترة إنتاج قصيرة قبل إيقاف تشكيلة الطراز في مارس 1987، عندما تم التخلي عن مجموعة الكاريبي بالكامل لصالح الإنتاج والتقديم في المكسيك من جولف أم كايII.

#### فولكس فاجن رابيت / جولف (الولايات المتحدة الأمريكية / كندا)
تم تقديم جولف أم كاي1 لأول مرة إلى الولايات المتحدة في عام 1975، ولكن في ذلك السوق كانت السيارة تسمى فولكس فاجن رابيت. تم إنتاج هذه الرابيت الأمريكية المبكرة في ألمانيا وتصديرها إلى أمريكا الشمالية.
في عام 1978 بدأت فولكس فاجن في بناء الرابيت في مصنعها في ويستمورلاند. تم اختيار مهندس شيفروليه السابق جيمس ماكليرنون لإدارة المصنع الذي تم بناؤه لخفض تكلفة الرابيت في أمريكا الشمالية من خلال إنتاجه محليًا. انتقلام سي ليرنون إلى «أمريكا» جولف/ رابيت (أشار المدير التنفيذي لشركة فولكس فاجن فيرنر شميدت إلى الفعل باسم «ماليبوينغ» السيارة) عن طريق تخفيف التعليق واستخدام مواد أرخص للمقصورة. كان المتشددون في شركة فولكس فاجن في أمريكا ومديرو الشركات في ألمانيا مستائين. بالنسبة لعام 1983، عاد مصنع بنسلفانيا إلى استخدام صدمات وتعليق أكثر صلابة مع تقليم داخلي عالي الجودة.
وصلت رابيت ديزل في منتصف عام 1977 وكانت في الأصل ألمانية الصنع. خلال عام 1980، تم تحويل الإنتاج إلى مصنع بنسلفانيا، وكان التغيير الأكثر وضوحًا هو التحول من المصابيح الأمامية المستديرة إلى المربعة. تغيرت أنظمة الألوان أيضًا؛ لاحظ مختبرو الفترة انخفاض جودة المواد المستخدمة، على الرغم من أن الملاءمة والتشطيب كانا مرتفعين مثل السيارات الألمانية الصنع. كان محرك الديزل الأمريكي بسعة 1.5 لتر 48 حصانًا (36 كيلو واط، 49 حصانًا) عند 5000 دورة في الدقيقة. كان هذا النموذج قصير العمر، حيث أُجري عام 1981 للرابيت بعض التعديلات بإشارات انعطاف ملفوفة ومصابيح خلفية أكبر، بينما تم تغيير محرك الديزل إلى وحدة 1588 سم مكعب بقوة 52 حصان (39 كيلو واط؛ 53 حصانًا). بدأ المصنع أيضًا في إنتاج جاي تي آي لسوق أمريكا الشمالية في خريف عام 1982، لطراز عام 1983. تم بناء «الرابيت» في ولاية بنسلفانيا حتى عام 1984. كما تم إنشاء أول شاحنة بيك آب فولكس فاجن كادي، على أساس أم كاي1 جولف، في مصنع بنسلفانيا.
استمرت كندا في استيراد الرابيت الألماني الصنع حتى عام 1981 عندما بدأت فولكس فاجن كندا في استيراد النسخة الأمريكية الصنع.
استخدم الجولف الأصلي المواصفات الأمريكية في أسطول سيارات الأجرة. اشترت شركة (بالإنجليزية: Yellow Cab)‏ في ليكسينغتون بولاية كنتاكي أحد عشر رابيت في أواخر السبعينيات كجزء من جهد لتوفير المال على الوقود ، وقدرت توفيرًا سنويًا قدره 135000 دولار في تكاليف البنزين. نظرت شركتان أخريان في استخدام رابيت كأساس لسيارات الأجرة. قامت شركة شيكير موتورز وويني (بالإنجليزية: Checker Motors Corporation & Wayne Corporation)‏ ببناء نموذج أولي لسيارات الأجرة باستخدام الرابيت مع قواعد عجلات أطول بكثير من المصنع. قام شيكير ببناء نموذج أولي واحد وقام واين ببناء ثلاثة، لكن لم يدخل أي من المشروعين حيز الإنتاج.
في عام 1981، تلقت سيارة الرابيت التي تعمل بالبنزين وقودًا محقونًا 1715 سم مكعب (104.7 قدم مكعب)، وهو تكرار يستخدم فقط في أمريكا الشمالية، والذي يوفر 74 حصانًا (55 كيلو واط). تم إيقاف الإصدارات الكربورية.
ظهرت سيارة فولكس فاجن رابيت جي تي آي، وهي نسخة أمريكا الشمالية من سيارة غولف جي تي آي عالية الأداء ، لأول مرة في كندا عام 1979 والولايات المتحدة عام 1983. تم تجميعها من أجزاء مصنوعة في المكسيك وكندا وألمانيا والولايات المتحدة في مصنع تجميع ويستمورلاند التابع لشركة فولكس فاجن نفس الهيكل أم كاي1 ونفس نوع الجسم إي1 مثل أم كاي1 جولف جاي تي آيالذي كان معروضًا للبيع في أوروبا منذ 1976، مع بعض الاستثناءات. كانت السمات المميزة الرئيسية لسيارة رابيت جي تي آي هي تصميم الواجهة الأمامية المربعة وعجلاتها المصنوعة من السبائك «ندفة الثلج». جاء الداخل باللون الأحمر أو الأزرق وشعر جلدي. أعطى التصميم المربع للواجهة الأمامية ، وخاصة أضواء مؤشر الاتجاه الملتفة ، مزيدًا من الأمان وتحسينًا طفيفًا في الأداء. تحت غطاء المحرك ، كان المحرك عبارة عن محرك بنزين رباعي الأسطوانات سعة 1.8 لتر جي أتش يعمل بالوقود الخالي من الرصاص ، بالإضافة إلى كونه أكبر بشكل هامشي من المحرك العادي ، فقد كان يحتوي أيضًا على مكابس خفيفة وصمامات أكبر وضغط أعلى وتدفق حر العادم بالإضافة إلى تحسينات طفيفة أخرى. سيبلغ جي أتش 1.8 لتر ذروته في حالة المخزون عند 90 حصان (67 كيلو واط)، ويتم تسليمه من خلال ناقل حركة يدوي بخمس سرعات بنسبة قريبة. في عام 1984، عادت رابيت جي تي آي، والآن بمحرك محدث بقوة 100 حصان (75 كيلو واط). في المجموع ، تم بناء 30000 من 1.8 لتر من سيارات الأرانب جاي تي آي في ولاية بنسلفانيا.
عندما ظهرت رابيت جاي تي آي لأول مرة في كندا ، ظهرت بمحرك كاي- جيترونيك بقوة 78 حصان 1.5 لتر (1979) و1.6 لتر (1980) وناقل حركة بخمس سرعات. كانت متوفرة في البداية باللون الأحمر والأبيض والأسود. كانت هذه السيارات الكندية ألمانية الصنع وكانت متطابقة تقريبًا في هيكل الجسم والمظهر الداخلي مع 81 كيلو واط (110 حصان ، 109 حصان) جولف صنعت في أوروبا. لسوء حظ المتحمسين ، كان خط القيادة بالكامل ومعدات الجري متطابقة مع الإصدارات الكندية الأخرى. تم تركيب مصدات بخمسة أميال بالساعة بالإضافة إلى قضبان مانعة للتسلل داخل الأبواب. تم حذف عين القطر التي تعتبر جزءًا لا يتجزأ من مقدمة السيارة الأوروبية نظرًا لأن ممتصات صدمات الصدمات التي تستحق التصادم تحتوي على مرافق سحب كجزء من تصميمها ، وقد تم اختبار السيارة في كندا مع المئزر الأمامي لأمريكا الشمالية. كانت السيارة جذابة للغاية لكنها لم تكن أفضل أو أسوأ من أرنب من نفس العصر. فقط مع وصول سيارة جاي تي آي الأمريكية، كان الجولف أسرع متوفرًا في كندا، وكان أقل من 22 حصانًا (16 كيلو واط) مقارنة بـ 1.8 لتر جولف جاي تي آي أم كاي1. وصل عدد صغير من المواصفات الأوروبية جاي تي آي إلى كندا بموجب اتفاقية مع الحكومة تسمح للجنود الأجانب بالتدريب في المنشآت العسكرية الكندية لإحضار مركباتهم الشخصية معهم. نتيجة لذلك، أتاحت في دبليو (لسنوات عديدة) جميع أجزاء الطراز الأوروبي الفريدة المطلوبة من خلال في دبليو الكندية. وبالتالي كان من الممكن، على الرغم من تكلفة بناء جاي تي آي «حقيقية». فعل بعض المتحمسين ذلك بناءً على سمعة السيارة الأوروبية.

### فولكس فاجن سيتي غولف (جنوب أفريقيا، 1984-2009)
من عام 1984 إلى عام 2009، صنعت فولكس فاجن من جنوب إفريقيا نوعين مختلفين من أم كاي1 جولف؛ سيارة الجولف سيتي ذات الأبواب الخمسة وفولكس فاجن كادي. في وقت سابق ، تم تصنيع Golf أم كاي1 الأصلية بمحركات بنزين أو ديزل.
للاحتفال بالنجاح المستمر لسيتي جولف أم كاي1 في جنوب إفريقيا، أعلنت فولكس فاجن في 22 سبتمبر 2006 عن الإصدار المحدود من سيتي آر الذي يعمل بمحرك 90 كيلو واط (120 حصان / 123 حصان) 1.8 لتر محقون بالوقود مع دليل بخمس سرعات ناقل الحركة بالإضافة إلى شبكة أمامية باللون الأحمر من علامة جاي تي آي التجارية.
تبدأ مجموعة سيارات سيتي غولف لعام 2007 بجنوب إفريقيا بسيارة سيتي غولف القياسية ، إما في طرازات 1.4 أو 1.6 لتر محقونة بالوقود. تضمنت الاختلافات في الإصدار القياسي مع حزم الخيارات المختلفة سيتي ريذم وسيتي.كوم وغيرها. المجموعة العلوية هي سيتيروكس، وهي متوفرة أيضًا في 1.4i و 1.6i، وهي مصنوعة كإصدارات رياضية من سيتي القياسية لتحل محل الإصدار الرياضي السابق ، فيلوسيتي وسيتي لايف. تتميز سيتي غولف اللاحقة بوسائل الراحة الحديثة مثل لوحة القيادة الجديدة التي تم تكييفها من شكودا فابيا و«عمليات للتعديل» الجسم الصغيرة مثل مجموعات مصابيح الذيل المنقحة.
تتكون مجموعة في دبليو سيتي غولف أفريقيا الجنوبية لعام 2009 من أربعة طرازات جديدة:
- سيتيروكس 1.4i و 1.6
- سيتي سبور 1.4i و 1.6i
- تينا سيتي 1.4i
- سيتي ستورم 1.4i

انتهى إنتاج سيتي جولف في 2 نوفمبر 2009 بعد بناء 377484 سيارة. كانت آخر 1000 مركبة تم تصنيعها عبارة عن إصدار خاص من سيتي أم كاي1 بمحرك 1.6i. كانت الألوان المتوفرة لـ سيتي أم كاي1 هي الأزرق والأسود اللؤلؤي (بالإنجليزية: Shadow Blue & Black Magic Pearl)‏.

### الإصدارات التجريبية والعروض الخاصة

#### فولكس فاجن
استخدمت فولكس فاجن جولف أم كاي1 كأساس للعديد من السيارات التجريبية الخاصة بها. وشملت هذه:
- إ أس في دبليو II (1974). كانت هذه مركبة أمان تجريبية تضمنت أحزمة سلبية وأكياس هوائية.[62]
- إليكترو جولف 1 (1976). نموذج أولي يعمل بالكهرباء تم إنشاؤه بواسطة المصنع. تم استخدامه لعدة سنوات.[63]
- آر في دبليو وآي آر في دبليو (1). كانت هاتان السيارتان عبارة عن تجارب في محركات توربو ديزل. قام «آي آر في دبليو» أيضًا بإجراء تغييرات واسعة النطاق على الهيكل لتحسين مقاومة التصادم. تم اختبار كلتا السيارتين من قبل وكالة حماية البيئة في الولايات المتحدة من فبراير 1977 إلى مايو 1978.[64]
- جولف 1 سيتيسترومر (1981). نموذج أولي آخر يعمل بالكهرباء، كان هذا بمثابة متابعة لـ ألكترو جولف وأول (بالإنجليزية: CitySTROMer)‏. باستخدام بطاريات الرصاص الحمضية، كان مدى هذه السيارة 60 كم (37.3 ميل).[65] تم صنع 25 فقط.
- السيارات 2000 (1981). تم تصميم هذا النموذج الأولي المبسط ذو الكفاءة العالية في استهلاك الوقود لمعاينة السيارات لعام 2000 واستخدم منصة جولف أم كاي I.[66]
- إ في دبليو الثاني. قام هذا النموذج الأولي بتكييف سيارة جولف 1982 مع نظام قيادة هجين تجريبي ثنائي المحور يحتوي على محرك بنزين ومحرك كهربائي بقدرة 5 كيلو واط.
- سيغولف (1983). كان هذا الكابريوليه المائي مشروعًا خاصًا لإرنست فيالا. مع طوافات قابلة للسحب، ومحرك 175 حصان (129 كيلوواط) يقود العجلات والمروحة، حققت سرعة 22 عقدة (40.7 كم / ساعة) على ورثترسي.[67]

#### ارتز / نوردشتات
كان جونتر آرتز مديرًا معرض سيارات نوردشتات، وكيل هانوفر فولكس فاجن. أنتج آرتز ونوردشتات العديد من العروض الخاصة التي كانت إما مبنية على مظهر جولف أم كاي1 أو نماذجها المشتقة.
نوردشتات غولف من آرتز، المعروف أيضًا باسم سوبر رابيت، كان بورش 928 بهيكل مخصص على طراز أم كاي1 جولف الذي تم بناؤه في عام 1979. كان يجب توسيع الجسم بحوالي 9 بوصات (229 ملم) بالإضافة إلى إطالته لتتناسب مع هيكل بورش. أنتجت 240 حصاناً (179 كيلو واط)، ويمكن أن تتسارع من 0-100 كم / ساعة (62 ميلاً في الساعة) في 7.6 ثانية، 0-160 كم / ساعة (99 ميل / ساعة) في 18.9 ثانية ويمكن أن تصل إلى سرعة قصوى تبلغ 230 كم / ساعة. (143 ميلا في الساعة). ظهرت في عدد ديسمبر 1979 من رود أند تراك. ستة منهم بنيت. اعتمد طراز الجيل الثاني على 928S.
كانت آلرتز سبيدستر عبارة عن كابريوليه تم خفض خط سقفها بمقدار 10 سم (3.9 بوصة). تم إنتاج عشرة.
كانت آرتز كابريو وسوبر كابريو من السيارات المكشوفة على أساس جيتا ذات البابين. تم الإبقاء على العمود ب للسيارة المانحة في كابريو، بينما تم التخلص منه في سوبر كابريو.

#### سبارو
قام الصانع السويسري سبارو ببناء العديد من السيارات بمظهر جولف أم كاي1 ولكن بأداء أفضل. وشملت هذه النماذج التالية:
جولف توربو (1983). كانت هذه السيارة مزودة بمحرك بورش 330 حصان (243 كيلو واط) مسطح بستة محركات في وسط السفينة في هيكل جولف أم كاي1. تم الوصول إلى المحرك عن طريق قص الإطار الفرعي الخلفي لأسفل، ودفع الجزء الخلفي من السيارة لأعلى.
سبارو 300أس (1983). قام مشروع سبارو بتركيب سيارة بورشه 928 في8 التي تقود العجلات الخلفية في هيكل جولف أم كاي1. كانت القوة 310 حصان (228 كيلو واط). تم بناء اثنين.

#### رينسبيد
في عام 1979، أطلقت رينسبيد سيارتها جولف تيربو 1، وفي عام 1981، كشفوا النقاب عن أليبورتا، وهي لعبة جولف أم كاي1 معدلة مع أبواب جناح نورس.

#### إي سي أم
في إيطاليا، قامت شركة إي سي أم ببناء سيارة تسمى «بياجيني باسو» من عام 1990 إلى 1993. بدأت هذه السيارة التي تشبه الكروس أوفر بهيكل أم كاي1 كابريوليه وركبت المحرك وناقل الحركة ونظام الدفع الرباعي سينكرو من أم كايII جولف كونتري باستخدام إطار فرعي مخصص. تم بناء ما يقرب من 65.

### رياضة السيارات
في أواخر سبعينيات القرن الماضي، تم تنظيم حملة جولف أم كاي1 جاي تي آي في مجموعة متنوعة من أحداث الراليات الدولية، وحققت انتصارات في السويد (1978، 1982، 1983)، مونت كارلو (1980)، بريطانيا العظمى (1983)، والبرتغال (1984).: 41
في عام 1981، فاز السائقان ألفونس ستوك وبول شموك ببطولة الراليات الألمانية في جولف جي تي آي إم كيه 1. أطلق على الجولف الأخضر المشرق، الذي ترعاه ريلا، لقب «ريلة فروش» (ريلة فروش). في التكرار النهائي، تم تشغيله بواسطة محرك أويتينجر ذو 16 صمامًا بقوة 147 كيلو واط (200 حصان).

## الجيل الثاني (أم كاي2 / إيه2، تايب 19إي / 1جاي؛ 1983)

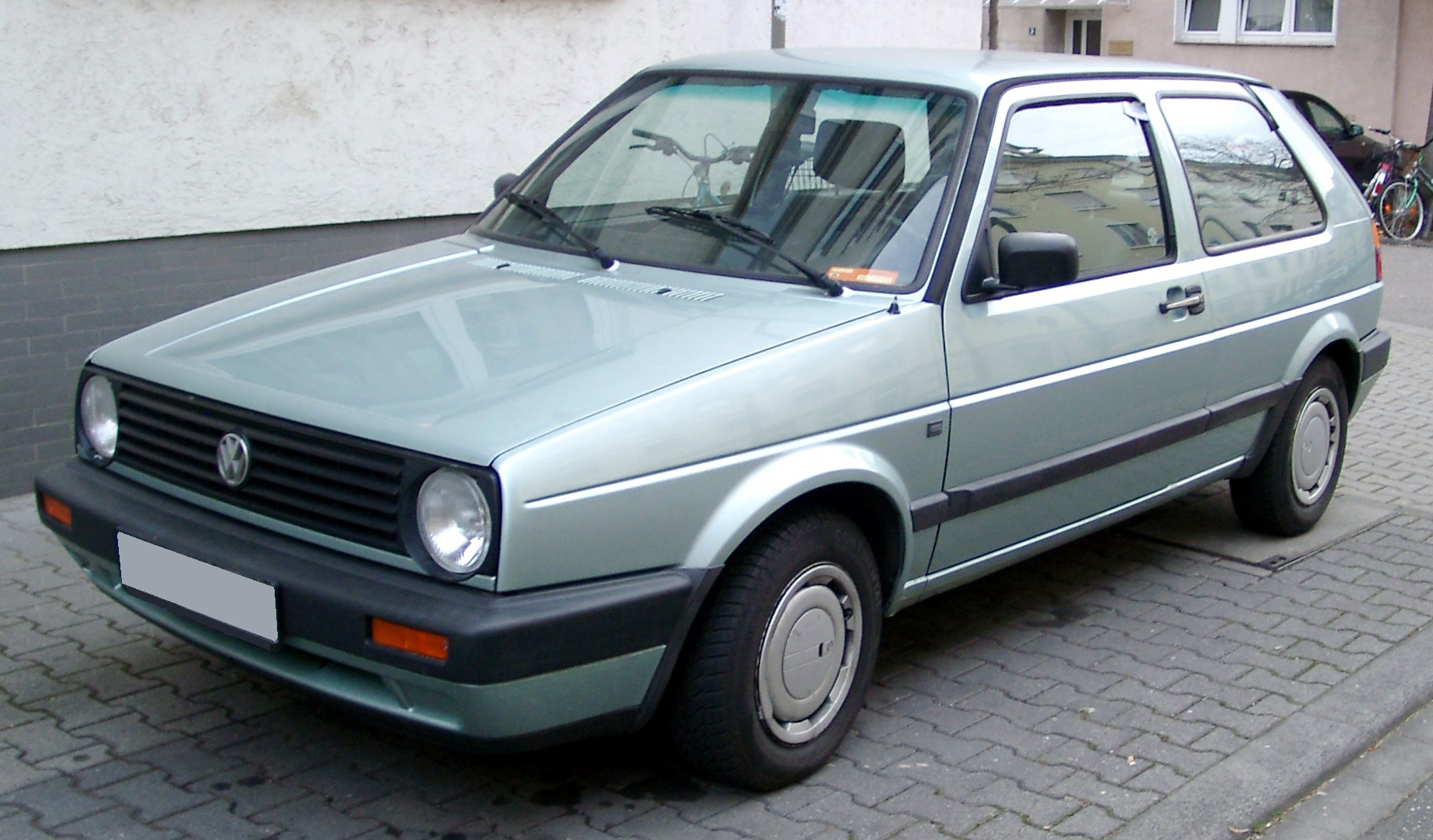
فولكس فاجن جولف (أوروبا)

فولكس فاجن جولف أم كاي2 هي سيارة مدمجة، الجيل الثاني من فولكس فاجن جولف وخليفة فولكس فاجن جولف أم كاي1. كان أكبر بائع لفولكس فاجن من عام 1983 وظل في الإنتاج (الألماني) حتى أواخر عام 1992. كان أم كاي2 أكبر من أم كاي1؛ نمت قاعدة عجلاتها قليلاً (+ 75 مم (3.0 بوصات))، كما فعلت الأبعاد الخارجية (الطول + 180 مم (7.1 بوصة)، العرض + 55 مم (2.2 بوصة)، الارتفاع + 5 مم (0.2 بوصة)). ارتفع الوزن وفقًا لذلك بنحو 120 كجم (260 رطلاً). احتفظ التصميم الخارجي، الذي تم تطويره داخليًا من قبل مدير التصميم في شركة فولكس فاجن شيفر، بالخطوط العامة لسلفه المصمم من قبل جيوجيارو، ولكنه كان أكثر تقريبًا. أخيرًا، تم بناء حوالي 6.3 مليون  من سيارات الجولف من الجيل الثاني.
| فولكس فاجن جولف أم كاي2 (19إ) | فولكس فاجن جولف أم كاي2 (19إ) |
| ----------------------------- | --- |
|                               | |
| ملخص                          | |
| الشركة المصنعة                | فولكس فاجن |
| الإنتاج                       | 6.3 مليون وحدة - سبتمبر 1983-1992 - 1985-1992 (يوغوسلافيا) |
| المجسم                        | - ألمانيا: فولفسبورج - بلجيكا: بروكسل - يوغوسلافيا: سراييفو (البوسنة والهرسك حاليًا) - الولايات المتحدة: بنسلفانيا، نيو ستانتون (جمعية ويستمورلاند) - المكسيك: بويبلا ، بويبلا - جنوب أفريقيا: إيتنهاج - النمسا: غراتس (بلد الجولف فقط) |
| المصمم                        | هربرت شيفر |
| الجسم والشاسيه                | |
| الفئة                         | سيارة عائلية صغيرة (سي) |
| نمط الجسم                     | - هيكل هاتشباك 3 أبواب على شكل هيكل - 5 أبواب هاتشباك |
| التصميم                       | محرك أمامي، دفع أمامي / دفع رباعي |
| المنصة                        | منصة مجموعة فولكس فاجن إي2 |
| ذات الصلة                     | - فولكس فاجن جيتا - ولكس فاجن كورادو - سيات توليدو أم كاي1 |
| مجموعة نقل الحركة             | |
| المحرك                        | - محركات البنزين: - 1.0 لتر إ إي111 I - 1.3 لتر إ إي111 I4 - 1.6 لتر إ إي827 I4 - 1.6 لتر ديزل إ إي827 I4 - محرك توربوديزل سعة 1.6 لتر إ إي827 I4 - 1.8 لتر إ إي827 I4 - 1.8 لتر جاي60 I4 - 2.0 لتر إ إي827 I4                         |
| السرعات                       | - ناقل حركة يدوي 4 سرعات - دليل 5 سرعات - 3 سرعات أوتوماتيكية |
| الأبعاد                       | |
| قاعدة العجلات                 | 2470 ملم (97.2 بوصة) |
| الطول                         | 3,985 ملم (156.9 بوصة) −4,054 ملم (159.6 بوصة) |
| العرض                         | 1,665 - 1,700 ملم (65.6 - 66.9 بوصة) |
| الارتفاع                      | 1,415 ملم (55.7 بوصة) |
| الوزن الفارغ                  | 725 - 1,245 كجم (1,598 - 2745 رطلاً) |
| التسلسل الزمني                | |
| السلف                         | فولكس فاجن جولف أم كاي1 |
| الخلف                         | فولكس فاجن جولف أم كاي3 |

### جولف مارك 2

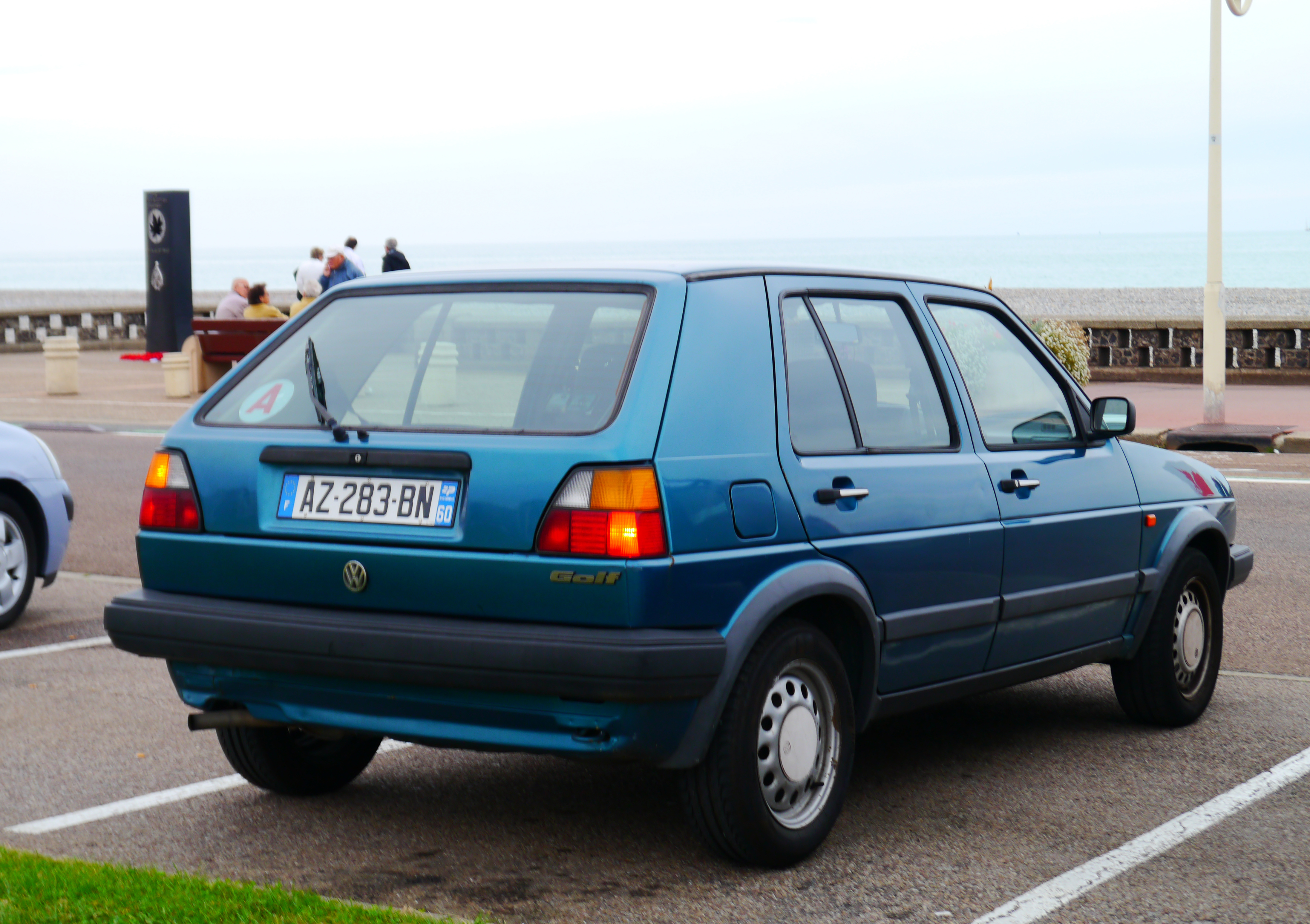
فولكس فاجن جولف 5 أبواب.

تم إطلاق الجيل الثاني من فولكس فاجن جولف (المعروف أيضًا باسم تيب 19إ حتى عام 1991، والطراز 1جاي بعد ذلك) في أوروبا في معرض فرانكفورت للسيارات في سبتمبر 1983، حيث بدأت المبيعات في موطنها ومعظم السيارات اليسرى الأخرى الأسواق بعد فترة وجيزة. ظهرت لأول مرة في مارس 1984 في السوق البريطانية ذات المقود الأيمن، وتم تقديمها كنموذج عام 1985 في الولايات المتحدة. تتميز بهيكل أكبر، ومجموعة واسعة من خيارات المحرك، بما في ذلك جاي تي دي توربوديزل (في أسواق أوروبا، استخدم لاحقًا محرك ديزل 1.6 "umwelt" (ECO))، و DOHC 1781 c (1.8) إصدار 16 صمامًا من رباعية الدفع جاي تي آي (بالإضافة إلى 1781سي سي (1.8) 8v جاي تي آي التي تم تجربتها واختبارها)، و8v "G60" فائق الشحن مع خيارات الدفع بالعجلات الأمامية والدفع الرباعي، ومتغير سباق مماثل لهذا، «رالي جولف». كان من المفترض أن يتم بيع هذا الطراز في الولايات المتحدة أيضًا (يحمل شارة «رالي جاي تي آي»)، وتم تصنيع النماذج الأولية، لكنها لم تحدث.
كانت سيارة الجولف الأصلية واحدة من عدد قليل من سيارات الهاتشباك ذات الدفع الأمامي التي تم طرحها للبيع عند إطلاقها في عام 1974، ولكن في غضون عقد من الزمان، أطلقت جميع الشركات المصنعة الرئيسية تقريبًا سيارة هاتشباك عائلية تشبه الجولف. تحولت شركة فورد إلى تنسيق هاتشباك ذات الدفع الأمامي للسيارة أم كاي3 إسكورت في عام 1980، بعد وقت قصير من تكييف جنرال موتورز لهذا المفهوم لأحدث سياراتها أوبل كاديت (فوكسهول أسترا في بريطانيا). أوستن روفر (ليلاند البريطانية سابقًا) لم تدخل سوق هاتشباك العائلية الصغيرة حتى إطلاق سيارة مايسترو في بداية عام 1983، على الرغم من أنها أطلقت سيارتها الأكبر حجمًا ماكسي هاتشباك منذ عام 1969 وفي عام 1976 اتخذت الخطوة غير العادية حينها إطلاق هيكل هاتشباك على سيارة فاخرة (روفر أس دي1). لن تطلق بيجو أول سيارة هاتشباك بحجم جولف (309) حتى أواخر عام 1985، لكنها استحوذت على قسم كرايسلر الأوروبي (الذي أعادت تسميته تالبوت) في عام 1978، بعد إطلاق كرايسلر / سيمكا هورايزون هاتشباك. ومع ذلك، دخلت جميع أمثال فيات ورينو وفولفو سوق هاتشباك العائلية الصغيرة بحلول نهاية السبعينيات. أصبح هيكل هاتشباك شائعًا أيضًا في السيارات المنتجة خارج أوروبا، لا سيما في الموديلات اليابانية.
في عام 1985، مجلة السيارات البريطانية (بالإنجليزية: What Car؟)‏ منحت جولف أم كاي2 1985 «سيارة العام»، على الرغم من إطلاقها بالفعل في سوق المملكة المتحدة في وقت مبكر من العام السابق. بيعت بشكل جيد في بريطانيا، وبلغت ذروتها بأكثر من 50000 مبيعات سنويًا بحلول نهاية العقد.
ومع ذلك، فقد طغت على الجولف في عام 1984 مسابقة سيارة العام الأوروبية، حيث احتلت المركز الثالث ولكن تفوقت عليها بشكل كبير من قبل المنتصرة فيات أونو وصيفة بيجو 205، والتي كانت مماثلة في الحجم ل بولو فولكس فاجن الأصغر.
خلال حياة جولف أم كاي2، كان هناك عدد من التنقيحات الخارجية للأسلوب. تضمنت التغييرات الملحوظة في مظهر جولف أم كاي2 إزالة النوافذ الرباعية في الأبواب الأمامية، وإدخال شرائح شبكية أكبر مع عملية شد الوجه في أغسطس 1987. كان أبرزها هو إدخال ما يسمى بـ «المصدات الكبيرة»، والتي تم تقديمها في السوق الأوروبية من خلال عملية شد الوجه في أغسطس 1989. كانت متوفرة في الولايات المتحدة منذ أغسطس 1989 أيضًا، كجزء من حزمة «إصدار ولفيسبيرغ». لم يتم توحيدها حتى يناير 1990.
تم تسويق لعبة الجولف هذه لأول مرة بهذا الاسم في الولايات المتحدة وكندا. كان المقصود من اسم رابيت المستخدم في أم كاي1 إعطاء سيارة صورة محببة، ولكن مع إعادة تصميم السيارة في الثمانينيات، أمر كارل هان، الرئيس السابق لشركة فولكس فاجن الأمريكية والذي كان الآن رئيس مجلس إدارة الشركة بأكملها، أن تكون أسماء طرازات فولكس فاجن موحدة عالميًا. وافق جيمس فولر، رئيس علامة فولكس فاجن التجارية في أمريكا الشمالية، على استخدام اسم جولف للتأكيد على شخصية سيارة تويوتة. أصبحت مجموعة أدوات جسم جاي تي آي متوفرة في لعبة غولف بدون حقن وتم بيعها على أنها مستوى تقليم «السائق» في أوروبا. بينما بقيت جاي تي آي في مستوى متقلب في تشكيلة الجولف في أوروبا ، في بعض الأسواق، تم تسويقها (ولا تزال) كخط طراز منفصل.
أنتجت فولكس فاجن أيضًا طرازها في يوغوسلافيا، في مصنع في فوكوسا بالقرب من سراييفو، يسمى تفورنيكا أوتوموبيلا سراييفو (بالإنجليزية: Tvornica Automobila Sarajevo - TAS)‏. تم إنتاج أم كاي2 من 5 يونيو 1985 بإنتاج سنوي قدره 25000 وحدة حتى اندلاع الحرب في عام 1992. تم إنتاج هذا النموذج فقط للجمهوريات اليوغوسلافية الست، مع شارة خلفية جي، جي أكس (والتي تعني معدات أقل من سي وسي أل) وشارة سي وسي أل وتي إي أس على الشبكة الأمامية وشعار مدينة سراييفو بدلاً من الوامض الجانبي. المحركات كانت 1.3 (مكربن)، 1.6 بنزين و1.6 ديزل.
ظلت جولف أم كاي2 قيد الإنتاج حتى إطلاق طراز أم كاي3 في أغسطس 1991. بدأت مبيعات كونتيننتال في ذلك الخريف، لكن أم كاي3 لم تستلم مكان أم كاي2 في السوق البريطانية ذات المقود الأيمن حتى فبراير 1992.

### موديلات

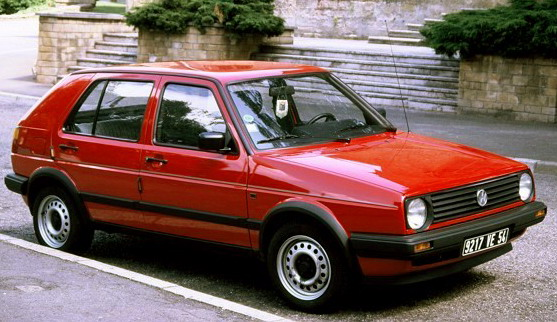
1987-89 فولكس فاجن جولف II 5 أبواب (فرنسا)

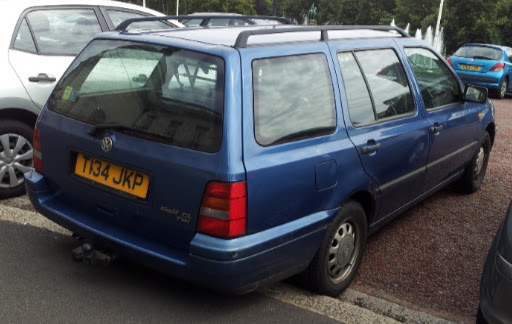
فولكس فاجن جولف فاريانت

كان جولف أم كايجولف أم كاي2 متاحًا كسيارة هاتشباك ذات 3 و 5 أبواب. تم تسويق طرازات السيدان ذات البابين والأربعة أبواب من جولف أم كاي2 تحت اسم فولكس فاجن جيتا. لم يتم تطوير أي نسخة كابريوليه من أم كاي2؛ بدلاً من ذلك، استمر إنتاج السيارة القابلة للتحويل القائمة على أم كاي1، مع تغييرات طفيفة.
تضمنت مستويات القطع القاعدة سي، سي أل وجاي أل وفي البداية نموذج قيراط يتصدر النطاق (حتى عام 1986)، فيما بعد كان إصدار جاي تي (في عام 1987) معروضًا أيضًا. في أمريكا الشمالية، لم يكن هناك سوى طراز أساسي حتى عام 1986، وفي عام 1987، كان هناك طراز جاي أل وجاي تي، وفي عام 1988-1989، كان هناك الثلاثة جميعًا، وفي عام 1990 حتى نهاية تشغيله، لم يكن هناك سوى طراز جاي أل مرة أخرى. كان نموذج جاي تي آي موجودًا من 1985-1987، ومرة أخرى من 1990-1992، وجاي تي آي 16v موجود من 1987-1992. في اليابان، تألف النطاق من طرز Ci / CLi / GLi المحفزة التي تشترك جميعها في نفس المحركات 1.6 أو ما بعده 1.8 لتر المحقونة بالوقود. على مدار السنوات، ظهرت مجموعة من طرازات «الإصدار المحدود» في أسواق مختلفة، تتميز بتغييرات تجميلية و / أو قائمة ميزات غنية. بشكل عام، كانت هذه حزم اختيارية أعلى «نموذج» أساسي (سي أل، جاي أل، إلخ). أيضًا في بعض البلدان، يمكن العثور على مستوى القطع تي أكس (النمسا) وجي أكس (يوغوسلافيا).
كان المحرك الأساسي في البداية هو الخيار 1.3 كما هو مستخدم في الجيل الأول من الجولف ، مصحوبًا بأربع بنزين بسعة 1.6 لتر و 1.8 لتر ومحركات ديزل بسعة 1.6 لتر تعمل بالشحن التوربيني أو الطبيعي. في يناير 1984، تم تقديم محرك أساسي جديد ، 1.05 لتر مضمنة - أربعة متوفرة بشكل رئيسي في إيطاليا واليونان. في أمريكا الشمالية، كان لدى جميع سيارات جولف أم كاي2s 1.8 لتر بنزين أو 1.6 محرك ديزل (جاي تي آي، رغم أنها ليست من طراز جولف في أمريكا الشمالية ، كان لديها أيضًا طراز 2.0 لتر).
كان أم كاي2 هو الإصدار الأخير من الجولف الذي يتميز بمحركات البنزين المكربن ، حيث جاءت جميع إصدارات أم كاي3 مع حقن الوقود منذ إطلاقه ، لتلبية المتطلبات التي يجب أن تكون جميع السيارات الجديدة المباعة في EEC بعد عام 1992 مزودة بمحول حفاز حقن الوقود.

#### جولف جاي تي آي & جاي تي آي 16v

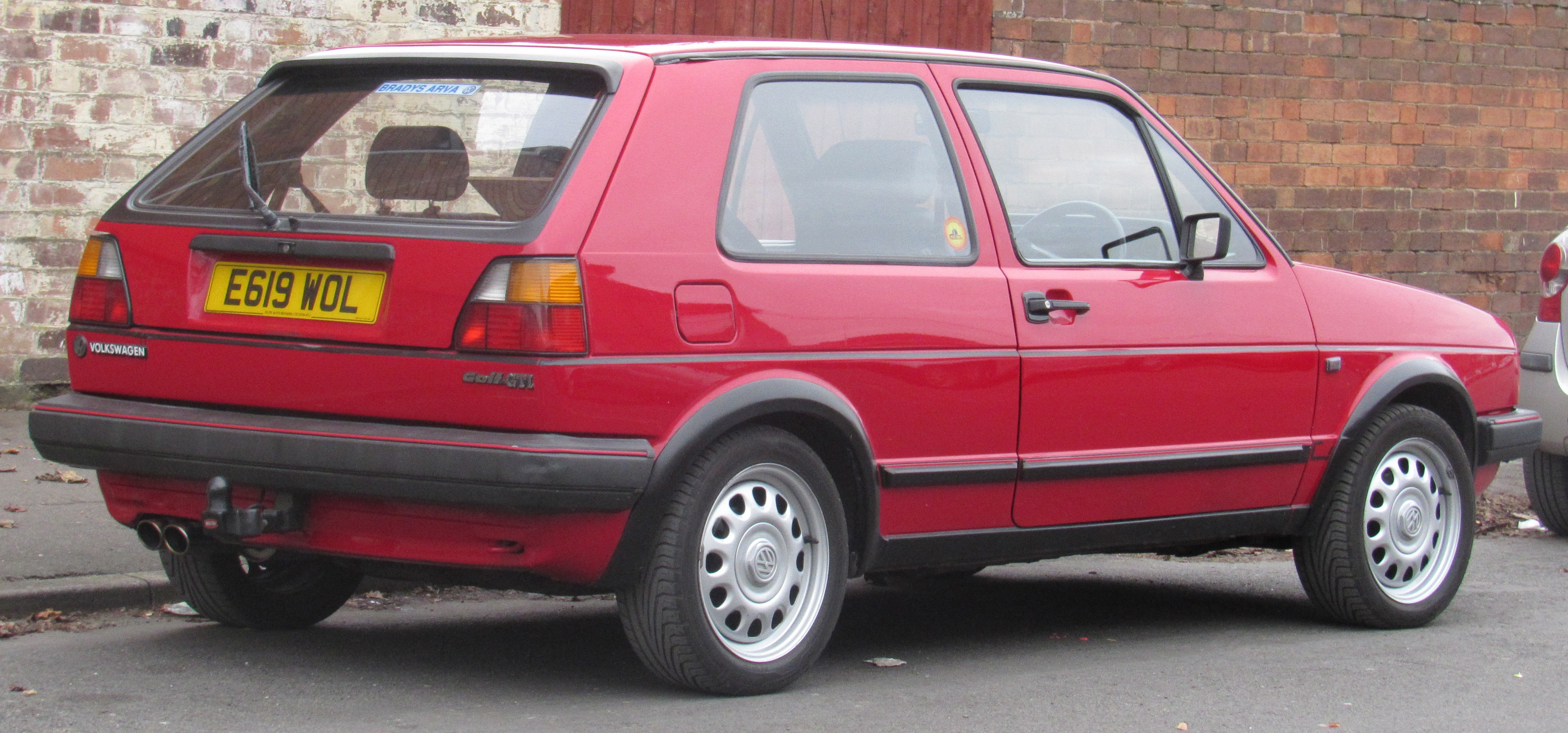
1987 فولكس فاجن جولف جاي تي آي 3 أبواب (المملكة المتحدة)

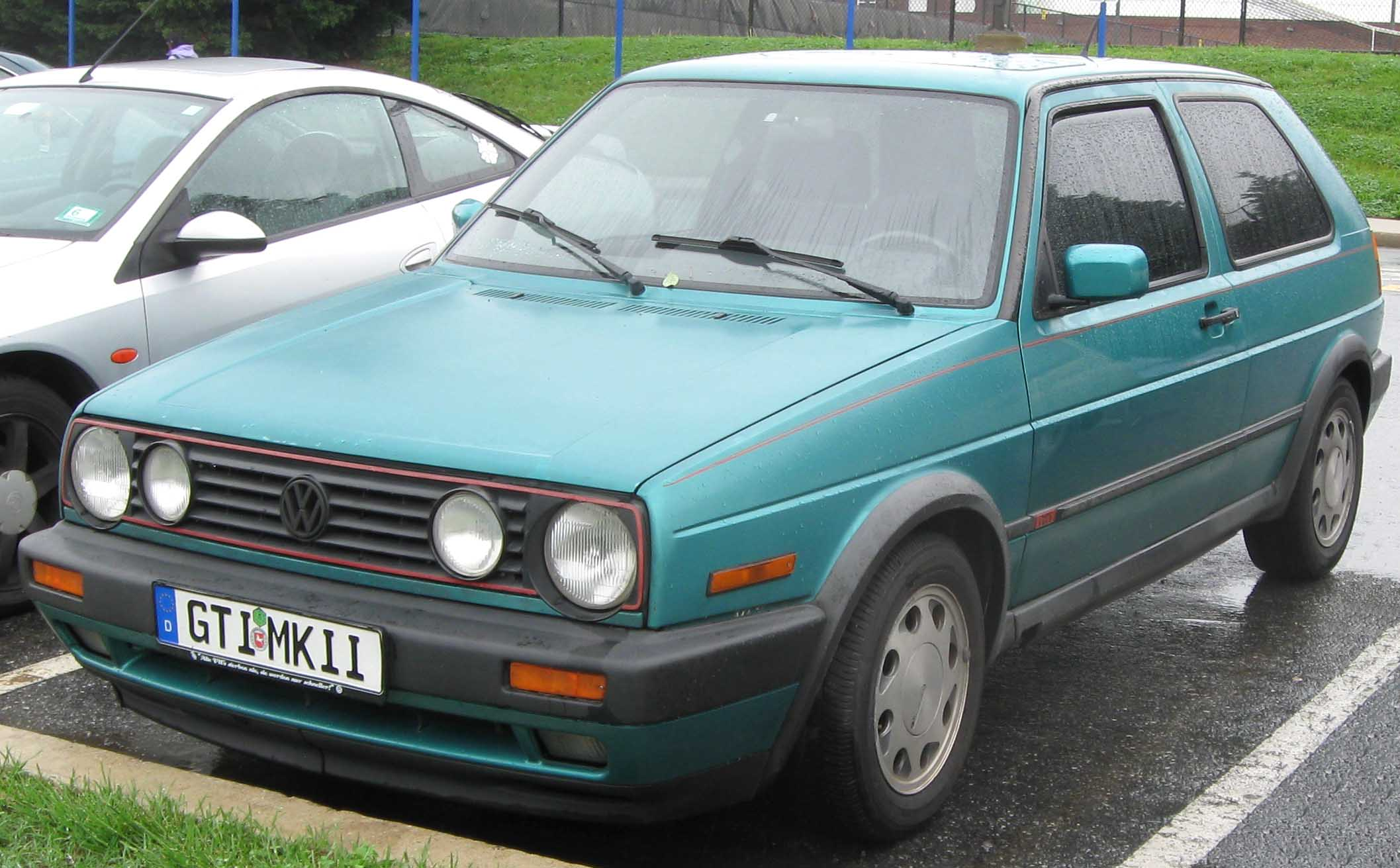
1990-1992 فولكس فاجن جاي تي آي 3 أبواب (الولايات المتحدة)

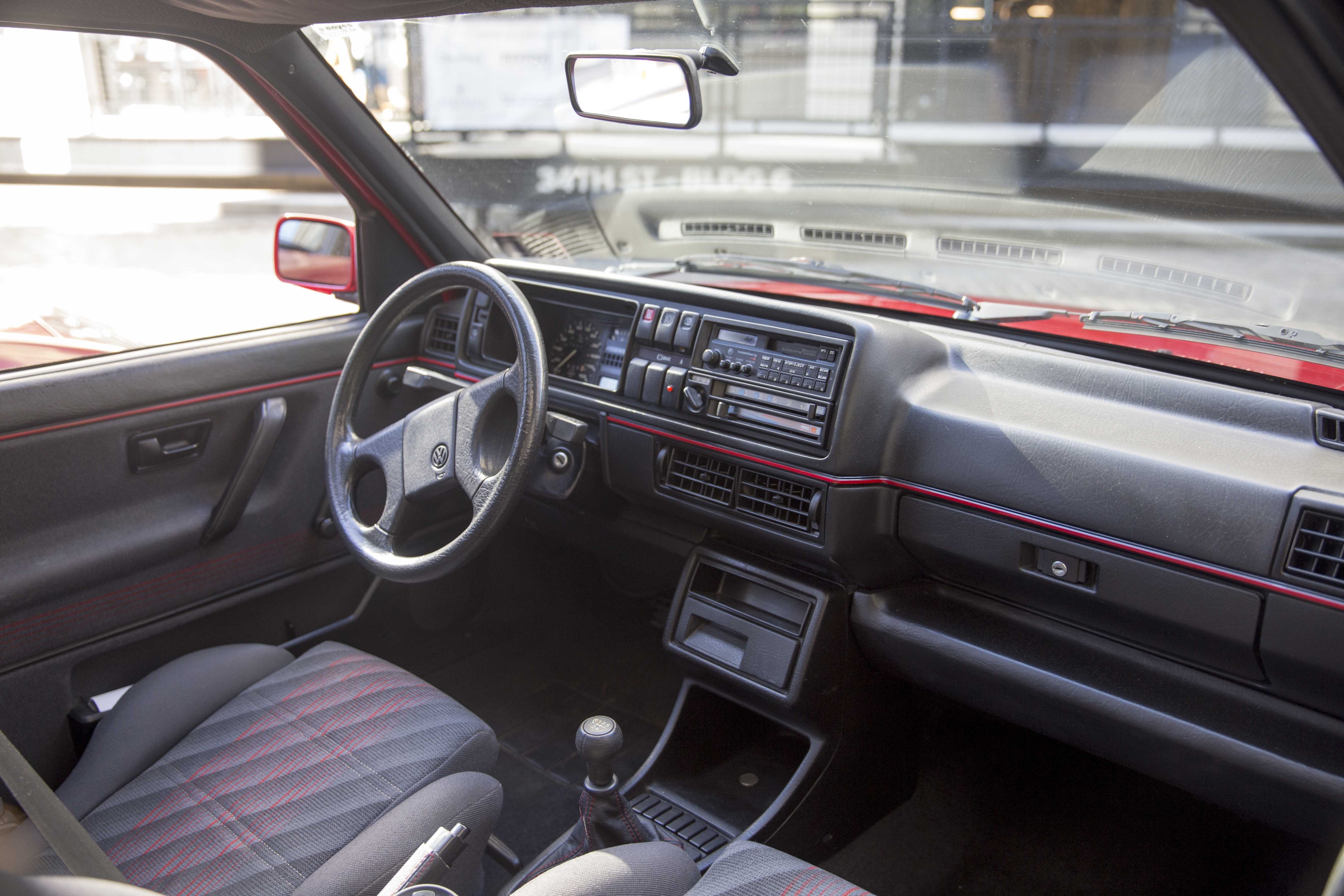
التصميم الداخلي (سوق الولايات المتحدة 1992 جاي تي آي)

استمرت سيارة غولف جاي تي آي الناجحة (أو ببساطة «جاي تي آي» في الولايات المتحدة) مع أم كاي2 كسيارة هاتشباك رياضية بثلاثة أو خمسة أبواب. مثل أم كاي1 جاي تي أس المتأخرة، فقد تميزت بوقود بوش كاي-جيترونيك الذي يتم استنشاقه بشكل طبيعي بحقن 1,781 سم مكعب (1.8 لتر؛ 108.7 متر مكعب) محرك إنلاين-فور (بالإنجليزية: Inline-four)‏ يطور 112 PS (82.4 كيلو واط، 110.5 حصان). في عام 1986 (1987 لأمريكا الشمالية) تم تقديم جولف جاي تي آي 16V؛ هنا كان ناتج المحرك 1.8 لتر 139 حصانًا (137 حصانًا؛ 102 كيلوواط) عند 6100 دورة في الدقيقة (أو 129 حصانًا متريًا (95 كيلوواط) لإصدار المحفز) و 168 نيوتن متر (124 رطل قدم) عند 4600 دورة في الدقيقة من عزم الدوران،  تم تمييز النموذج بشارات "16V" الأمامية والخلفية باللونين الأحمر والأسود. تم تجهيز سيارات جاي تي آي الأمريكية / الكندية لاحقًا بمحركات 2.0 و16 صمامًا، متوفرة في باسات وكورادو خارج أمريكا الشمالية. في عام 1990، مثل الجولف، تم إجراء تحسينات على سيارة جاي تي آي، وأصبح «المصد الكبير» قياسيًا في جميع سيارات جاي تي آي. تم الحفاظ على هذا خلال بقية عصر نموذج أم كاي2. في عام 1990، تم تقديم جاي تي آي G60 أيضًا مع 8v 1.8 مع شاحن جاي60 لا ينبغي الخلط بين هذا الإصدار و جاي60 ليميتد النادرة جدًا.
بالنسبة لسوق جنوب إفريقيا، أضافت فولكس فاجن محرك 2.0 8 فولت في يناير 1992، وهو نفس المحرك الذي سيتم استخدامه في طراز أم كاي3 الذي تم إطلاقه في وقت لاحق من ذلك العام.

#### جولف سينكرو
في فبراير 1986، قدمت فولكس فاجن أول لعبة غولف ذات دفع رباعي. كانت جولف سينكرو متاحةً بخمسة أبواب بمحرك 1.8 فقط (90 حصانًا (66 كيلو واط، 89 حصان)، لاحقًا 98 حصانًا متريًا (72 كيلو واط ، 97 حصان)). تم تطوير نظام الدفع الرباعي الخاص بها بالتعاون مع (بالإنجليزية: Steyr-Daimler-Puch)‏  من النمسا، وظهر اقترانًا لزجًا وقسمًا مرنًا لعزم الدوران بين المحور الأمامي والخلفي - حتى 48٪ في الخلف. نظرًا لسعره المرتفع (في عام 1986، تكلف سينكرو حوالي 30٪ أكثر من نموذج دفع أمامي مكافئ )، ظل الطراز نادرًا؛ من 1986 إلى 1989، على سبيل المثال، تم بناء 26000 فقط  سينكرو. تم بيع أقل من 1000 في سوق المملكة المتحدة.
كان نظام الدفع الرباعي أوتوماتيكيًا بالكامل وبأدنى حد من التطفل، أيضًا في المظهر. بصرف النظر عن عدد قليل من شارات «سينكرو» المنفصلة، لم يكن هناك طريقة لمعرفة ذلك. لم تكن هناك مقاييس أو أزرار إضافية في الداخل أيضًا. تم تخفيض التروس إلى حد ما، لإخفاء خسائر الأداء بسبب 160 كيلوغرامًا إضافيًا (350 رطلاً). تم تحريك المقعد الخلفي للأمام بمقدار 30 مم (1.2 بوصة)، وتم رفع أرضية الحمولة، مما يجعل حجرة الأمتعة أصغر بنسبة 25 في المائة مما هي عليه في لعبة الجولف العادية.

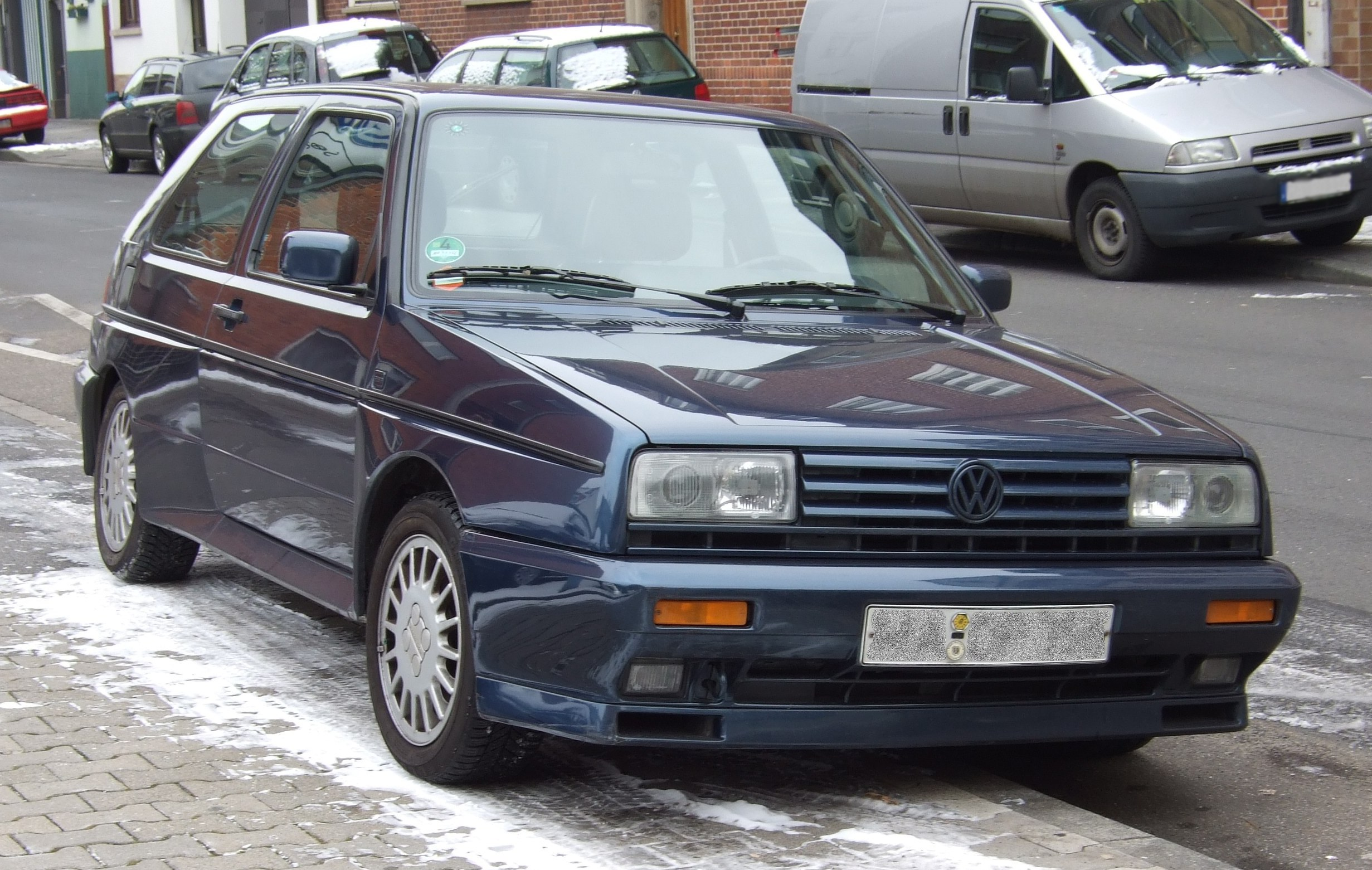
رالي جولف

#### رالي جولف
في عام 1989، ظهرت رالي جولف على أنه سباق «تجانس خاص». يتميز هذا الطراز بأقواس العجلات ذات الصندوق المتوهج (على غرار أودي كاترو وبي أم دبليو إ30 أم3 ولانسيا دلتا إنتيجرال) والمصابيح الأمامية المستطيلة لجهاز الإسقاط ، ويتميز هذا الطراز بالدفع الرباعي سينكرو وناقل حركة الكابل وشاحن جاي- سوبرشارجر 1763سي سي (هامشيًا) أقل من 1781 سم مكعب للوفاء بقواعد إزاحة المحرك) من محرك جاي60 سعة 1.8 لتر ذو 8 صمامات محقون.
تم تصنيع خمسة آلاف سيارة في مصنع فولكس فاجن في بروكسل، بلجيكا، بسعر حوالي 50,000 مارك ألماني لكل منها (أو ما يقرب من ضعف سعر سيارة غولف جاي تي آي الأساسية). تبلغ قوة رالي جولف 160 حصانًا (118 كيلو واط، 158 حصانًا).
لم يتم بيع أي منها رسميًا في الولايات المتحدة. تم إرسال اثنين رسميًا للاختبار، مع إرسال خمسة للتقييم. كان نائب رئيس فولكس فاجن الأمريكية جيمس فولر مؤيدًا لإضافتها إلى تشكيلة الولايات المتحدة وكندا. توفي فولر في ديسمبر 1988 أثناء عودته من ألمانيا على متن رحلة بان آم 103، عندما انفجرت قنبلة زرعها إرهابيون ليبيون فوق لوكربي، اسكتلندا؛ كان لهذا تأثير ضار على فرص رالي جولف للاستيراد إلى أمريكا الشمالية.
في النهاية، قررت شركة فولكس فاجن الأمريكية أن رالي جولف ستكون باهظة الثمن للغاية بحيث لا يمكن عرضها للبيع في أمريكا الشمالية، حيث كان يُنظر إلى فولكس فاجن على أنها علامة تجارية منخفضة التكلفة.

#### جولف ليمتد

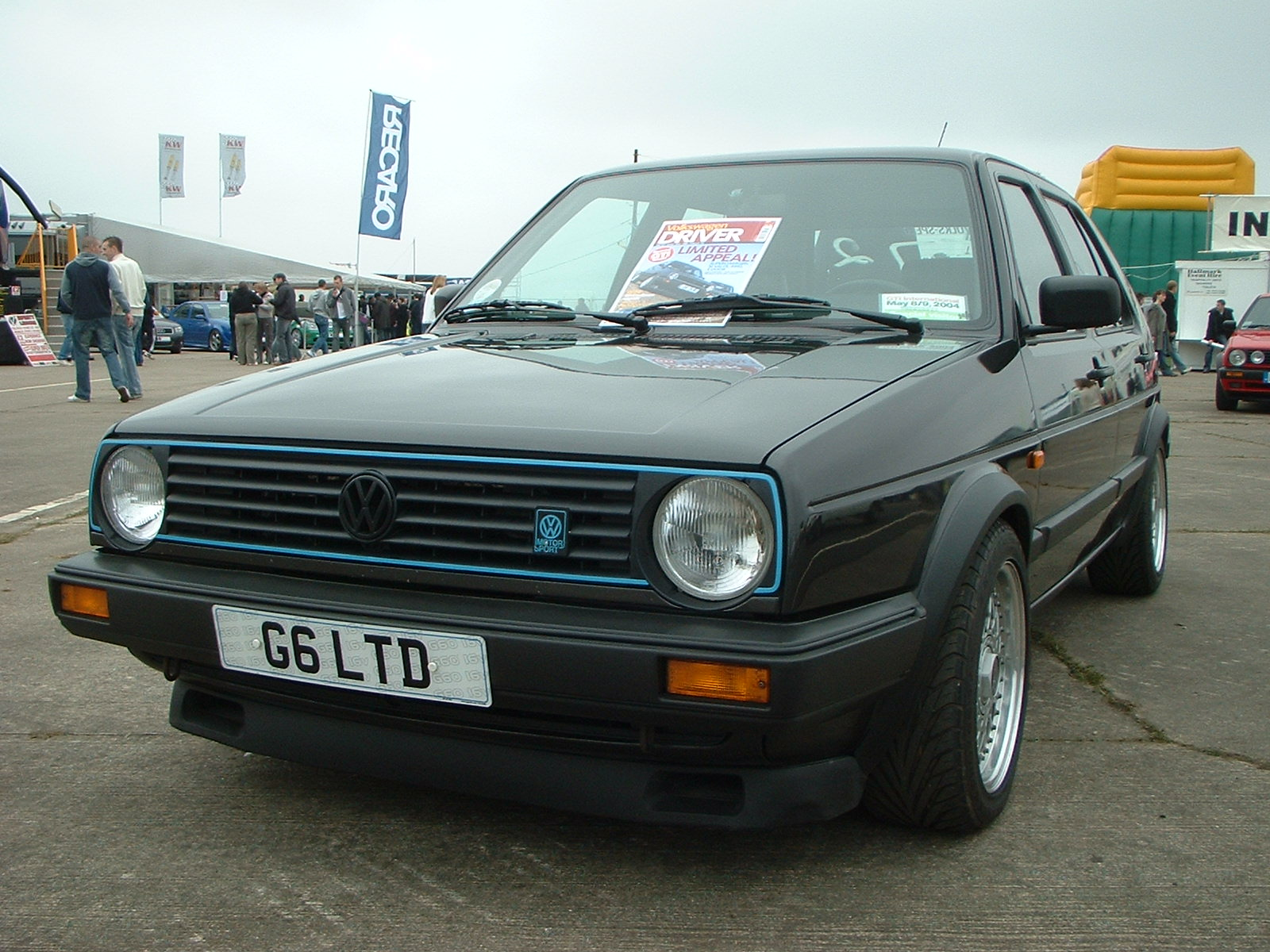
فولكس فاجن جولف ليمتد

استنادًا إلى رالي جولف، يوجد إصدار محدود للغاية من طراز جولف أم كاي2، يجمع بين جميع خيارات الخطوط العالية (مثل التصميم الداخلي المصنوع من الجلد والمقاعد الأمامية القابلة للتدفئة والارتفاع القابل للتعديل، و 4 نوافذ كهربائية، ومرايا كهربائية، ونظام ABS، ونظام توجيه كهربائي وفتحة سقف) متوفر في ذلك الوقت. تم تصميمها وصنعها يدويًا من قبل قسم فولكس فاجن موتورسبورت، وتم إنتاج 71 طرازًا فقط من طرازات «جولف جي 60 ليمتد».
تضمنت حزمة الميزات الحصرية نسخة جاي60 سوبر تشارج من المحرك ذو 16 صمامًا، مقترنًا بناقل حركة رياضي وآلية الدفع الرباعي سينكرو التي تقود عجلات بي بي أس آر أم012 في 6.5جي أكس15". تم بناء السيارات بشكل أساسي حول أقوى وأكثر زاوية 5. تم أيضًا إنتاج هيكل الباب ، مع طرازين من 3 أبواب. خارجيًا ، ظهرت مصدات أمريكية، وشبكة سوداء عادية بتفاصيل زرقاء فريدة مع في دبليو موتور سبور (بالإنجليزية: VW Motorsport)‏ وشارات في دبليو سوداء، ومصابيح هيلا (بالإنجليزية: Hella)‏ الخلفية الملونة، وشارات رياضة السيارات، ولوحة مرقمة خاصة. في عام 1989، تبلغ تكلفة هذه السيارات في منطقة 68,500 مارك ألماني  وتم بيعها بشكل أساسي إلى المديرين التنفيذيين والإدارة في شركة في إي جاي. أنتجت هذه السيارات 210 حصان متري (150 كيلوواط) 252 نيوتن متر (186 lbf⋅ft) وتم تسريعها من 0-100 كم / ساعة (0-62 ميل في الساعة) في 6.4 ثانية، مما يجعلها أقوى فولكس فاجن جولف تم إنتاجها على الإطلاق حتى أصدرت فولكس فاجن أم كاي4 آر32 بقوة 241 حصان متري (177 كيلو واط) في عام 2003.

#### جولف كونتري

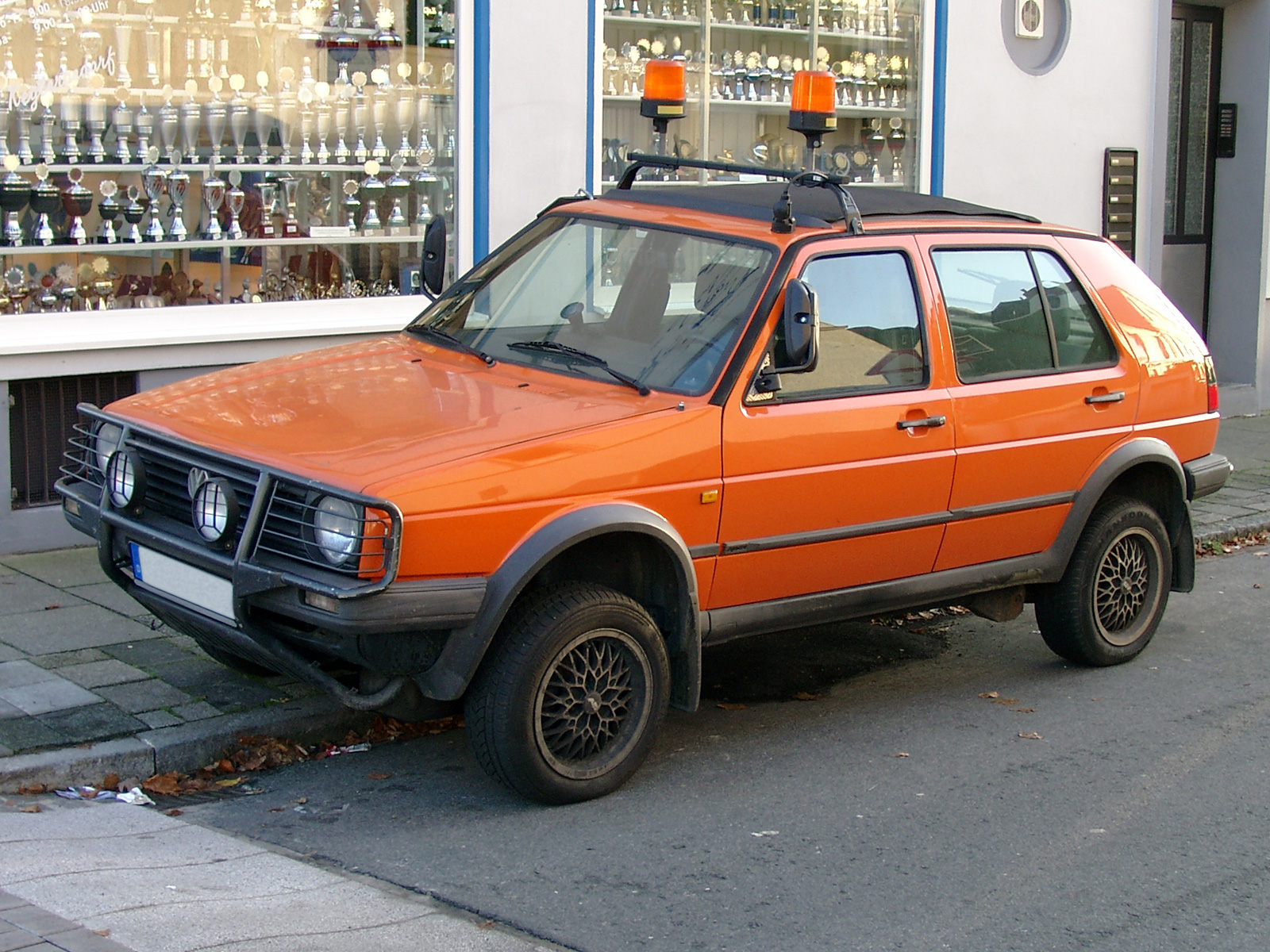
فولكس فاجن جولف كونتري

كان هناك أيضًا إصدار يسمى جولف كونتري (تم تصنيع 7735 سيارة)، تم تصنيعه بشكل مشترك بواسطة (بالإنجليزية: Steyr-Daimler-Puch)‏ في النمسا، وهو مصمم للقيادة على الطرق الوعرة المتوسطة. كان لديها المزيد من حركة التعليق، والدفع الرباعي سينكرو، وتحسين الخلوص الأرضي بمقدار 21 سم (8.3 بوصة)، وأعمدة الثيران في الأمام والخلف (بشكل عام فوق شبكة مصباح أمامي واحدة)، ولوحة انزلاقية لحماية منطقة المحرك ، والإطار الفرعي حماية الترس التفاضلي سينكرو الخلفي وعمود الدعامة وعجلة احتياطية مثبتة خارجيًا على إطار مثلث يتأرجح بعيدًا في الخلف.
في أوروبا، تم تقديمه بمحرك بنزين 98 حصان (73 كيلو واط) 1.8 8 فولت 1P. كان هناك أيضًا: 1500 (بالإنجليزية: Country Allround)‏ مصممة لجذب جمهور أوسع، مصنوعة بدون الكماليات الكهربائية مثل المرايا الكهربائية والمدفأة وعجلة القيادة الجلدية وقضيب الثيران بدون شوايات المصابيح الأمامية، فيما يتعلق بنطاق سعر معقول؛ 558 «كونتري-شرومباكيت» مع قضبان من الكروم وسقف منزلق للشمس ومحرك وسخان مسبق داخلي وداخل جلدي بيج ؛ و 50 «كونتري جاي تي آي» 114 حصانا (85 كيلو واط) محرك بنزين 1.8 جاي تي آي، صنع فقط لمشروع «جولف كونتري في دبليو ستاف». كانت لعبة جولف كونتري تتمتع بشعبية خاصة في مناطق جبال الألب في وسط أوروبا.

#### جولف أم كاي2 سيتي
في عام 1984، أصدرت فولكس فاجن، بالتعاون مع آر دبليو إ، الجيل الثاني من جولف سيتي سترومر، وهي نسخة كهربائية من جولف أم كاي2. كانت أول سيارة فولكس فاجن كهربائية تدخل الإنتاج التسلسلي لأن أم كاي1 سيتي لم تكن سترومر سوى نموذج أولي للسيارة. يبلغ مدى أم كاي2 سيتي سترومرحوالي 31 ميلاً (50 كم) واستخدمت 16 بطارية هلام بالكهرباء مثبتة أسفل منطقة الشحن والمقاعد الخلفية. فقط 100 أم كاي2 سيتي تم إنتاج وبيع سترومرز مقابل 45000 مارك ألماني (حوالي 34000 دولار أمريكي) حتى توقف الإنتاج في عام 1985. استمر اسم (بالإنجليزية: citySTROMer)‏ في النماذج اللاحقة ؛ مدينة جيتا - سترومر ومدينة الجولف أم كاي3 - سترومر.

### التواجد

#### أميركا الشمالية

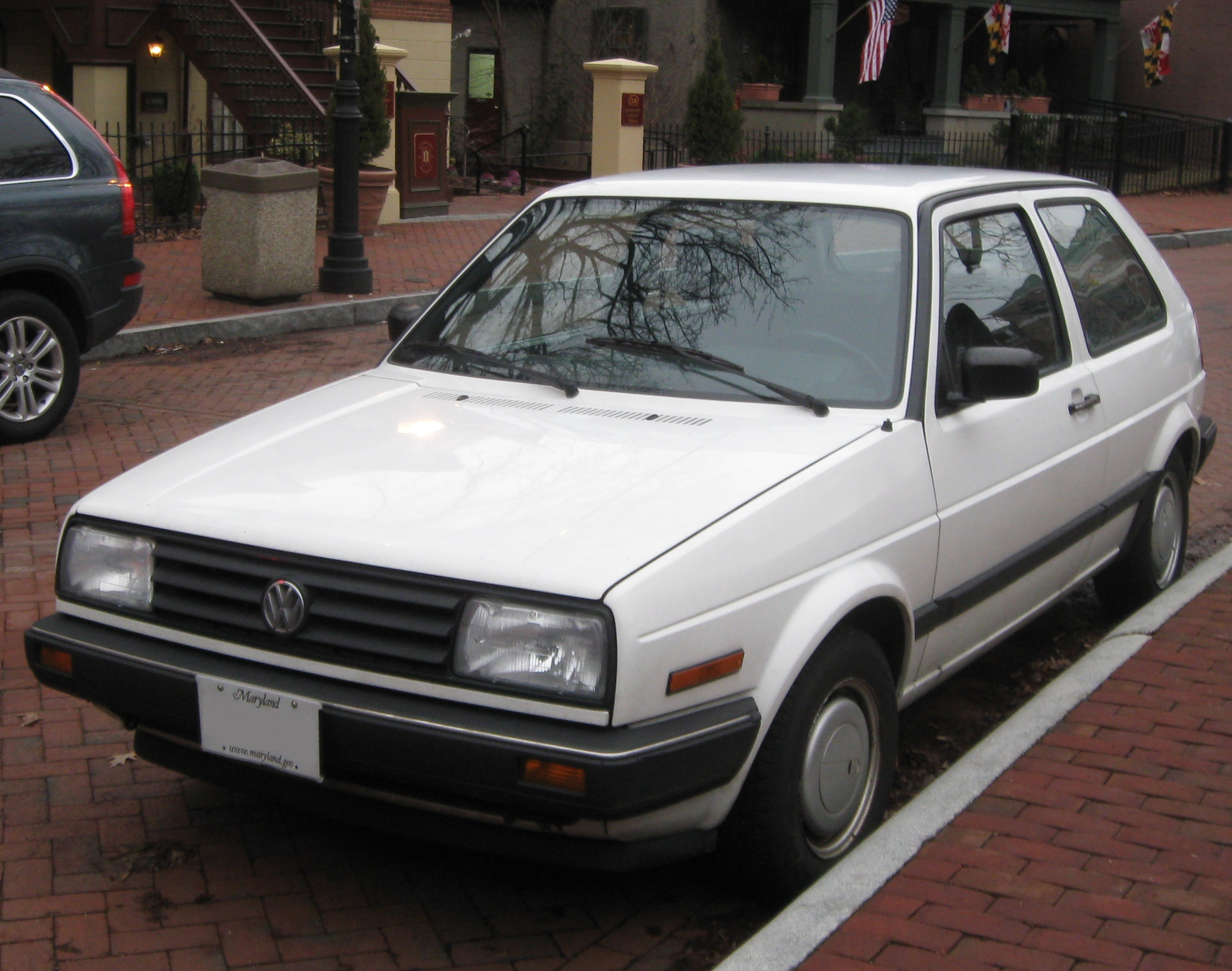
1988-89 فولكس فاجن جولف 3 أبواب (الولايات المتحدة)

كما هو الحال مع أرنب أمريكا الشمالية، تم إنتاج الجيل الثاني من لعبة الجولف لأمريكا الشمالية في ولاية بنسلفانيا. عندما فشلت المبيعات في أمريكا الشمالية في تلبية التوقعات ومع زيادة تكاليف الإنتاج، تم إغلاق مصنع تجميع ويستمورلاند في يوليو 1988. وجاءت سيارات الجولف اللاحقة التي تم بيعها في أمريكا الشمالية من مصنع تجميع بويبلا في المكسيك. تم إيقاف جولف أم كاي2 في أوروبا في عام 1991، لكن طرازات أم كاي2 المكسيكية الصنع ظلت متوفرة في أمريكا الشمالية لمدة عام آخر.
في السنوات الأولى من بيعها في أمريكا الشمالية، 1985 و1986، حافظت جولف II على مصابيح أمامية مربعة ذات شعاع محكم، بينما تحمل جاي تي آي المصابيح الأمامية المتدفقة (من جيتا). اكتسبت جميع الجولف «أيرولامبس» المتدفقة في عام 1987 بعد تجديد التصميم لنقلها إلى مستوى أعلى في أعقاب تقديم فوكس البرازيلية الصنع (رحلة في البرازيل) في أمريكا الشمالية. هذا أيضًا هو السبب وراء تسمية الطراز بـ «جولف جاي أل»، بينما لم تحدث أي تغييرات في المعدات تقريبًا. من السهل تمييز طرازات الولايات المتحدة لعام 1985 عن الموديلات اللاحقة بسبب عدم وجود مصباح فرامل مرتفع ؛ أصبحت هذه مطلوبة من جميع السيارات المباعة في الولايات المتحدة لعام 1986.
كانت سيارة جاي تي أي هي سيارة العام التي تصدرها مجلة موتور تراند (بالإنجليزية: Motor Trend)‏ لعام 1985، بالإضافة إلى جائزة في دبليو فورتكس (بالإنجليزية: VWVortex)‏ «أفضل لعبة غولف على الإطلاق».
في عامها الأول للبيع في الولايات المتحدة، كانت مبيعات الجولف أقل بنسبة ثمانية بالمائة من مبيعات رابيت 1984. على النقيض من ذلك، ارتفعت مبيعات جيتا الجديدة كليًا لعام 1985 مقارنة بطراز عام 1984. في عام 1986، أصبحت جيتا من أكثر السيارات مبيعًا لشركة فولكس فاجن في أمريكا الشمالية، وهو المنصب الذي احتلته منذ ذلك الحين.
كما هو الحال مع أم كاي1 ، كانت هناك نسخة «فتحة دافئة» تُعرف باسم جولف جاي تي. تم طرحها في عام 1987، وهي تتميز بالتصميم الخارجي لسيارة جاي تي آي، أي التقليم الخارجي ذي الشريط الأحمر، والجناحين المقوسين للعجلات ولكن بمحرك قياسي سعة 1.8 لتر، ومتوفر في أوتوماتيكي وبخمسة أبواب (على عكس جاي تي آي). استمر هذا الطراز لبضع سنوات فقط، ولكن مع إعادة تقديم جاي تي آي في عام 1989 (تم إنتاج جاي تي آي 16v بشكل مستمر من 1987 إلى 1992)، تحمل هذا النموذج المفهوم. سنة بعد سنة، فقدت سيارة جاي تي آي المزودة بمحرك ذي 8 صمامات ميزاتها الشبيهة بـ جاي تي آي، حيث حصلت على مكابح جولف قياسية في عام 1990، وتعليق في عام 1991، وفقدت كمبيوتر أم أف إي، وأخيرًا أصبحت اختيارية مع ناقل حركة أوتوماتيكي، وهو الأول في تاريخ جاي تي آي. حصلت جميع طرازات جاي تي آي على شبك المصباح الأوروبي الرباعي مع الترقية إلى مصدات كبيرة في عام 1990.
استبدل محرك سعة 2.0 لتر ينتج 134 حصانًا (100 كيلو واط) بمحرك 1.8 في 1990-1992 نماذج أمريكا الشمالية 16 فولت. تضمنت هذه النسخة عجلات بي بي أس آر أم مقاس 15 بوصة، وفي الداخل، لم تعد مقاعد ريكارو مزودة بدعامات فينيل من سيارات جاي تي آي السابقة.

#### المكسيك (1987-1992)

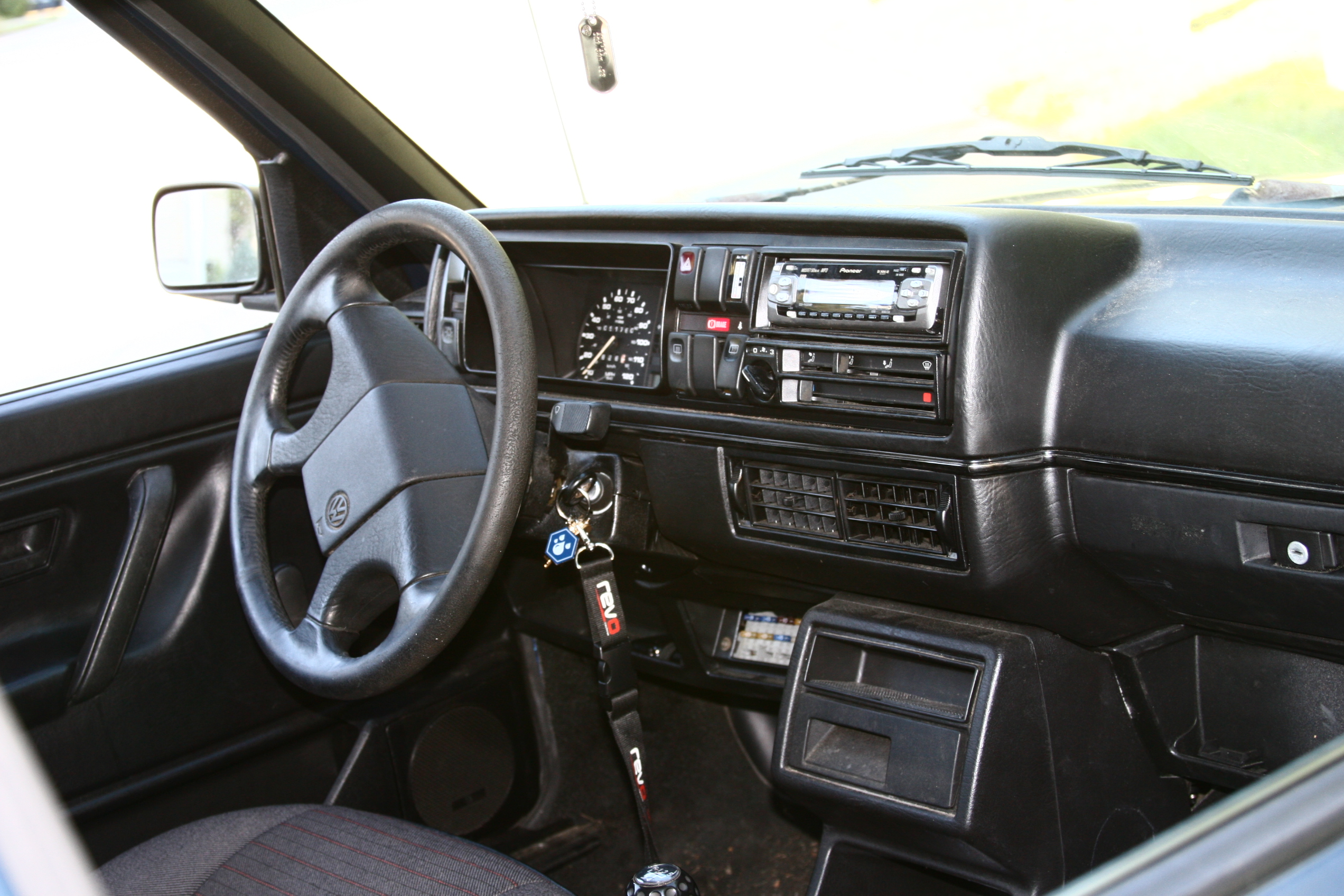
الجزء الداخلي للعلامة 2

تم تقديم جولف أم كاي2 في المكسيك في مارس 1987 ليحل محل الكاريبي (جولف أم كاي1) الناجح. كانت متوفرة مع نوعين مختلفين من المحرك سعة 1.8 لتر: 72 حصان (54 كيلو واط)، و 85 حصان (63 كيلو واط) المستخدمة سابقًا في الكاريبي جاي تي وأتلانتيك جاي أل أس وكورسار. تأتي في حواف سي وسي أل وجاي أل، مع علبة تروس يدوية 4 سرعات للمحرك الأقل (سي وسي أل)، ويدوي بـ 5 سرعات أو أوتوماتيكي اختياري بثلاث سرعات لسيارة جولف جاي أل الأكثر قوة. إطارات سي وسي أل كانت 155 ريال 13، وبي 175/70 آر 13 لسيارة جاي أل. في عام 1988، تلقت لعبة الجولف نفس التعديلات كما هو الحال في أوروبا ، ولكن بالنسبة للوحات الأسماء (التي تغيرت لعام 1989). في عام 1989، تم تقديم نسخة جاي تي آي بقوة 105 حصان (78 كيلو واط) «ديجيفان» البديل المحقون بالوقود لمحرك 1.8 لتر بدون محول حفاز.
في أوائل عام 1992 تم استبدالجولف أم كايIII بـ أم كايIII.

#### اليابان
في اليابان، تم بيع جميع الطرازات بمحركات محقونة ومحفزة بالوقود مثل سي أل آي وجاي أل آي، مع توفر طراز جاي تي آي أيضًا. تم تعزيز المبيعات بسبب امتثال لعبة الجولف للوائح البعد الحكومية اليابانية. في عام 1982، انضم بولو في اليابان إلى لعبة الجولف، والتي كانت أيضًا في حالة امتثال.

## الجيل الثالث (أم كاي3 / إيه3، النوع 1أتش / 1إي / 1في؛ 1991)

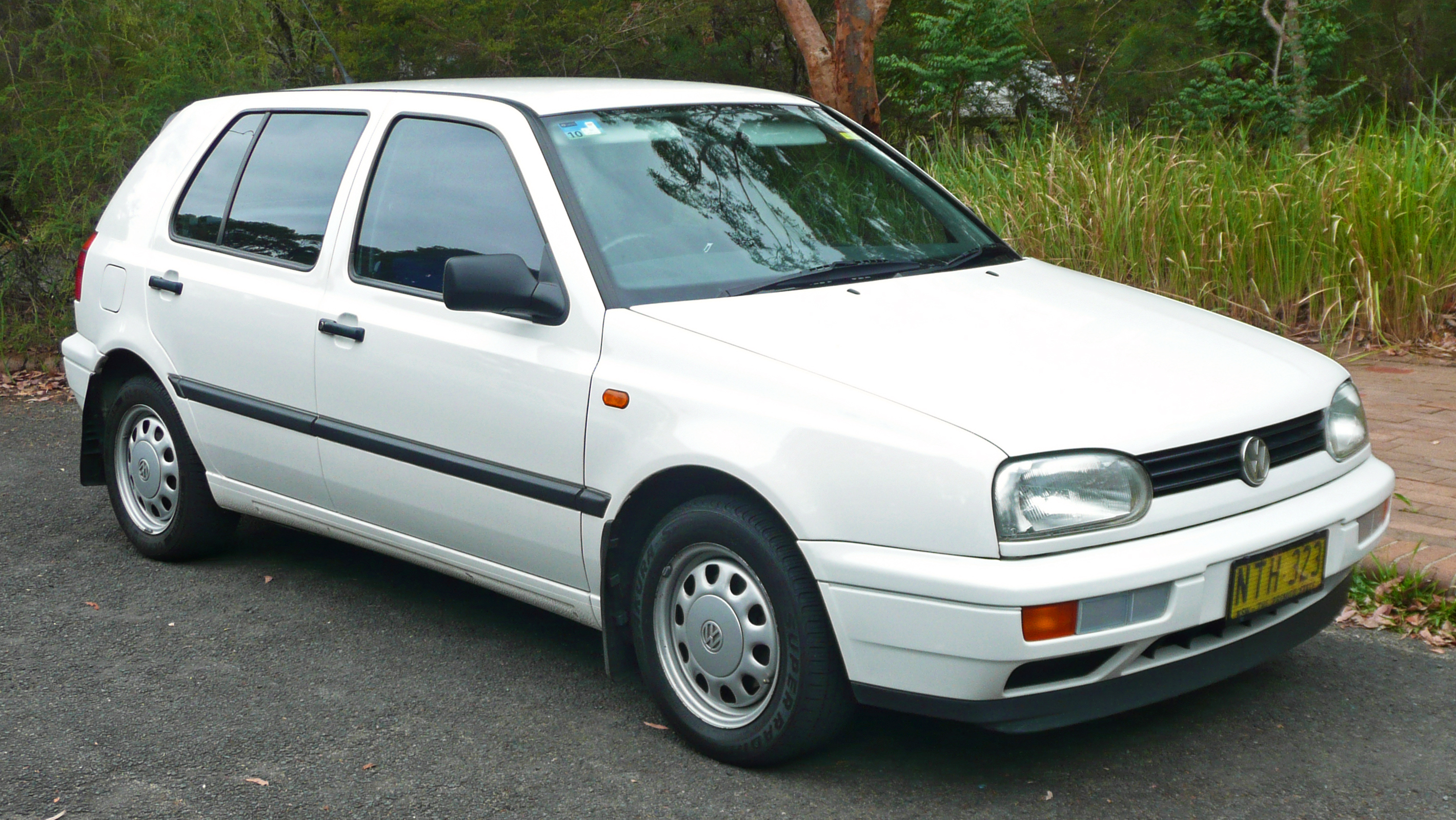
فولكس فاجن جولف سي أل (أستراليا)

ظهر الجيل الثالث من جولف (أم كاي3) لأول مرة في السوق المحلية في أغسطس 1991 ونما مرة أخرى بشكل طفيف مقارنة بسابقه المباشر، بينما ظلت قاعدة عجلاتها دون تغيير.
تضمنت المحركات الجديدة أول محرك ديزل يعمل بنظام الحقن التوربيني المباشر (تي دي) في سيارة غولف، ومحرك «في آر6» ضيق الزاوية سعة 2.8 لترًا. تقديرات استهلاك الوقود لوكالة حماية البيئة الأمريكية (إي بي إيه) هي 9.0 لتر / 100 كم (31 ميلا في الغالون ‑؛ 26 ميلا في الغالون الولايات المتحدة) (المدينة) و7.4 لتر / 100 كم (38 ميلا في الغالون إمب؛ 32 ميلا في الغالون الولايات المتحدة) (الطريق السريع)، مع 420 كم (261 ميل) لكل خزان (مدينة) و584 كم (363 ميل) لكل خزان (طريق سريع). ولأول مرة على الإطلاق، انضم عقار جولف (جولف فاريينت) إلى التشكيلة في سبتمبر 1993 (على الرغم من أن معظم الأسواق لم تتلق هذا النموذج حتى أوائل عام 1994). في الوقت نفسه، تم تقديم كابريوليه جديد تمامًا مشتق من أم كاي3، ليحل محل الإصدار الذي يبلغ من العمر 13 عامًا المستند إلى أم كاي1 بنسخة تستند إلى منصة أم كاي3 جولف من 1995 إلى أوائل 1999. تلقى أم كاي3 جولف كابريو تعديلًا على طراز أم كاي4 في أواخر عام 1999 واستمر حتى عام 2002.
تم تقديم إصدار نوتشباك، المسمى «في دبليو فينتو» (أو جيتا في أمريكا الشمالية)، في يناير 1992.
كانت السيارة الأوروبية لعام 1992، قبل طراز سيترون زد أكس الجديد وأوبل أسترا الجديد من جنرال موتورز.
استمر بيع أم كاي3 حتى عام 1999 في الولايات المتحدة وكندا وأجزاء من أمريكا الجنوبية، وكذلك في المكسيك كإصدار خاص يسمى "Mi" (في الأساس سيارة جولف سي أل 4-أبواب مع تكييف هواء إضافي وداخلية خاصة ومعدات أصلية (أو إ أم) مصابيح فرامل خلفية سوداء اللون ، ومكابح مانعة للانغلاق (ABS)، ولكن بدون راديو مجهز في المصنع). لون "i" في "Mi" باللون الأحمر، مما يدل على أن نظام حقن الوقود متعدد النقاط قد تم تجهيزه وأن المحرك سعة 1.8 لتر قد تمت ترقيته إلى 2.0 لتر. تم توفير مقاعد ساخنة في جميع الديكورات.
| فولكس فاجن جولف أم كاي3 (1أتش / 1إ) 1996-1998 | فولكس فاجن جولف أم كاي3 (1أتش / 1إ) 1996-1998 |
| --------------------------------------------- | --- |
|                                               | |
| ملخص                                          | |
| الشركة المصنعة                                | فولكس فاجن |
| الإنتاج                                       | إنتاج 4.8 مليون وحدة 1992-1998 كابريو: 1994-2002 |
| المجسم                                        | - ألمانيا: فولفسبورج - المكسيك: بويبلا - بلجيكا: بروكسل - سلوفاكيا: براتيسلافا - جنوب أفريقيا: إنتنهاج |
| المصمم                                        | جي ميس هربرت شيفر |
| الجسم والشاسيه                                | |
| الفئة                                         | سيارة عائلية صغيرة (سي) |
| نمط الجسم                                     | - هاتشباك بثلاثة أبواب - 5 ابواب استيت - 5 أبواب هاتشباك - 2-باب قابل للتحويل |
| التصميم                                       | المحرك الأمامي، الدفع بالعجلات الأمامية / الدفع الرباعي سينكرو |
| المنصة                                        | منصة مجموعة فولكس فاجن إي3 |
| ذات الصلة                                     | فولكس فاجن فينتو |
| مجموعة نقل الحركة                             | |
| المحرك                                        | - محركات البنزين: - 1.4 لتر (ABD / AEX / APQ) - 1.6 لتر (ABU / AEA / AEE) - 1.6 لتر (AEK / AFT / AKS) - 1.8 لتر (AAM / ANN) I - 1.8 لتر (ABS / ADZ / ACC / ANP) - 2.0 لتر (2E / ADY / AGG / AKR / ABA / AWG / AWF) - 2.0 لتر (ABF) 16 فولت I4 - 2.8 لتر (AAA) - 2.9 لتر (ABV) VR6.0 - ديزل: - 1.9 لتر 1 سنة I4 - 1.9 لترًا AEY SDI I4.0 - 1.9 لترًا من طراز AAZ TD I4 - 1.9 لتر 1Z / ALE / AHU TDI I4 - 1.9 لتر AFN / AVG TDI I4 |
| السرعات                                       | - أوتوماتيكي 4 سرعات - 4 سرعات / 5 سرعات يدوي |
| الأبعاد                                       | |
| قاعدة العجلات                                 | 1991-95: 2471 ملم (97.3 بوصة) 1996-99: 2474 ملم (97.4 بوصة) |
| الطول                                         | 4,074 ملم (160.4 بوصة) |
| العرض                                         | 1,694 مم (66.7 بوصة) |
| الارتفاع                                      | - 1991-95 & كابريو: 1,422 ملم (56.0 بوصة) - 1996-99: 1428 ملم (56.2 بوصة) |
| الوزن الفارغ                                  | 725 - 1,245 كجم (1,598 - 2745 رطلاً) |
| التسلسل الزمني                                | |
| السلف                                         | - فولكس فاجن جولف أم كاي2 - فولكس فاجن جولف كابريوليه أم كاي1 (كابريو) |
| الخلف                                         | - فولكس فاجن جولف أم كاي4 - فولكس فاجن بيتل الجديدة المكشوفة (كابريو) |

### موديلات

#### فاريانت(بالإنجليزية:Variant)‏
لأول مرة ، تم إنتاج هذه السيارة وتم إطلاقها في أوائل عام 1993 وتنافست مع المنافسين الرئيسيين مثل فورد إسكورت وفوكسهول/ أوبل أسترا التي كانت متاحة منذ فترة طويلة. تضمنت متغيرات جاي تي محرك 2.8LVR6 ، ومحرك قابل للتحويل تم إطلاقه باسم كابريو (تيب 1إ).

#### كابريوليه
تم تقديم فولكس فاجن جولف أم كاي3 كابريو (أو النوع 1E) في عام 1994 لعام 1995، ليحل محل كابريوليه أم كاي1 الأرنب السابق. تم تحديثه في عام 1998 (منتصف 1999 للأسواق غير الأوروبية) مع تصميم المقود الأمامي والخلفي من جولف أم كاي4 مع الحفاظ على الجسم من أم كاي3 كابريو. غالبًا ما يشار إلى هذه الكابريوس باسم أم كاي3.5 كابريو. تم إيقاف إنتاج فولكس فاجن جولف كابريو في عام 2002 بإصدار خاص يسمى «الإصدار الأخير».

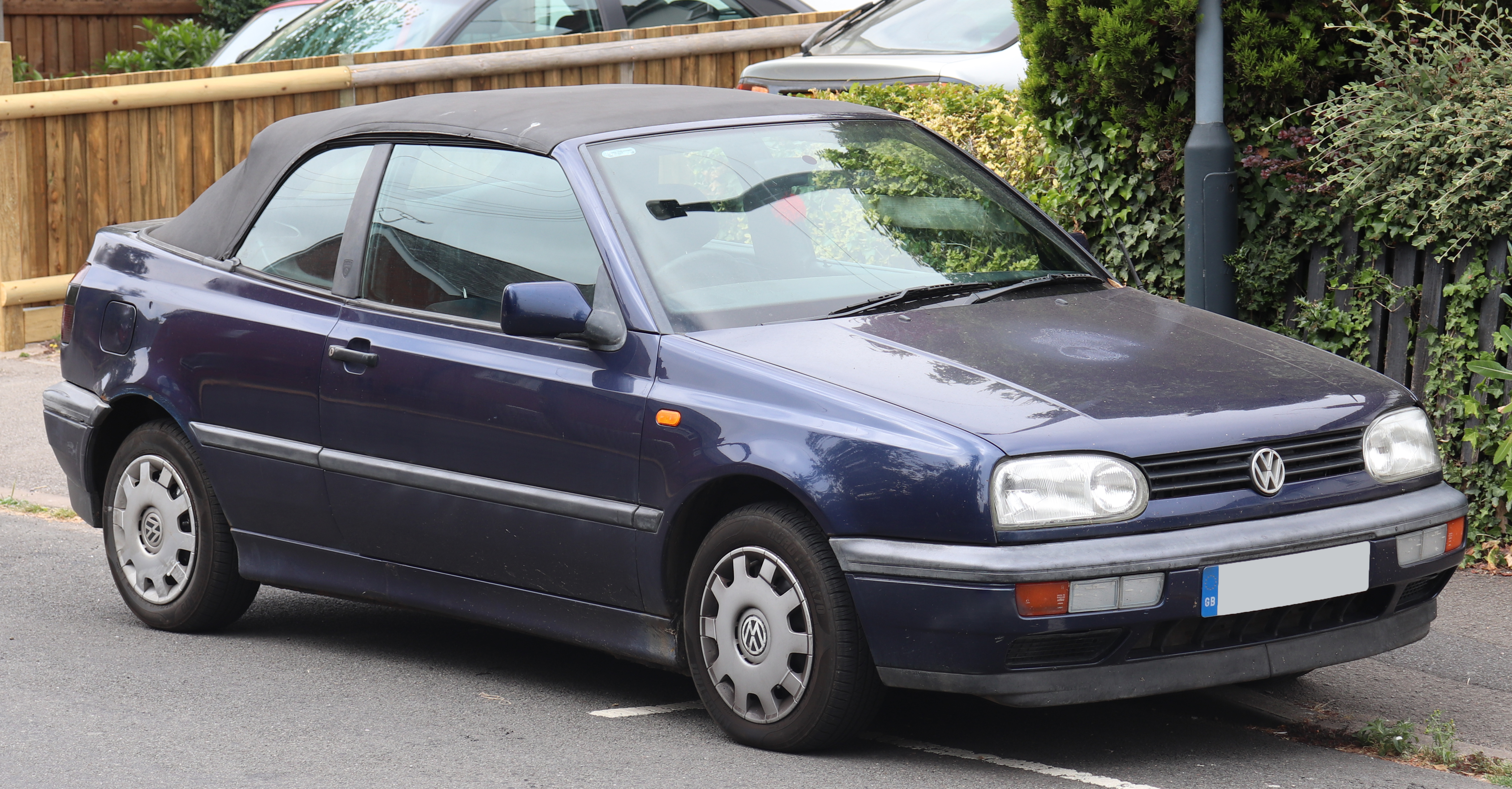
فولكس فاجن جولف أم كاي3 كابريو

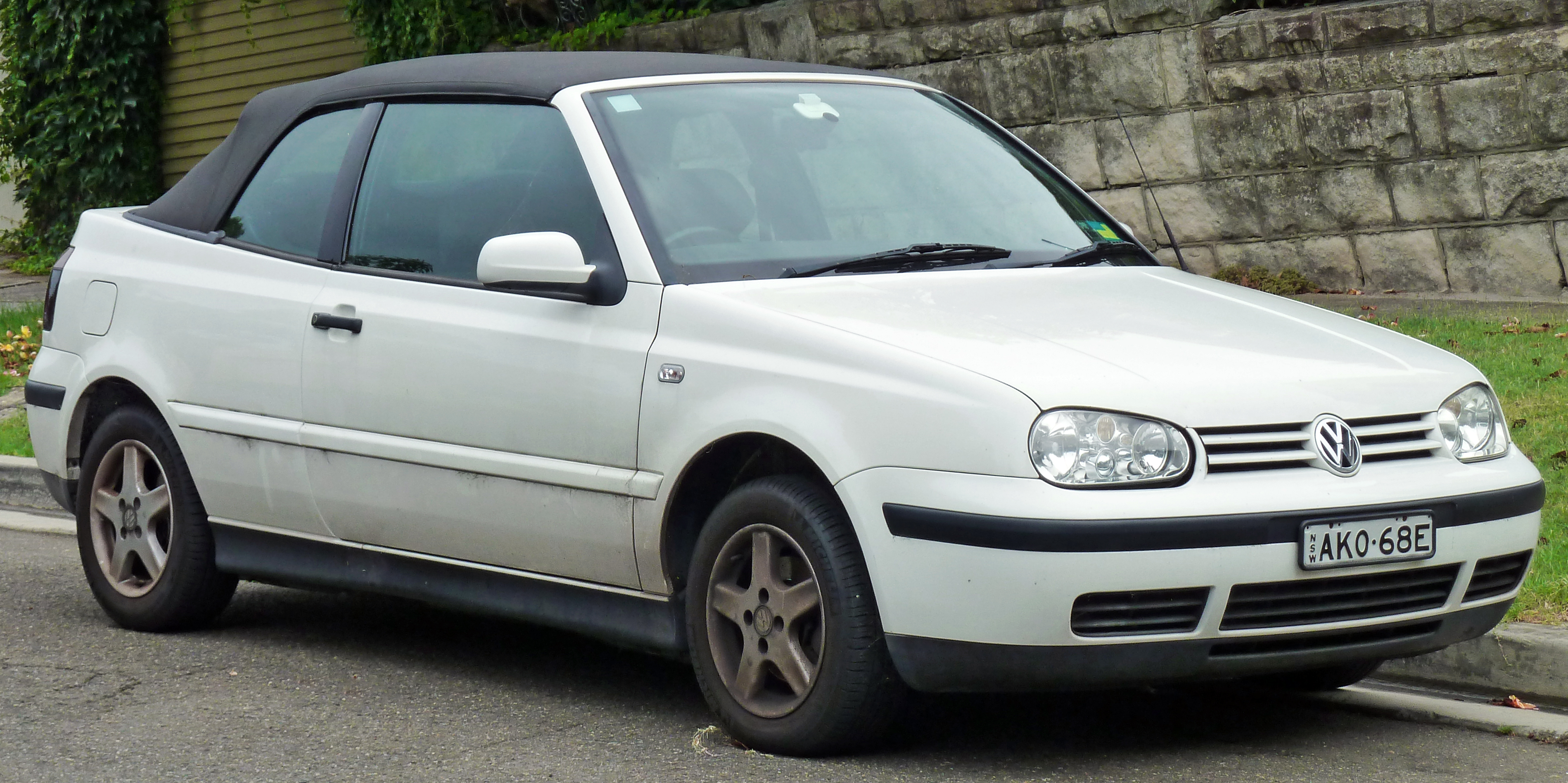
فولكس فاجن جولف أم كاي3.5 (أم كاي4) قابلة للتحويل

#### إي59

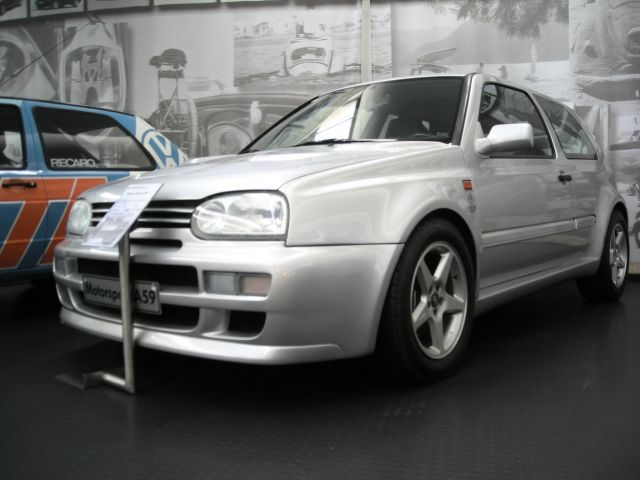
النموذج الأولي للجولف إي59 في متحف فولكس فاجن

على الرغم من فشل المشروع، كان ينبغي أن يكون هذا هو أعلى أداء، طراز 4دبلي
و دي بمحرك توربو بقوة 275 حصانًا 1998 سي سي، وألياف الكربون وقذيفة كيفلر، وعلبة كاملة. كان من المفترض أن تكون قادرة على الفوز ببطولة العالم للراليات في عام 1994. يمكن رؤية النموذج الأولي في متحف فولكس فاجن.

### معرض الصور
|  |  |
|  |  |
|  |  |

## الجيل الرابع (أم كاي4 / إيه4، النوع 1جي؛ 1997)

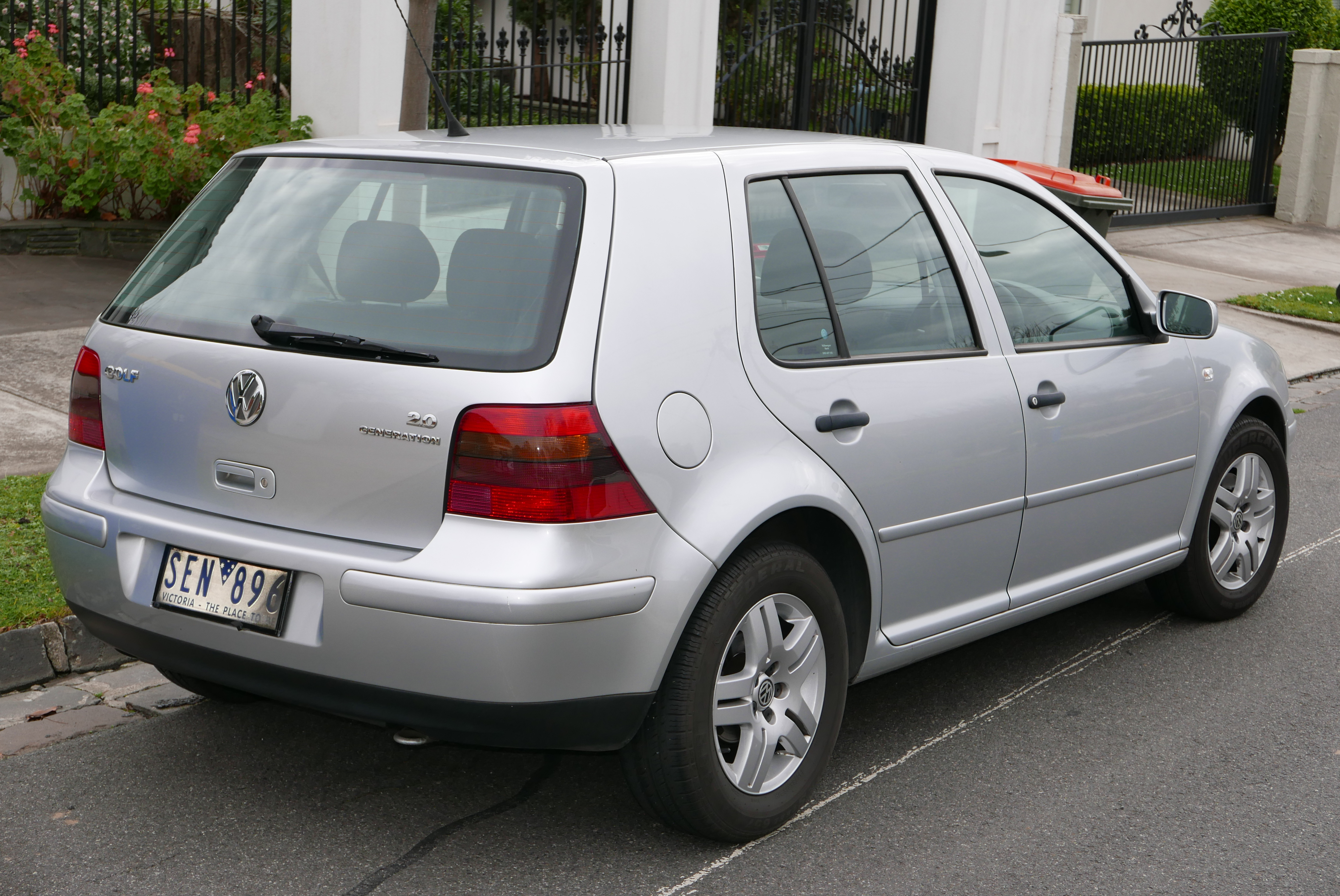

تم تقديم جولف أم كاي4 لأول مرة في أغسطس 1997،  تلاه إصدار نوتشباك (بالإنجليزية: notchback)‏ («في دبليو بورا» أو، في أمريكا الشمالية، مرة أخرى «في دبليو جيتا») في أغسطس 1998 وجولف فاريينت جديد (ملكية) في مارس 1999. لم يكن هناك طراز كابريوليه مشتق من أم كاي4، على الرغم من أن أم كاي3 كابريوليه قد تلقت عملية تجميل في أواخر عام 1999 تتكون من مصدات وشبك ومصابيح أمامية مماثلة لتلك الخاصة بطرازات ماركIV.
كما هو الحال مع الإصدارات الثلاثة السابقة من جولف، يتلقى سوق المملكة المتحدة كل إصدار بعد عدة أشهر من بقية أوروبا. تم إطلاق نسخة هاتشباك هناك في ربيع عام 1998 والممتلكات بعد حوالي 12 شهرًا (في نفس الوقت تقريبًا مثل بورا).
تضمنت الطرازات الجديدة عالية الأداء محرك غولف «آر32» بالدفع الرباعي سعة 3.2 لتر بمحرك في آر6 والذي تم طرحه في عام 2002، وسابقه، محرك في آر6 سعة 2.8 لتر (بالإنجليزية: "Golf V6 4Motion")‏ (خلفًا لـ 2.9 لتر أم كاي3 «جولف في آر6 سينكرو»)، بالإضافة إلى محرك 1.8تي (توربو) الشهير رباعي الأسطوانات المستخدم في مختلف طرازات مجموعة فولكس فاجن.
اعتبارًا من عام 2008، كانت بعض المتغيرات من جولف/ بورا أم كاي4 لا تزال قيد الإنتاج في البرازيل والصين والمكسيك. تم بيع الإصدارات المنقحة من أم كاي4 في كندا وتم تسويقها باسم جولف سيتي وجيتا سيتي من عام 2007 إلى عام 2010. كان الطرازان من عروض «في دبليو كندا» للمبتدئين. لقد تلقوا تحديثًا كبيرًا لعام 2008، بما في ذلك المصابيح الأمامية المعدلة والمصابيح الخلفية والواجهات الأمامية والخلفية وأنظمة الصوت والعجلات. تم تقديم كلا الطرازين فقط بمحرك بنزين رباعي الأسطوانات بسعة 2.0 لتر و 8 صمامات (SOHC)، تم تقييمه عند 86 كيلو واط (115 حصان ، 117 حصان). كانت العروض الوحيدة للمبتدئين مع ناقل حركة أوتوماتيكي اختياري بست سرعات. توقف إنتاج البديل الأوروبي من جولف أم كاي4 في نهاية عام 2006. انتهى إنتاج النسخة الأمريكية في عام 2006.
عندما تلقى السوق الصيني بورا عملية تجميل في يوليو 2006، فعل الجولف أيضًا، وأصبح «بورا إتش إس» في هذه العملية.
تم إنتاج أم كاي4 في البرازيل حتى عام 2013.
| فولكس فاجن جولف أم كاي4 (1جي) 1998-1999 | فولكس فاجن جولف أم كاي4 (1جي) 1998-1999 |
| --------------------------------------- | --- |
|                                         | |
| ملخص                                    | |
| الشركة المصنعة                          | فولكس فاجن |
| يسمى أيضًا                               | - في دبليو بورا أتش أس (الصين، 2006-2008) - فولكس فاجن سيتي جولف (كندا، 2007-2010) - فولكس فاجن جولف تاون (2009-2010) - فولكس فاجن جولف أم كاي3.5 (كابريوليه فقط) |
| الإنتاج                                 | 1997-2004 (حتى 2010 لبعض الأسواق) |
| المجسم                                  | - ألمانيا: فولفسبورج - البرازيل: ساو جوزيه دوس بينهايس (فولكسفاغن دو برازيل) - بلجيكا: بروكسل - سلوفاكيا: براتيسلافا - البوسنة والهرسك: سراييفو - جنوب أفريقيا: إنتنهاج - الصين: تشانغتشون |
| المصمم                                  | بيتر شراير [1] هارتموت واركوس |
| الجسم والشاسيه                          | |
| الفئة                                   | سي |
| نمط الجسم                               | - هاتشباك بثلاثة أبواب - عربة ستيشن 5 أبواب - 5 أبواب هاتشباك |
| التصميم                                 | محرك أمامي، دفع أمامي / دفع رباعي |
| المنصة                                  | منصة مجموعة فولكس فاجن إي4 (PQ34) |
| ذات الصلة                               | فولكس فاجن جيتا أم كاي4 (بورا) أودي إي3 أم كاي1 أودي تي تي أم كاي1 فولكس فاجن بيتل الجديدة سيات ليون أم كاي1 سيات توليدو أم كاي2.4 شكودا اوكتافيا أم كاي1 |
| مجموعة نقل الحركة                       | |
| المحرك                                  | - 1.4 لتر I4 16v 55 كيلو واط (AHW / AXP / APE / AUA / AKQ / BCA) - 1.6 لتر I4 74 كيلو واط (AEH / AKL / APF) - 1.6 لتر I4 75 كيلو واط (AVU / BFQ) - 1.6 لتر I4 16 فولت 77 كيلو وات (أستراليا / AZD / ATN / BCB) - 1.6 لتر I4 20 فولت 78 كيلو واط (AWB) - 1.6 لتر I4 16 فولت FSI 81 كيلو واط (سيئ) - 1.8 لتر I4 55 كيلو واط (AAM / ANN) (كابريوليه) - 1.8 لتر I4 66 كيلو واط (ADZ / ANP) (كابريوليه) - 1.8 لتر I4 20 فولت 92 كيلو وات (AGN) - 1.8T I4 20v Turbo 110 kW (AGU / ARZ / ARX / AUM) - 1.8T I4 20v Turbo 132 kW (AUQ / AWP) - 2.0 لتر I4 85 كيلو واط (APK / AQY / AZJ / AZH) - متوفر أيضًا كإصدار ثنائي التكافؤ CNG / البنزين - 2.3 لتر VR5110 كيلو واط (AGZ) - 2.3 لتر VR5 20 فولت 125 كيلو وات (AQN) - 2.8 لتر VR6 130 كيلو واط (AAA / AFP) - 2.8 لتر VR6 24 فولت 150 كيلو واط (AQP / AUE / BDF) - 3.2 لتر VR6 24 فولت 177 كيلو وات (BFH / BML) (R32) - 1.9 I4 SDI 50 كيلو واط (AGP / AQM) - 1.9 I4 TDI 90 bhp (AGR / ALH) - 1.9 I4 TDI 100 bhp ATD / AXR) - 1.9 I4 TDI 110 bhp (AHF / ASV) - 1.9 I4 TDI 115 bhp (AJM / AUY) - 1.9 I4 TDI 130 bhp (ASZ) - 1.9 I4 TDI 150 bhp (ARL) |
| السرعات                                 | - أوتوماتيكي 4 سرعات - 5 سرعات تيبترونيك أوتوماتيكي - دليل 5 سرعات - يدوي 6 سرعات - 6 سرعات DSG |
| الأبعاد                                 | |
| قاعدة العجلات                           | - 2,512 ملم (98.9 بوصة) - R32: 2517 ملم (99.1 بوصة) |
| الطول                                   | - 1999-2002 GTI / جولف : 4148 ملم (163.3 بوصة) - 2003-06 GTI / جولف: 4188 ملم (164.9 بوصة) - R32: 4,176 ملم (164.4 بوصة) - بورا / جيتا: 4376 ملم (172.3 بوصة) |
| العرض                                   | 1,735 مم (68.3 بوصة) |
| الارتفاع                                | - 1,440 ملم (56.7 بوصة) - آر32: 1425 ملم (56.1 بوصة) - سيتي جولف: 1445 ملم (56.9 بوصة) |
| التسلسل الزمني                          | |
| السلف                                   | فولكس فاجن جولف أم كاي3 |
| الخلف                                   | خليفة فولكس فاجن جولف أم كاي5 |

### معرض الصور
|  |  |  |
|  |  |  |

## الجيل الخامس (أم كاي5 / إيه5، تايب 1كاي؛ 2003)

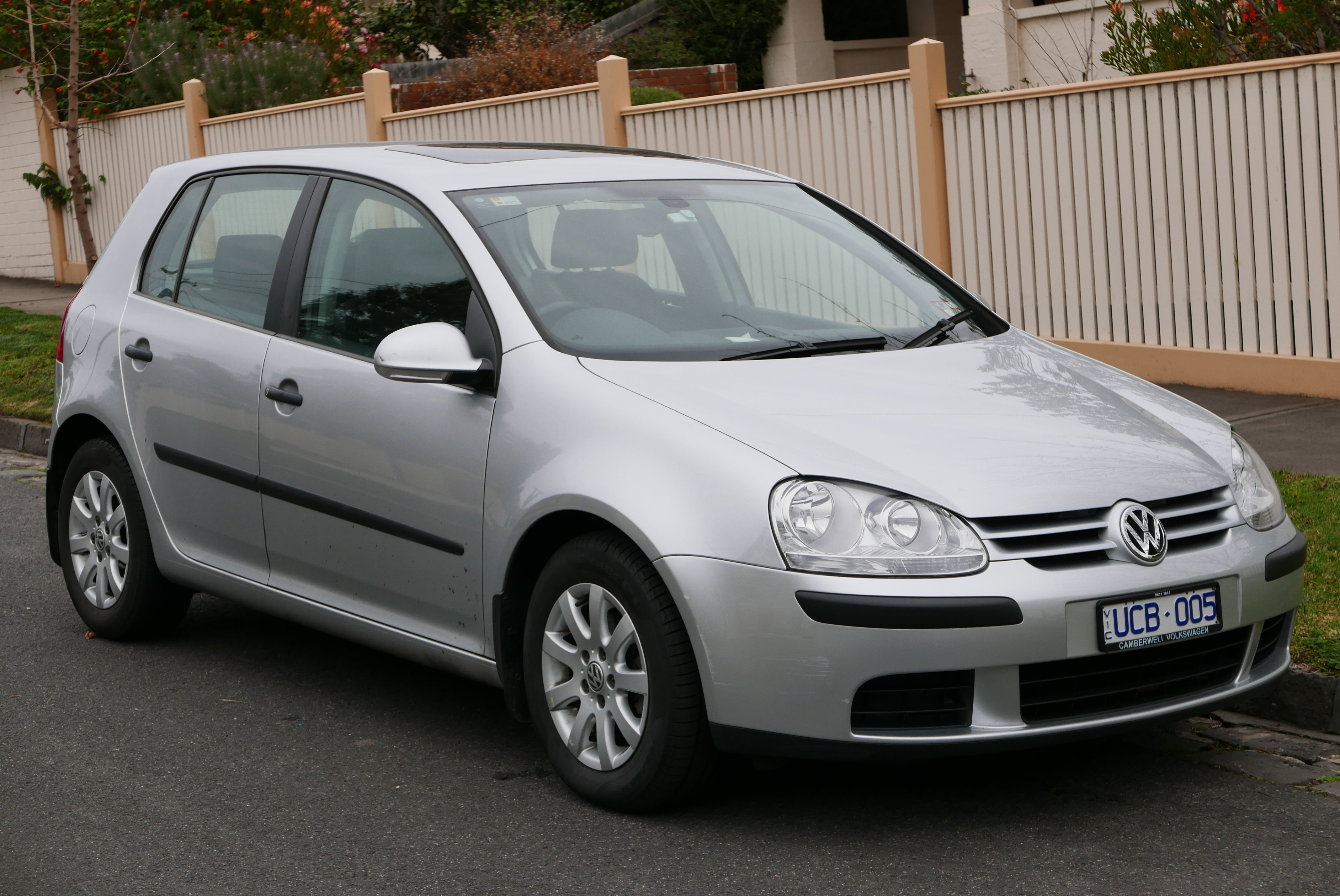
فولكس فاجن جولف كومفورت لاين (أستراليا)

تم تقديم جولف أم كاي5 في أوروبا في خريف عام 2003، ووصلت إلى سوق المملكة المتحدة في أوائل عام 2004. في أمريكا الشمالية، أعادت فولكس فاجن لوحة رابيت عندما قدمت السيارة في عام 2006. في كندا، لا يزال الجولف هو الاسم السائد لـ الجيل الخامس (على الرغم من استخدام كل من رابيت وجولف تاريخيًا). يتم تشغيل الطراز الأساسي في أمريكا الشمالية بمحرك سعة 2.5 لتر خماسي الأسطوانات، والذي أنتج 112 كيلو واط (150 حصان، 152 حصانًا) في عامي 2006 و2007، ولكن تم رفعه إلى 127 كيلو واط (170 حصانًا، 173 حصانًا) في الطرز اللاحقة. نسخة جي تي آي مدعومة بنسخة توربينية من محرك أف أس آي سعة 2.0 لتر، ينتج 147 كيلو واط (197 حصان ، 200 حصان).
قدمت فولكس فاجن أيضًا مفهوم التسويق «السريع» للسوق الأمريكية، «المخصص للسرعة التي تعيش داخل كل سائق»، مع شخصية متحركة لمفهوم ومشتري جي تي آي أم كاي5s الذين يتلقون تمثالًا بلاستيكيًا للسرعة. نسخة جي تي آي هي النسخة الوحيدة المعروضة للبيع في المكسيك.
يتم تجميع نسخة الصالون / السيدان، التي تم تسويقها مرة أخرى على نطاق واسع من فولكس فاجن باسم جيتا، في ألمانيا وجنوب إفريقيا والمكسيك. يتم تسويقه في أسواق معينة، بما في ذلك الأسواق الأوروبية والمكسيك باسم بورا. تبعه في عام 2007 لعبة غولف فاريانت جديدة. الأطراف الأمامية للسيارة هي نفسها، مع الاختلاف الوحيد أن جي أل آي هي سيارة سيدان، بينما جي تي آي هي هاتشباك.
قدمت الموديلات اللاحقة من أم كاي5 محرك البنزين تي أس آي بسعة 1.4 لتر مع دفع أمامي.
في اختبار مقارنة أجرته مجلة كار أند درايفر (بالإنجليزية: Car and Driver)‏، فازت رابيت مقابل ثماني سيارات صغيرة. وقد أشيد بموقع القيادة والأدوات والمحرك؛ وتم انتقادها بسبب ضوضاء الطريق والمقاعد وضعف الاقتصاد في استهلاك الوقود. كما احتلت رابيت المركز الأول في المقارنة النهائية في ديسمبر 2006.
| فولكس فاجن جولف أم كاي5 (1كاي) 2007 | فولكس فاجن جولف أم كاي5 (1كاي) 2007 |
| ----------------------------------- | --- |
|                                     | |
| ملخص                                | |
| الشركة المصنعة                      | فولكس فاجن |
| يسمى أيضًا                           | فولكس فاجن رابيت (الولايات المتحدة وكندا) |
| الإنتاج                             | 2003-2010 |
| المجسم                              | ألمانيا: فولفسبورج جنوب إفريقيا: إيتنهاج بلجيكا: بروكسل الصين: تشانغتشون إندونيسيا: جاكرتا (جارودا ماتارام موتور) أوكرانيا: سولومونوفو (يوروكار) |
| المصمم                              | مراد جوناك |
| الجسم والشاسيه                      | |
| الفئة                               | سيارة عائلية صغيرة (جولف) مدمج MPV (جولف بلس) |
| نمط الجسم                           | - 3 أبواب هاتشباك - 5 أبواب هاتشباك - 5 أبواب MPV (جولف بلس) - 5-باب استيت / واجن |
| التصميم                             | محرك أمامي، دفع أمامي أو دفع رباعي 4 حركة محرك متوسط ، دفع خلفي (W12-650) |
| المنصة                              | مجموعة فولكس فاجن A5 (PQ35) |
| ذات الصلة                           | - أودي A3 أم كاي2 - أودي تي تي أم كاي2 - فولكس فاجن توران - فولكس فاجن جيتا - فولكس فاجن جولف بلس - فولكس فاجن إيوس - فولكس فاجن باسات - فولكس فاجن باسات سي سي - فولكس فاجن شيروكو - فولكس فاجن تيجوان - سيات ليون أم كاي2 - سيات توليدو أم كاي3 - مقعد ألتيا - شكودا اوكتافيا أم كاي2 |
| مجموعة نقل الحركة                   | |
| المحرك                              | - 1.4 I4 16v 55 kW (BCA) - 1.4 I4 16v 59 kW (BUD) - 1.4 I4 16 فولت FSI 66 كيلو واط (BKG / BLN) - 1.4 I4 16v TSI 90 كيلو واط (CAXA) - 1.4 I4 16v TSI 103 kW (BMY) - 1.4 I4 16v TSI 118 كيلو واط (CAVD) - 1.4 I4 16v TSI 125 كيلو واط (BLG) - 1.6 I4 75 كيلو واط (BGU / BSE / BSF) - 1.6 I4 16 فولت FSI 85 كيلو واط (كيس / BLF / BLP) - 2.0 I4 16v FSI 110 kW (AXW / BLR / BLX / BVY / BVX) - 2.0 I4 16v تيربو FSI 147 كيلو واط (AXX / BWA / BPY / CAWB) (جي تي آي) - 2.0 I4 16v تيربو FSI التوأم مشحون 169 كيلو واط (BYD) (جي تي آي Ed30) - 2.5 I5 20 فولت 110 كيلوواط (BGP) - 2.5 I5 20 فولت 125 كيلو واط (BGQ) - 3.2 V6 24v 184 كيلوواط (بوب) (R32) - 6.0 W12 48v 478 kW (محرك بنتلي) (GTI W12-650) - 1.9 I4 TDI 67 kW (BRU / BXF / BXJ) - 1.9 I4 TDI 77 kW (BJB / BKC / BXE / BLS) - 2.0 I4 SDI 55 كيلو واط (BDK) - 2.0 I4 TDI 100 كيلو واط (AZV) - 2.0 I4 TDI 103 kW (BKD / BMM / CBDB) - 2.0 I4 TDI 125 كيلو واط (BMN) |
| السرعات                             | - دليل 5 سرعات - يدوي 6 سرعات - 6 سرعات تيبترونيك أوتوماتيكي - 6 سرعات DSG - 7 سرعات DSG |
| الأبعاد                             | |
| قاعدة العجلات                       | 2578 ملم (101.5 بوصة) |
| الطول                               | - 4,204 مم (165.5 بوصة) - جي تي آي: 4216 ملم (166.0 بوصة) - R32: 4246 ملم (167.2 بوصة) |
| العرض                               | 1,759 مم (69.3 بوصة) |
| الارتفاع                            | 1,479 مم (58.2 بوصة) جي تي آي: 1469 ملم (57.8 بوصة) آر32: 1465 ملم (57.7 بوصة) |
| الوزن الفارغ                        | 1,164-1,617 كجم (2,566-3,565 رطلاً) |
| التسلسل الزمني                      | |
| السلف                               | فولكس فاجن جولف أم كاي4 |
| الخلف                               | فولكس فاجن جولف أم كاي6 |

### معرض الصور
|  |  |  |  |
|  |  |  |  |
|  |  |  |  |
|  |  |  |  |

## الجيل السادس (أم كاي6 / إيه6، تايب 5كاي؛ 2008)

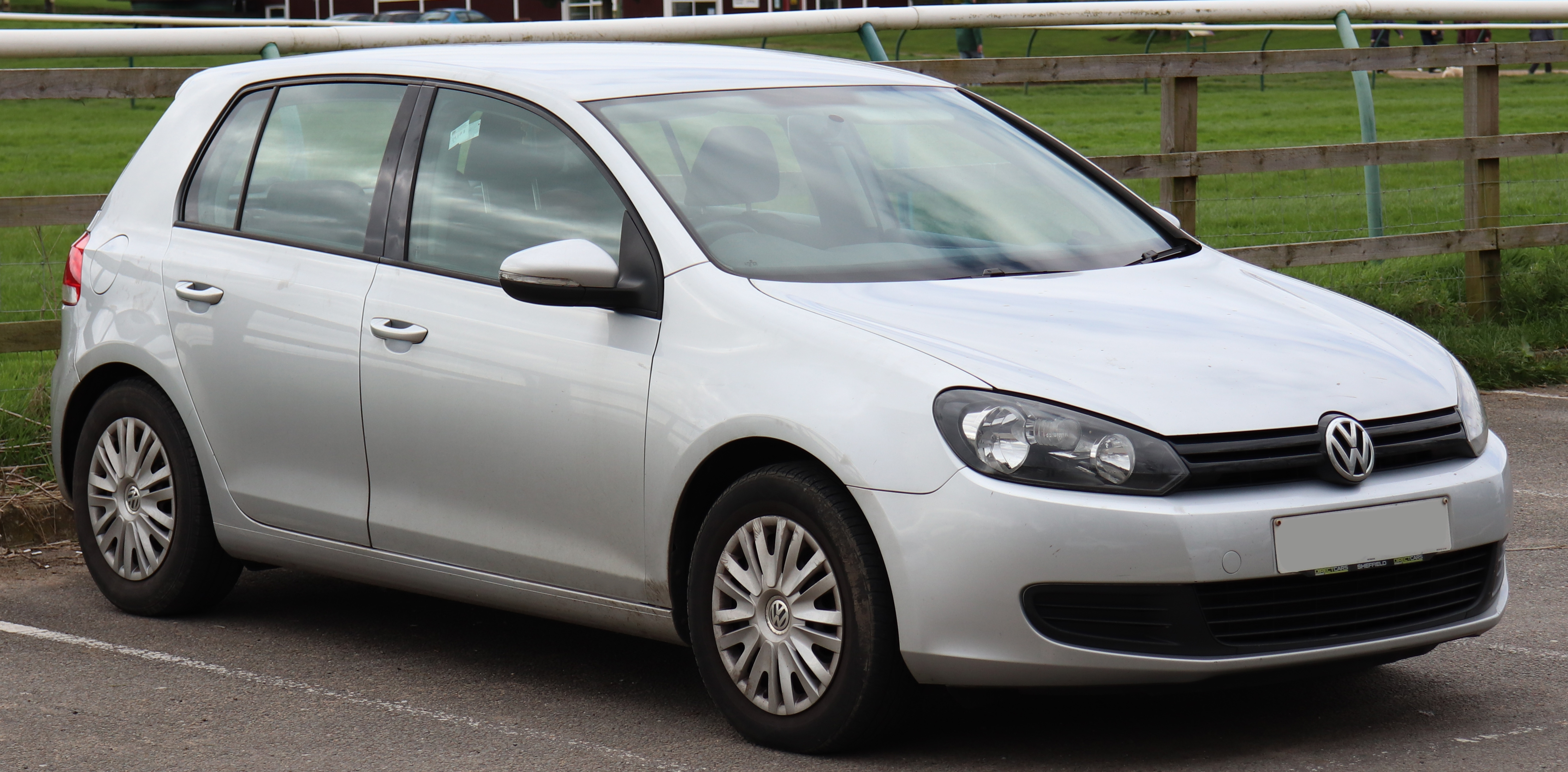
فولكس فاجن جولف تي دي آي (المملكة المتحدة)

أسست فولكس فاجن جولف أم كاي6 على منصة PQ35 الحالية من جولف أم كاي5. ظهرت هذه السيارة لأول مرة في معرض باريس للسيارات 2008.
تم تصميم جولف أم كاي6 من قبل كبير مصممي فولكس فاجن والتر دي سيلفا. يقال إن التصميم أكثر ديناميكية هوائية، مما يساعد على كفاءة استهلاك الوقود، وهو أكثر هدوءًا من سابقه. بعد انتقادات لجودة المقصورة المنخفضة في جولف أم كاي5 مقارنةً بـ أم كاي4، اختارت فولكس فاجن إصلاح المقصورة الداخلية لتتناسب مع الجودة مع جولف أم كاي4، مع الحفاظ على نفس سهولة الاستخدام من أم كاي5. السيارة أيضًا أرخص في البناء من سابقتها ؛ تدعي فولكس فاجن أنها ستتمكن بالتالي من نقل هذه المدخرات إلى العميل.
تم إصدار أم كاي6 جيتا في المكسيك في منتصف عام 2010، وبحلول أواخر عام 2011 كان متاحًا في جميع الأسواق. استبدلت محركات الديزل ذات الحقن التوربيني المباشر التي تستخدم تقنية حقن القضيب المشترك نظام حاقن وحدة (بالإنجليزية: Pumpe Düse (PD))‏ طويل الأمد. الجديد في لعبة الجولف هو نظام التحكم التكيفي في الهيكل الاختياري من فولكس فاجن (غير متوفر في سوق أمريكا الشمالية)، والذي يسمح للسائق بالاختيار بين الوضعين «العادي» و «المريح» و «الرياضي»، والذي سيغير نظام التعليق والتوجيه والمُسرّع. وفقًا لذلك.
يتوفر جولف أم كاي6 مع كل من ناقل الحركة اليدوي 5 و6 سرعات، و6 أو 7 سرعات ناقل الحركة المباشر (DSG) (مع القابض المزدوج). في أمريكا الشمالية، تم بيع نسخة أم كاي5 في الأصل باسم رابيت من عام 2006 إلى عام 2009. في عام 2010، أعادت فولكس فاجن لوحة جولف مع تحديث منتصف الدورة. مع محرك 130 كيلو واط (174 حصان، 177 حصان)، 2.5 لتر مضمنة 5 أسطوانات مع 240 نيوتن متر (177 رطل قدم) من عزم الدوران و 2.0 لتر، 100 كيلو واط (134 حصان ، 136 حصان) بشاحن توربيني محرك ديزل نظيف رباعي الأسطوانات يولد 320 نيوتن متر (236 رطل قدم) من عزم الدوران. تم تجهيز نسخة جي تي آي بمحرك بنزين تي أس آي رباعي الأسطوانات بقوة 157 كيلو واط (211 حصان، 213 حصان)، بينما يحتوي جولف آر على محرك «تي أفلا أس آي» رباعي الأسطوانات بقوة 191 كيلو واط (256 حصان، 260 حصان). يمكن إقران جميع المحركات الثلاثة مع ناقل حركة أوتوماتيكي DSG ثنائي القابض بـ 6 سرعات أو ناقل حركة يدوي بـ 6 سرعات إما في تكوين 3 أو 5 أبواب.
تم طرح السيارة للبيع في المملكة المتحدة في يناير 2009،  وفي أمريكا الشمالية في أكتوبر 2009 باسم جولف 2010، بدلاً من رابيت. أعاد أم كاي6 أيضًا تقديم خيار محرك ديزل إلى سوق أمريكا الشمالية.
كان فولكس فاجن جولف أم كاي6 هو أفضل اختيار أمان لعام 2012 لمعهد التأمين للسلامة على الطرق السريعة (IIHS).
| فولكس فاجن جولف أم كاي6 (5كاي) | فولكس فاجن جولف أم كاي6 (5كاي) |
| ------------------------------ | --- |
|                                | |
| ملخص                           | |
| الشركة المصنعة                 | فولكس فاجن |
| الإنتاج                        | 2008-2013 (الاتحاد الأوروبي) 2009-2014 (الولايات المتحدة) 2011–2016 (جولف كابريوليه) سنوات الطراز 2009 - 2013 (الاتحاد الأوروبي) 2010-2014 (الولايات المتحدة) 2012–2016 (جولف كابريوليه) |
| المجسم                         | - ألمانيا: فولفسبورج - إندونيسيا: جاكرتا (جارودا ماتارام موتور) - أوكرانيا: سولومونوفو (يوروكار) - بلجيكا: بروكسل - سلوفاكيا: براتيسلافا - جنوب أفريقيا: إنتنهاج - الصين: تشانغتشون |
| المصمم                         | والتر دي سيلفا |
| الجسم والشاسيه                 | |
| الفئة                          | السيارة المدمجة / الصغيرة العائلية (الفئة سي) |
| نمط الجسم                      | - هيكل هاتشباك بثلاثة أبواب - 5 أبواب هاتشباك - 5 أبواب MPV (فولكس فاجن جولف بلس) - 5-باب استيت / واجن - 2-باب كابريوليه |
| التصميم                        | أف أف / أف 4 (4 حركات) |
| المنصة                         | منصة مجموعة فولكس فاجن A5 (PQ35) |
| ذات الصلة                      | - أودي A3 أم كاي2 - أودي تي تي أم كاي2 - فولكس فاجن جولف أم كاي5 - فولكس فاجن توران - فولكس فاجن جيتا - فولكس فاجن جولف بلس - فولكس فاجن إيوس - فولكس فاجن باسات - فولكس فاجن باسات سي سي - فولكس فاجن تيجوان - فولكس فاجن شيروكو أم كاي3 - سيات ليون أم كاي2 - سيات توليدو أم كاي3 - مقعد ألتيا - شكودا اوكتافيا أم كاي2 |
| مجموعة نقل الحركة              | |
| المحرك                         | - بنزين: - 1.2 لتر تي أس آي I4 - 1.4 لتر I4 - 1.4 لتر / ج و s / c تي أس آي I4 - 1.6 لتر I4 - 1.8 لتر تي أس آي I4 - 2.0 لتر تي أس آي I4 - 2.5 لتر I5 - ديزل: - 1.6 لتر تي دي آي I4 - 2.0 لتر تي دي آي I4 |
| السرعات                        | ناقل حركة يدوي 5/6 سرعات 6 سرعات أوتوماتيكية 6/7 سرعات DSG |
| الأبعاد                        | |
| قاعدة العجلات                  | 2578 ملم (101.5 بوصة) |
| الطول                          | - 4,199 مم (165.3 بوصة) - جي تي آي: 4213 ملم (165.9 بوصة) |
| العرض                          | 1,779 مم (70.0 بوصة) |
| الارتفاع                       | - 1,479 ملم (58.2 بوصة) - جي تي آي: 1469 ملم (57.8 بوصة) |
| الوزن الصافي                   | 1,217-1,541 كجم (2683-3397 رطلاً) |
| التسلسل الزمني                 | |
| السلف                          | فولكس فاجن جولف أم كاي5 فولكس فاجن إيوس (جولف كابريوليه فقط) |
| الخلف                          | فولكس فاجن جولف أم كاي7 فولكس فاجن تي روك (موديلات كابريوليه فقط) |

### معرض صور
|  |  |  |
|  |  |  |
|  |  |  |
|  |  |  |

### الجوائز
- 2009 سيارة العام في العالم [92]
- 2009 Euro NCAP - السيارة الأكثر أمانًا لهذا العام [93]
- أفضل سيارة أداء لعام 2009 أقل من 60 ألف دولار أمريكي (جي تي آي) (أستراليا) [94]
- 2009 يلو انجل (ألمانيا)
- أفضل سيارة لعام 2009 لقراء السيارات والرياضة (ألمانيا)
- 2009 عجلات سيارة العام (أستراليا)
- 2009 ما السيارة؟ - أفضل سيارة عائلية صغيرة (بريطانيا العظمى)
- 2009 أفضل محرك دولي للعام (1.4 تي أس آي) [95]
- 2009 - أفضل محرك أخضر للعام (1.4 تي أس آي) [95]
- 2009–10 أفضل سيارة يابانية في استيراد العام
- 2010 أفضل سيارة أيرلندية كونتيننتال - أفضل سيارة عائلية.
- 2010 مجلة السيارات - سيارة العام (جي تي آي) [96]
- 2010 سيارة العام الكندية
- 2010 أي سيارة؟ - أفضل سيارة عائلية صغيرة (بريطانيا العظمى)
- 2010 سيارة العام في جنوب إفريقيا [97]
- 2010 أخبار الأسطول - سيارة العام للشركة [98]
- 2010 السيارة الخضراء العالمية (بلو موشن) [99]
- أدرج كتاب كيلي الأزرق سيارة فولكس فاجن جولف تي دي آي (ديزل نظيف) ضمن أفضل 10 سيارات صديقة للبيئة لعام 2010.[100]

## الجيل السابع (أم كاي7 / أم كيو بي، تايب 5G؛ 2012)

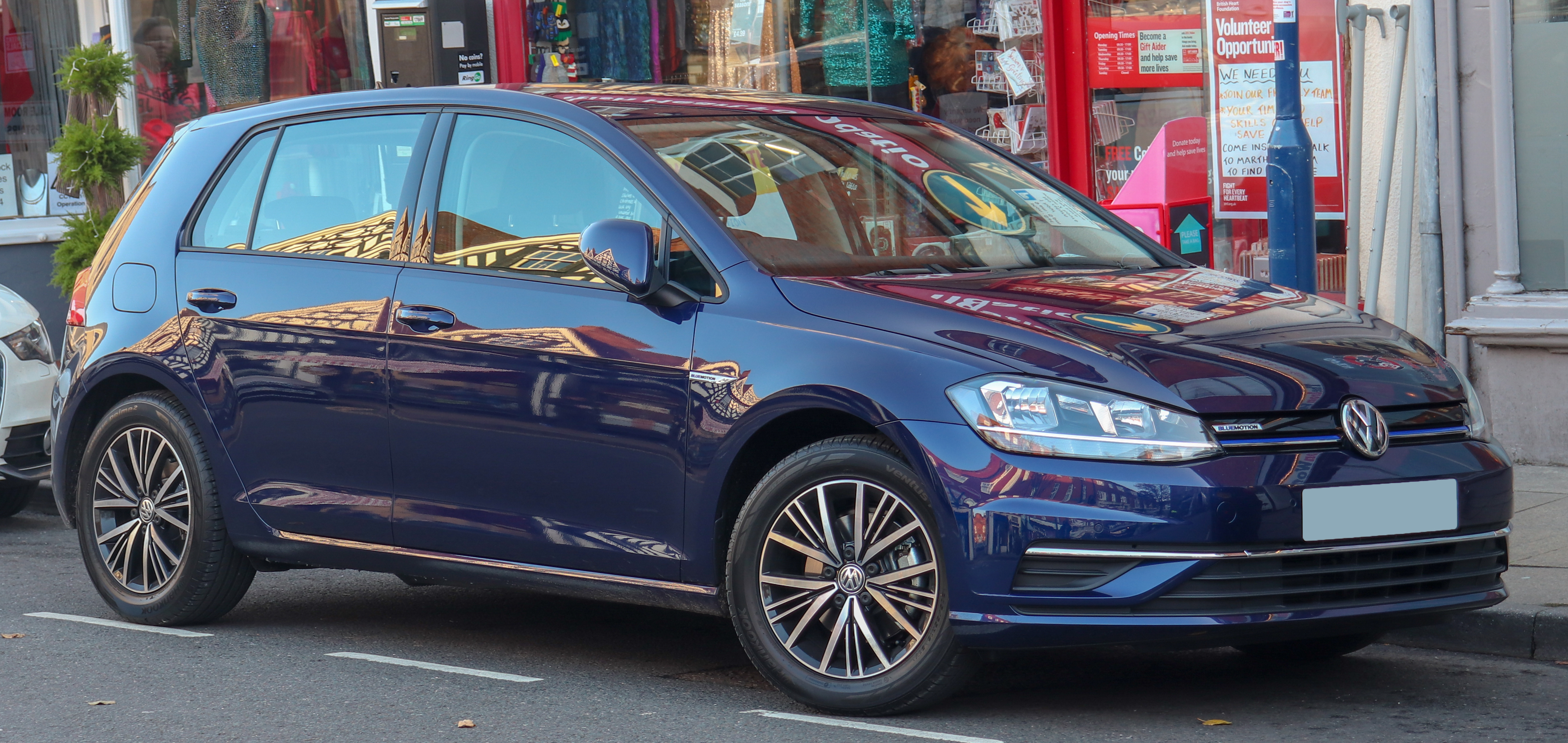
فولكس فاجن جولف تي أس آي (تجميل)

ظهر الجيل السابع من الجولف لأول مرة في سبتمبر 2012 في معرض باريس للسيارات.
تستخدم جولفVII، تايب 5جي منصة أم كيو بي الجديدة، المشتركة مع الجيل الثالث من أوديA3 وسيت ليون وشكودا أوكتافيا. إنها أكبر قليلاً من أم كاي6 بينما تمكنت من أن تكون أخف وزنًا بحوالي 100 كجم، اعتمادًا على اختيار المحرك. ستوفر سيارة جي تي آي محركًا رباعي الأسطوانات بسعة 154 كيلو واط (207 حصان ؛ 209 حصانًا) مزود بشاحن توربيني سعة 2.0 لتر مع حزمة أداء متاحة لرفع القدرة الإنتاجية إلى 162 كيلو واط (217 حصان، 220 حصان). تتمتع سيارة غولف آر الآن بقوة 218 كيلوواط (292 حصان؛ 296 حصانًا) مع شاحن توربيني سعة 2.0 لتر وأربع أسطوانات مع نظام الدفع الرباعي هالدكس تراكشن.
تم إصدار نسخة من جي تي آي أطلق عليها اسم جي تي آي كلابسبور (بالإنجليزية: Clubsport)‏ مما يجعل 195 كيلو واط (261 حصان، 265 حصانًا) تم إصداره في عام 2016. وهناك نوع مختلف من كلابسبور يسمى كلابسبور أس يحمل الرقم القياسي لأسرع سيارة دفع أمامي حول نوربورغرينغ، حتى حصلت سيارة هوندا سيفيك تايب آر 2017 على الرقم القياسي مرة أخرى.
يتوفر خط جولف في جميع أنظمة القيادة ذات الصلة: جولف تي أس آي، بما في ذلك جي تي آي، تعمل بالبنزين؛ جولف تي دي آي ديزل (توربو حقن مباشر)، بما في ذلك جي تي دي، تعمل بالديزل ؛ يتم تشغيل جولف جي تي آي بالغاز الطبيعي المضغوط (سي أن جي)؛ يتم تشغيل e-جولف بالكهرباء؛ وجولف جي تي إي هي سيارة هجينة تعمل بالكهرباء. يتيح استخدام مجموعة تجميع المصفوفة المستعرضة المعيارية تصنيع طرازات جولف مع محركات البنزين والديزل والغاز الطبيعي والمحركات الكهربائية والهجينة من المصد إلى المصد في مصانع فولكس فاجن.
في نوفمبر 2016، كشفت فولكس فاجن عن نسخة محسنة (جولف 7.5) لسيارة هاتشباك بثلاثة أبواب، وهاتشباك بخمسة أبواب، و5 أبواب، وجي تي آي، وجي تي إي، بالإضافة إلى سيارة جولف «آر-لاين» جديدة. مع هذه الطرازات ، يأتي محرك اقتصادي جديد: 1.5 لتر تي أس آي إيفو الذي ينتج 97 كيلو واط (130 حصان، 132 حصان) أو 110 كيلو واط (148 حصان، 150 حصان) ويحل محل محرك تي أس آي سعة 1.4 لتر. يتميز إصدار جي تي آي المحدث الآن بقوة 230 حصان كمعيار (220 حصان سابقًا) أو 247 حصانًا في حزمة الأداء الاختيارية (230 حصانًا سابقًا). فيما يتعلق بالتكنولوجيا الداخلية، تتميز جولف الآن بشاشة «تي أف تي» مقاس 12.3 بوصة كخيار مشابه لطرازات أودي والمعروفة باسم (بالإنجليزية: Virtual Cockpit)‏، ومصابيح LED كاملة، ومؤشرات خلفية متحركة كخيار (تستخدم أيضًا في طرازات أودي) ، إلخ.
أقوى لعبة غولف في المجموعة هي جولف آر. تم تصنيعها كسيارة هاتشباك ذات 3 أو 5 أبواب، وهي مدعومة بنسخة مطورة حديثًا من 1,984 سم مكعب (2.0 لتر؛ 121.1 متر مكعب) بشاحن توربيني EA888 بنزين أف أس آي إنلاين فور (بالإنجليزية: Inline-four)‏ المحرك المستخدم في أحدث جولف جي تي آي (وأودي أس3)، ولكن في هذا التطبيق ينتج 300 حصان (296 حصان، 221 كيلو واط) (206 كيلو واط (280 حصان ، 276 حصان) لأسواق «المناخ الحار» مثل أستراليا، اليابان، الولايات المتحدة الأمريكية) من 5500 إلى 6200 دورة في الدقيقة و380 نيوتن متر (280 رطل قدم) من 1800 إلى 5500 دورة في الدقيقة من عزم الدوران. تستغرق التسارع من 0 إلى 62 ميلاً في الساعة (100 كم / ساعة) 5.1 ثانية (مقابل 5.7 ثانية في لعبة جولف آر السابقة)، أو 4.9 ثانية مع علبة التروس دي أس جي الاختيارية في اختبار الطرف الثالث، تم تسجيله في 4.5 ثانية باستخدام التحكم في الإطلاق. السرعة القصوى محدودة إلكترونيًا بـ 155 ميل في الساعة (249 كم / ساعة).
أنتجت فولكس واجن سيارة جي تي آي من طراز رابيت لعام 2019. تم إنتاج 3000 فقط للسوق الأمريكية: 1000 في كورنفلاور بلو (بالإنجليزية: Cornflower Blue)‏، و1000 باللون الرمادي يورانو، و500 باللون الأسود، و500 باللون الأبيض، وكلها مقسمة بالتساوي بين ناقل الحركة الأوتوماتيكي دي أس جي و6 سرعات يدويًا. تضمنت نسخة رابيت حزمة إضاءة LED، جناح (بالإنجليزية: Vmax)‏، عجلات «بريتوريا» 18 بوصة مطلية باللون الأسود اللامع، بدون فتحة سقف، ومقاعد منقوشة كلارك مع علامات حمراء مطرزة بشعار في دبليو رابيت.
| فولكس فاجن جولف أم كاي7 | فولكس فاجن جولف أم كاي7 |
| ----------------------- | --- |
|                         | |
| ملخص                    | |
| الشركة المصنعة          | فولكس فاجن |
| الإنتاج                 | 2012-2020 (الاتحاد الأوروبي) 2013-2020 (الصين) 2014-2021 (الولايات المتحدة) سنوات الطراز 2013-2020 (الاتحاد الأوروبي) 2014-2020 (الصين) 2015-2021 (الولايات المتحدة) |
| المجسم                  | - ألمانيا: فولفسبورج - ألمانيا: تسفيكاو - الصين: تشانغتشون (FAW-VW) - الصين: فوشان (FAW-VW) - المكسيك: بويبلا (2014 - يناير 2021) - البرازيل: ساو جوزيه دوس بينهايس (2015) - إندونيسيا: جاكرتا (2014-2015) |
| المصمم                  | الخارجي: مارك ليخت، فيليب رومرز الداخلي: توماسز باتشورسكي تريم: مانويلا جوستين الأضواء: أندرو سولا |
| الجسم والشاسيه          | |
| الفئة                   | السيارة المدمجة / الصغيرة العائلية (الفئة سي) |
| نمط الجسم               | - هيكل هاتشباك بثلاثة أبواب - 5 أبواب هاتشباك - 5 أبواب MPV (فولكس فاجن جولف بلس) - 5-باب استيت / واجن - 2-باب كابريوليه |
| التصميم                 | أف أف / أف 4 (4 حركات) |
| المنصة                  | منصة مجموعة فولكس فاجن A5 (PQ35) |
| ذات الصلة               | - أودي A3 أم كاي2 - أودي تي تي أم كاي2 - فولكس فاجن جولف أم كاي5 - فولكس فاجن توران - فولكس فاجن جيتا - فولكس فاجن جولف بلس - فولكس فاجن إيوس - فولكس فاجن باسات - فولكس فاجن باسات سي سي - فولكس فاجن تيجوان - فولكس فاجن شيروكو أم كاي3 - سيات ليون أم كاي2 - سيات توليدو أم كاي3 - مقعد ألتيا - شكودا اوكتافيا أم كاي2 |
| مجموعة نقل الحركة       | |
| المحرك                  | - بنزين: - 1.2 لتر تي أس آي I4 - 1.4 لتر I4 - 1.4 لتر / ج و s / c تي أس آي I4 - 1.6 لتر I4 - 1.8 لتر تي أس آي I4 - 2.0 لتر تي أس آي I4 - 2.5 لتر I5 - ديزل: - 1.6 لتر تي دي آي I4 - 2.0 لتر تي دي آي I4 |
| السرعات                 | ناقل حركة يدوي 5/6 سرعات 6 سرعات أوتوماتيكية 6/7 سرعات DSG |
| الأبعاد                 | |
| قاعدة العجلات           | 2578 ملم (101.5 بوصة) |
| الطول                   | - 4,199 مم (165.3 بوصة) - جي تي آي: 4213 ملم (165.9 بوصة) |
| العرض                   | 1,779 مم (70.0 بوصة) |
| الارتفاع                | - 1,479 ملم (58.2 بوصة) - جي تي آي: 1469 ملم (57.8 بوصة) |
| الوزن الصافي            | 1,217-1,541 كجم (2683-3397 رطلاً) |
| التسلسل الزمني          | |
| السلف                   | فولكس فاجن جولف أم كاي5 فولكس فاجن إيوس (جولف كابريوليه فقط) |
| الخلف                   | فولكس فاجن جولف أم كاي7 فولكس فاجن تي روك (موديلات كابريوليه فقط) |

## الجيل الثامن (أم كاي8 / أم كيو بي؛ 2019)

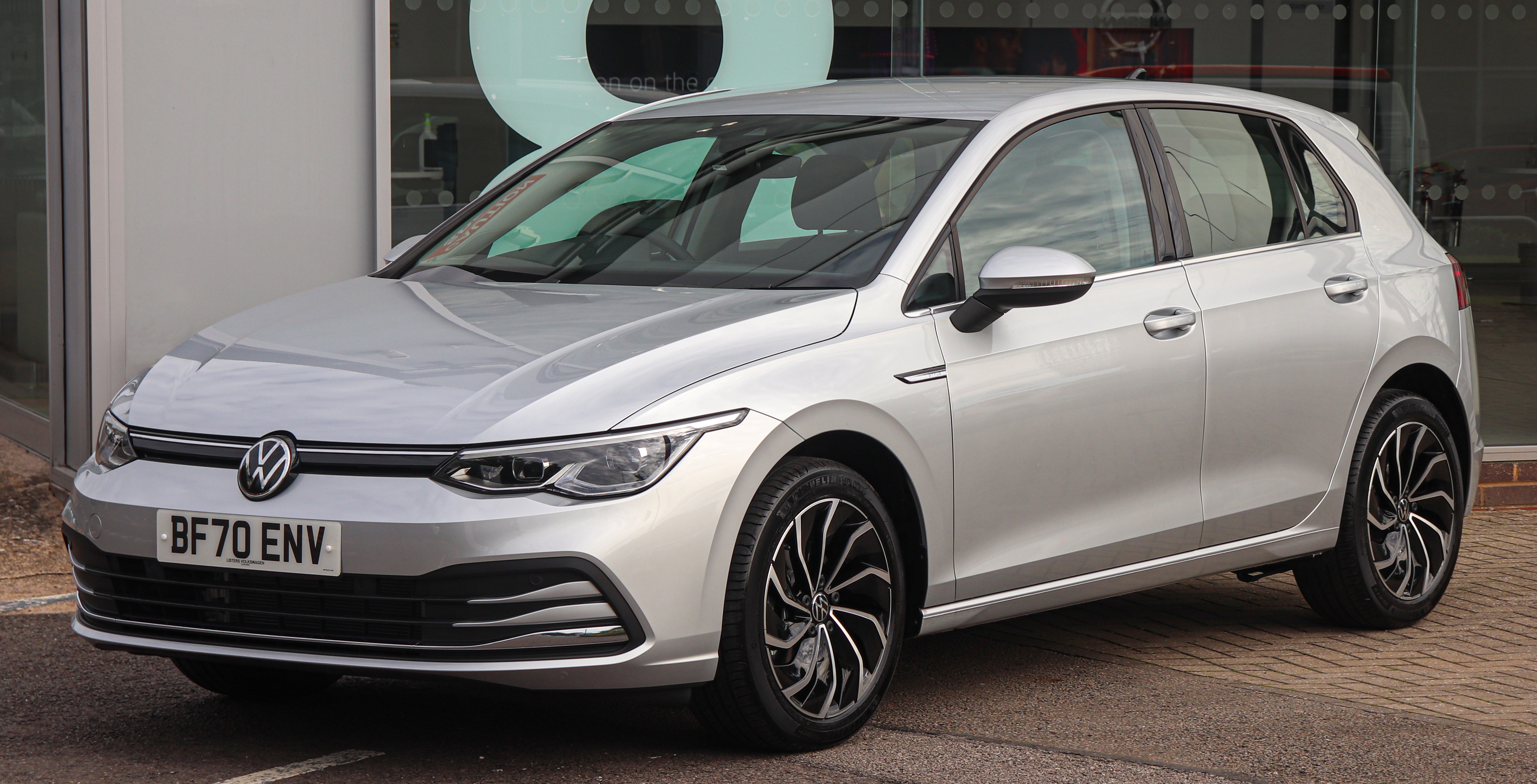
فولكس فاجن جولف ستايل 1.5 تي أس آي

تم الكشف عن جولف أم كاي8 في 24 أكتوبر 2019 في فولفسبورج.
إنه يركب على نسخة محدثة من منصة أم كيو بي، مع خيارات المحرك التي تتكون من بنزين مضغوط وديزل ومحركات هجينة. عند الإطلاق ، كانت هاتشباك ذات الخمسة أبواب هي الطراز الوحيد المتاح ، حيث تم إيقاف إنتاج هاتشباك ثلاثية الأبواب بسبب ضعف المبيعات. خضعت المقصورة الداخلية لـ جولف VIII لإصلاح كبير من خلال شاشة عرض رقمية بالكامل ولوحة تحكم رقمية. تتمتع جميع طرازات أم كاي8 بميزات أمان متطورة متوفرة مثل نظام المساعدة على السفر وكار 2أكس ومركبة قادمة أثناء الكبح، والاثنتان الأخيرتان هي الأولى التي يتم استخدامها في طراز إنتاج فولكس فاجن.
تشتمل خيارات مجموعة نقل الحركة الآن على ثلاثة محركات إ تي أس آي (بالإنجليزية: eTSI)‏ هجينة معتدلة واثنين من محركات إ هيبريد (بالإنجليزية: eHybrid)‏ الهجينة بالإضافة إلى خيارات تي أس آي الحالية للبنزين والديزل تي دي آي والغاز الطبيعي المضغوط (سي أن جي). تتميز جميع محركات تي أس آي التي تصل قوتها إلى 130 حصانًا بعملية الاحتراق الفعالة تي أس آي ميلير وشاحن توربيني بهندسة شاحن توربيني متغير، ومحركات سعة 1.5 لتر مزودة بنظام إدارة أسطوانة نشط مؤقت. تستخدم طرز إ تي أس آي نظامًا كهربائيًا للمركبة بجهد 12 فولت ومولد بادئ تشغيل حزام 48 فولت يتم تشغيله بواسطة بطارية ليثيوم أيون 48 فولت، بينما تحتوي طرازات إ هيبريد على بطارية ليثيوم أيون بقوة 13 كيلو وات في الساعة قادرة على العمل في وضعإي في. تستخدم نماذج تي دي آي نظام أس سي آر جديد للجرعات المزدوجة يتميز بتخفيض تحفيزي انتقائي مزدوج من أدبلو، مما يقلل من انبعاثات أكسيد النيتروجين (NOx) حتى 80٪ مقارنة بـ أم كاي7. تتكون نماذج الأداء من جي تي إي وجي تي آي وجي تي دي وجولف آر. تنتج جي تي إي وجي تي آي 80 كيلوواط (240 حصان، 240 حصانًا)، وتنتج جي تي دي147 كيلو واط (197 حصان، 200 حصان)، بينما تنتج آر 235 كيلو واط (315 حصان ؛ 320 حصان) تم استبدال e-جولف الذي تم عرضه مسبقًا على أم كاي7 بـ آي دي.3.
| فولكس فاجن جولف أم كاي8 | فولكس فاجن جولف أم كاي8 |
| ----------------------- | --- |
|                         | |
| ملخص                    | |
| الشركة المصنعة          | فولكس فاجن |
| الإنتاج                 | 2019 إلى الوقت الحاضر 2020 إلى الوقت الحاضر (الصين) |
| المجسم                  | - ألمانيا: فولفسبورج (مصنع فولفسبورج فولكسفاغن) - الصين: فوشان (FAW-VW) |
| الجسم والشاسيه          | |
| الفئة                   | سيارة مدمجة / سيارة عائلية صغيرة (سي) |
| نمط الجسم               | - 5 أبواب هاتشباك - عربة ستيشن 5 أبواب |
| التصميم                 | محرك أمامي ، دفع أمامي / دفع رباعي (جولف آر فقط) |
| المنصة                  | مجموعة فولكس فاجن أم كيو بي إيفو |
| ذات الصلة               | - أودي A3 أم كاي4 - سيات ليون أم كاي4 - شكودا اوكتافيا أم كاي4 |
| مجموعة نقل الحركة       | |
| المحرك                  | - بنزين: - 1.0 لتر EA211 توربو I3 - 1.4 لتر EA211 توربو I4 - 1.5 لتر EA211 إيفو توربو o I4 - 2.0 لتر EA888 إيفو 4 توربو I4 - البنزين / الغاز الطبيعي المضغوط: - 1.5 لتر EA211 EVO توربو CNG I4 TGI - هجين بنزين: - 1.0 لتر EA211 توربو I3 (هجين خفيف) - 1.4 لتر EA211 توربو I4 (PHEV) - 1.5 لتر EA211 إيفو تيربو I4 (هجين خفيف) - ديزل: - 2.0 لتر EA288 ايفو 4 توربو I4 |
| السرعات                 | يدوي 5/6 سرعات 6/7 سرعات DSG مزدوج القابض 8 سرعات أوتوماتيكية |
| الأبعاد                 | |
| قاعدة العجلات           | 2,636 ملم (103.8 بوصة) |
| الطول                   | 4,284 ملم (168.7 بوصة) |
| العرض                   | 1,789 مم (70.4 بوصة) |
| الارتفاع                | 1,456 ملم (57.3 بوصة) |
| الوزن الصافي            | 1,255-1,465 كجم (2,767-3,230 رطلاً) |
| التسلسل الزمني          | |
| السلف                   | فولكس فاجن جولف أم كاي7 |

### معرض الصور
|  |  |  |  |
|  |  |  |  |
|  |  |  |  |

## الإصدارات الكهربائية

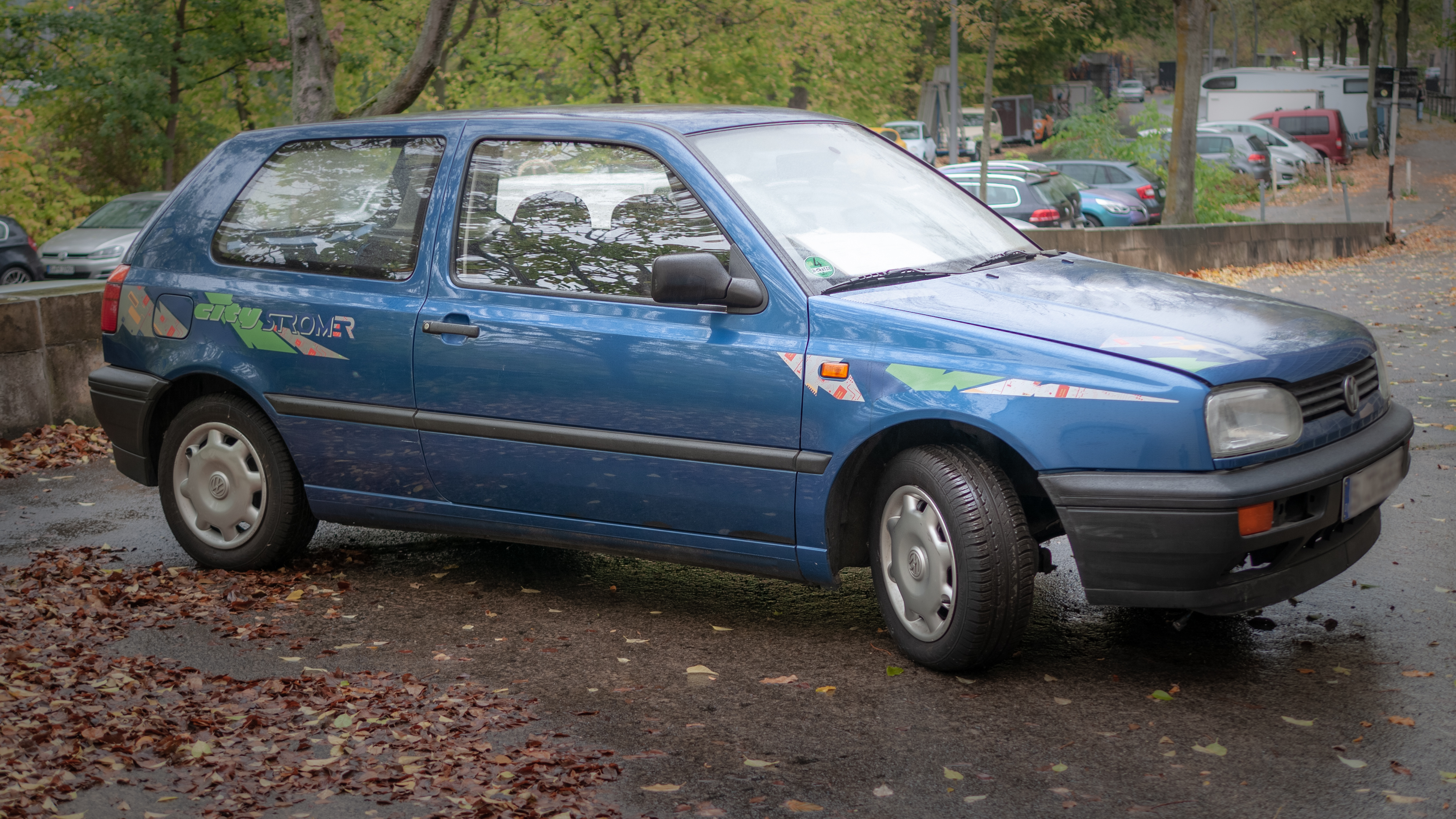
جولف III سيتيسترومر

تمتلك فولكس فاجن جولف عدة أجيال تم تصنيعها في طرازات سييسترومر الكهربائية. كان أولها في السبعينيات ، عندما أخذت فولكس فاجن جولف أم كاي1 القياسية وحولتها إلى طاقة كهربائية. بحلول الوقت الذي دخل فيه جولف أم كاي2 حيز الإنتاج ، تم تصنيع عدد محدود من سيارات الجولف الكهربائية ، باستخدام حزم بطاريات الرصاص الحمضية ومحرك ووحدة تحكم حسب الطلب. واصلت شركة فولكس فاجن إنتاج عدد محدود من سيارات سييسترومر الكهربائية مع طرح جولف أم كاي3. تضمن محرك سييسترومر أم كاي3 الكهربائي نظام محرك تيار متردد قائم على شركة سيمنز (بالإنجليزية: Siemens)‏، وحزم بطاريات الرصاص الحمضية. كانت السرعة القصوى لها 97 كم / ساعة (60 ميلاً في الساعة) ومداها حوالي 80 كم (50 ميلاً). مع استثناءات قليلة ، تم تحويل سيارات الجولف ذات المقود الأيسر فقط بواسطة VW إلى طرازات سييسترومر. لا تزال هذه المركبات مستخدمة اليوم وتحظى بشعبية في أوروبا القارية مع وجود عدد قليل منها في بريطانيا العظمى. تم بناء محركي أم كاي2 سييسترومر على الجانب الأيمن فقط لسوق المملكة المتحدة ويعتقد أنه لم يبق سوى واحد منهما اليوم. وهي مملوكة من قبل محامية ومذيعة EV نيكي جوردون بلومفيلد، مضيفة (بالإنجليزية: Transport Evolved)‏.

### جولف فاريانت توين درايف
كجزء من مشروع «دراسة الأسطول في التنقل الكهربائي» الذي بدأ في عام 2008، طورت شركة فولكس فاجن 20 مركبة كهربائية هجينة من نوع لعبة غولف فاريانت توين درايف (بالإنجليزية: Golf Variant twinDRIVE.)‏. تمتلك مركبات البحث هذه نطاقًا كهربائيًا بالكامل يبلغ 57 كم (35 ميلًا) ويوفر محرك الاحتراق الداخلي نطاقًا إجماليًا يبلغ 900 كم (559 ميل). تم تجهيز محرك الأقراص الهجين الإضافي في لعبة غولف فاريانت توين درايف إما ببطارية ليثيوم أيون بقوة 11.2 كيلو وات في الساعة أو 13.2 كيلو وات في الساعة، حيث تقوم فولكس فاجن باختبار حزم من اثنين من البائعين. عشر سيارات مجهزة ببطاريات من الشركة الألمانية الألمانية GAIA مع ثاني أكسيد الألومنيوم من نوع الكاثود (NCA). يتم تشغيل العشرة الآخرين بواسطة بطاريات ليثيوم أيون مع كاثودات النيكل والمنغنيز (أن أم سي) من المشروع المشترك الكوري الألماني أس بي ليموتيف (سمسونغ وبوش). تم استخدام هذه المركبات العشر منذ أوائل عام 2011. يوفر كلا نظامي البطاريات طاقة عالية وكثافة طاقة. يزن كل منهما حوالي 150 كجم. يستخدم محرك البنزين لدعم نظام التدفئة الكهربائية عندما تكون درجات الحرارة الخارجية منخفضة.
باستخدام إرشادات لتحديد استهلاك الوقود للمركبات الهجينة الموصولة بالكهرباء، تقدر فولكس فاجن استهلاك الوقود بـ 2.1 لتر / 100 كم (112 ميلا في الغالون في الولايات المتحدة)، وهو ما يعادل 49 جم / كم من ثاني أكسيد الكربون. عندما تكون البطارية مشحونة بالكامل، تم تصميم لعبة غولف فاريانت توين درايف وتتسارع إلى 100 كم / ساعة (62 ميل / ساعة) في أقل من 12 ثانية. عند تشغيلها في الوضع الكهربائي الخالص، يمكن أن تصل لعبة لعبة غولف فاريانت توين درايف إلى سرعة قصوى تبلغ 120 كم / ساعة (75 ميلاً في الساعة).
كان من المتوقع أن يعتمد الإصدار الإنتاجي على طراز جولف أم كاي6 الذي يتميز بمحرك توربوديزل سعة 1.5 لتر ومحرك كهربائي، مع تاريخ وصول يقدر بعام 2015. كما كان نموذج سيات ليون مع نظام توين درايف قيد التطوير.

### فولكس فاجن إي جولف
يبلغ مدى مفهوم جولف بلو إي موشن 150 كم (93 ميل). حددت فولكس فاجن برنامج اختبار ميداني مكون من 500 وحدة ليبدأ في عام 2011. بدأت الوحدات العشر الأولى الاختبار الميداني في فولفسبورج في مايو 2011. بدأت الدفعة الثانية المكونة من 80 سيارة اختبارية في يونيو 2011 في برلين وهانوفر وفولفسبورج. في فبراير 2012، تم تسليم أول e-جولف، كما تمت إعادة تسمية نسخة الإنتاج ، في بلمونت، كاليفورنيا. تم تخصيص ما مجموعه 20 لعبة غولف إلكترونية لبرنامج الاختبار الميداني الأمريكي.
يشتمل مفهوم (بالإنجليزية: Golf Blue-emotion)‏ على حزمة بطارية ليثيوم أيون تبلغ 26.5 كيلو وات في الساعة ويتم تشغيلها بواسطة محرك كهربائي بقدرة 85 كيلو وات يدفع العجلات الأمامية من خلال ناقل حركة أحادي السرعة. سوف تتسارع إلى 100 كم / ساعة (62 ميلاً في الساعة) في 11.8 ثانية وتبلغ سرعتها القصوى 138 كم / ساعة (86 ميلاً في الساعة). تستخدم مبدلات السرعة لضبط مقدار الكبح المتجدد. تحتوي عصا PRNDL في السيارة على وضع «ب» إضافي كما هو موجود في بعض المركبات الكهربائية الأخرى لضبط جهد الكبح المتجدد إلى الحد الأقصى من أجل السفر المستمر على المنحدرات.

#### نسخة الإنتاج
تم الكشف عن نسخة الإنتاج من سيارة فولكس فاجن e-جولف 2015 في معرض فرانكفورت للسيارات 2013. وفقًا لشركة فولكس فاجن، فإن e-جولف لديها نطاق عملي كهربائي بالكامل من 130 إلى 190 كم (81 إلى 118 ميل)، مع دورة (بالإنجليزية: NEDC)‏ الرسمية من 190 كم (120 ميل)، ومن المتوقع أن يتراوح نطاق الشتاء بين 80 إلى 120 كم (50 إلى 75 ميل). تمتلك سيارة الجولف الإلكترونية لعام 2015 نطاقًا كهربائيًا بالكامل مصنفًا من وكالة حماية البيئة إ بي إي (بالإنجليزية: EPA)‏ يبلغ 134 كيلومترًا (83 ميلًا)، واقتصادًا في استهلاك الوقود يبلغ 116 ميلًا لكل جالون معادل للبنزين (MPGe) لاستهلاك طاقة يبلغ 29 كيلو واط في الساعة / 100 ميل. تصنيف وكالة حماية البيئة لقيادة المدينة هو 126 ميلا في الغالون و105 ميلًا في الغالون على الطرق السريعة. بدأ إنتاج المركبات المخصصة لعملاء التجزئة في مارس 2014.
بالنسبة لعام 2017 النموذجي، تلقت e-جولف تحديثًا، والذي تضمن نطاقًا محسنًا، واقتصادًا أفضل في استهلاك الوقود، وقوة أكبر من الطراز السابق. مع بطارية ليثيوم أيون جديدة تبلغ 35.8 كيلو وات في الساعة، يُقال إن السيارة التي تمت ترقيتها تحقق نطاقًا تقديريًا من وكالة حماية البيئة (إ بي إي) من 144 إلى 201 كيلومتر (89 إلى 125 ميل)، ولديها 119 ميلا في الغالون. كما يوفر 2017 e-جولف وقت شحن أسرع؛ تحتوي مستويات أس إي وأس إي أل بريميوم على وحدة 7.2 كيلو واط التي تسمح بشحن البطارية بالكامل في أقل من ست ساعات في محطة شحن 240 فولت. هناك ميزة اختيارية (قياسية في (بالإنجليزية: SEL Premium) DC Fast Charging))‏ تسمح بشحن السيارة بنسبة 80٪ في ساعة واحدة فقط في محطة الشحن السريع DC.

#### الأسواق والمبيعات
في 14 فبراير 2014، أطلقت فولكس فاجن مبيعات e-جولف في ألمانيا، بأسعار تبدأ من 34900 يورو (~ 47800 دولار أمريكي). في 11 مارس 2014، افتتحت فولكس فاجن طلب شراء e-جولف في المملكة المتحدة، وأعلنت عن تسعير جاي بي 30,845 جنيه إسترليني. بدأت عمليات التسليم في المملكة المتحدة في نهاية يونيو.

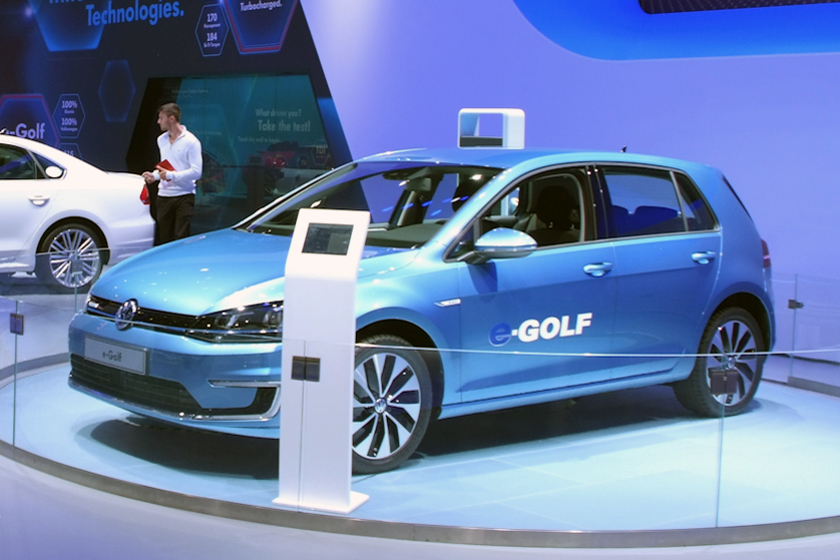
فولكس فاجن إي جولف

في النرويج ، أصبح e-جولف متاحًا للطلب المسبق في 25 فبراير 2014 للتسليم في يونيو 2014. تم طلب أكثر من 1300 سيارة في نفس اليوم. بحلول 3 مارس 2014، تم طلب ما يقرب من 2000 سيارة مسبقًا. تتراوح الأسعار من 251.800 كرون (حوالي 42000 دولار أمريكي) للطراز الأساسي إلى 302.000 كرون (حوالي 50000 دولار أمريكي) مع جميع الخيارات المتاحة،  مقارنة بأرخص موديلات البنزين والديزل. تتضمن الحزمة الأساسية معدات اختيارية في بلدان أخرى، مثل مستقبل راديو DAB +، ومقاعد أمامية مُدفأة وزجاج أمامي مُدفأ. كانت في دبليو e-جولف السيارة الكهربائية الأكثر مبيعًا في يوليو 2014 مع 391 تم بيع الوحدات وتمثل 34.4٪ من مبيعات لوحة الجولف (1,136)، والتي كانت السيارة الجديدة الأكثر مبيعًا في النرويج في ذلك الشهر. كانت e-جولف مرة أخرى السيارة الكهربائية الأكثر مبيعًا في أغسطس 2014 حيث تم بيع 467 وحدة، وهو ما يمثل 43.4 ٪ من مبيعات لوحة الجولف في ذلك الشهر (1,075). في غضون شهرين ونصف، تم بيع إجمالي 925 سيارة فولكس فاجن e-جولف في النرويج، متجاوزة مبيعات تيسلا موديل أس الأولية التي سلمت 805 وحدة خلال أول شهرين لها في السوق النرويجية. بلغ إجمالي المبيعات الأوروبية 3328 وحدة في عام 2014.
لم يكن لدى e-جولف 2015 حزمة بطارية مبردة بالسائل لأن الاختبار الصارم أظهر أن درجات الحرارة المحيطة المرتفعة لا تؤثر على أداء البطارية. كان من المقرر أن تبدأ مبيعات الولايات المتحدة في أسواق مختارة في نوفمبر 2014 بسعر لطراز أس إي أل بريميوم يبدأ من 35,445 دولارًا أمريكيًا قبل أي حوافز حكومية قابلة للتطبيق، بالإضافة إلى 820 دولارًا أمريكيًا وجهة وتسليم. ومع ذلك، فإن أول تسليم لسيارة e-جولف حدث بالفعل في 31 أكتوبر في ولاية كاليفورنيا. خلال شهر نوفمبر 2014، وهو أول شهر كامل من مبيعات السيارة، باعت شركة فولكس فاجن الأمريكية 119 وحدة،  وتم بيع إجمالي 357 وحدة حتى ديسمبر 2014. في يناير 2015، بدأت e-جولف في الظهور في الوكلاء في جميع أنحاء الشمال الشرقي.
بلغ إجمالي المبيعات في أوروبا 11,214 وحدة في عام 2015. كانت e-جولف، التي تم بيع 8943 وحدة منها ، السيارة الكهربائية الأكثر مبيعًا في النرويج في عام 2015، وتمثل 34.7 ٪ من مبيعات قطاع المكونات الإضافية، قبل تيسلا موديل أس (4039) ونيسان ليف (3189). مثَّل طراز e-جولف 54.6٪ من إجمالي مبيعات فولكس فاجن جولف الجديدة في النرويج في عام 2015. اعتبارًا من ديسمبر 2015، تم بيع ما مجموعه 19131 وحدة في جميع أنحاء العالم، مع 14542 وحدة في أوروبا  و4589 وحدة في الولايات المتحدة.
انتهى إنتاج e-جولف في ديسمبر 2020.

### فولكس فاجن جولف جي تي إي (GTE)

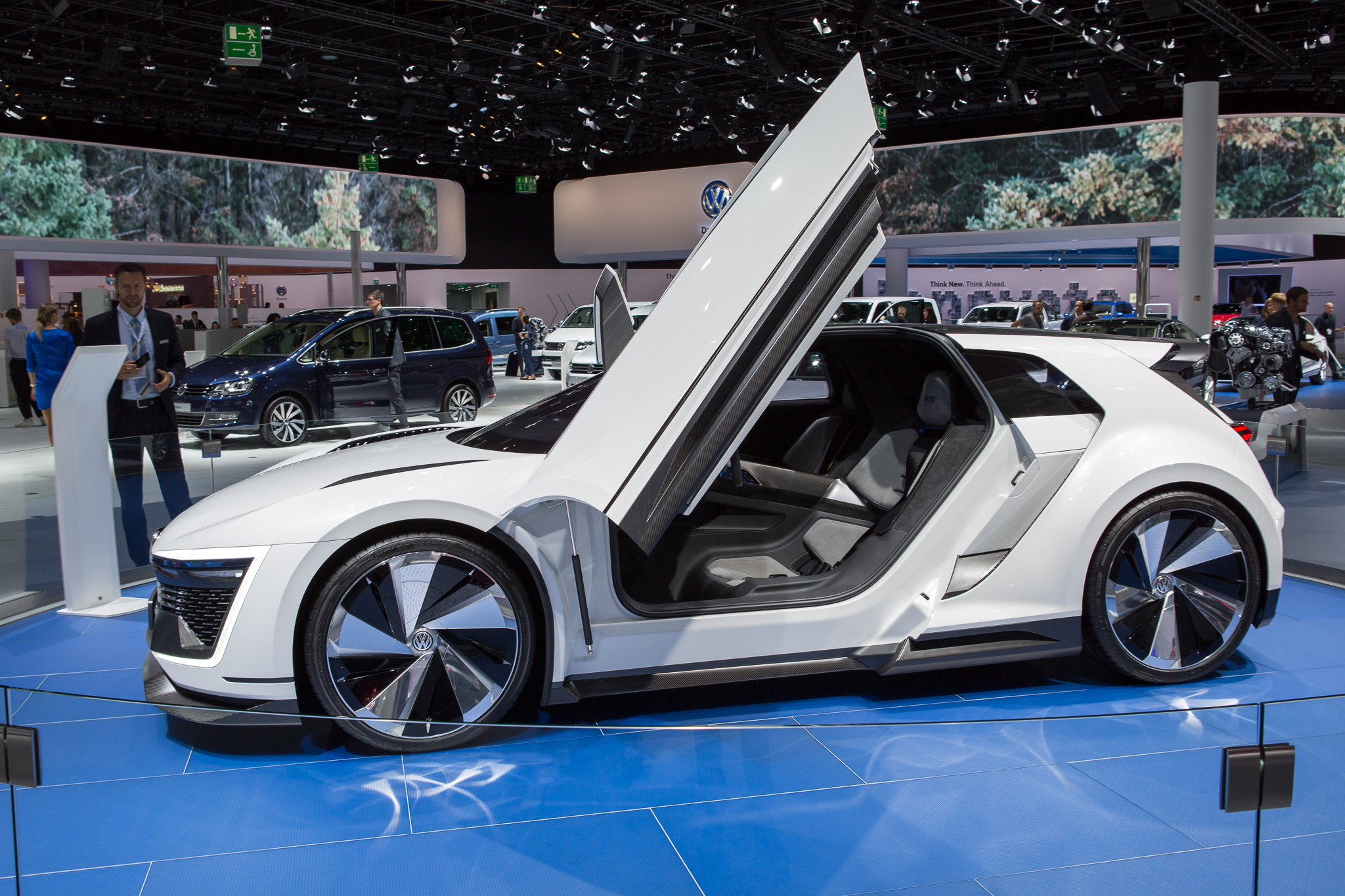
فولكس فاجن جولف جي تي إي سبورت في IAA 2015

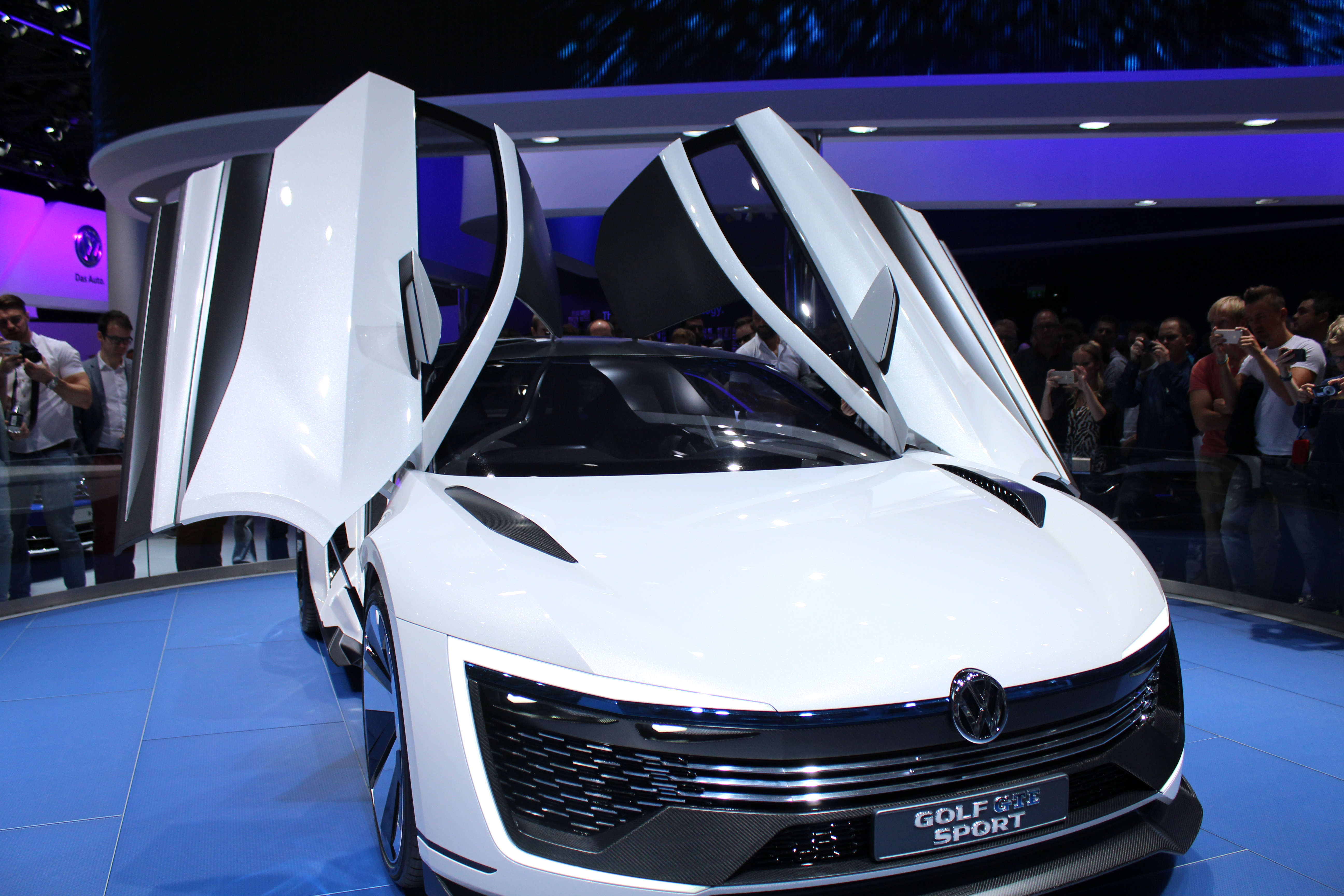
من الأمام

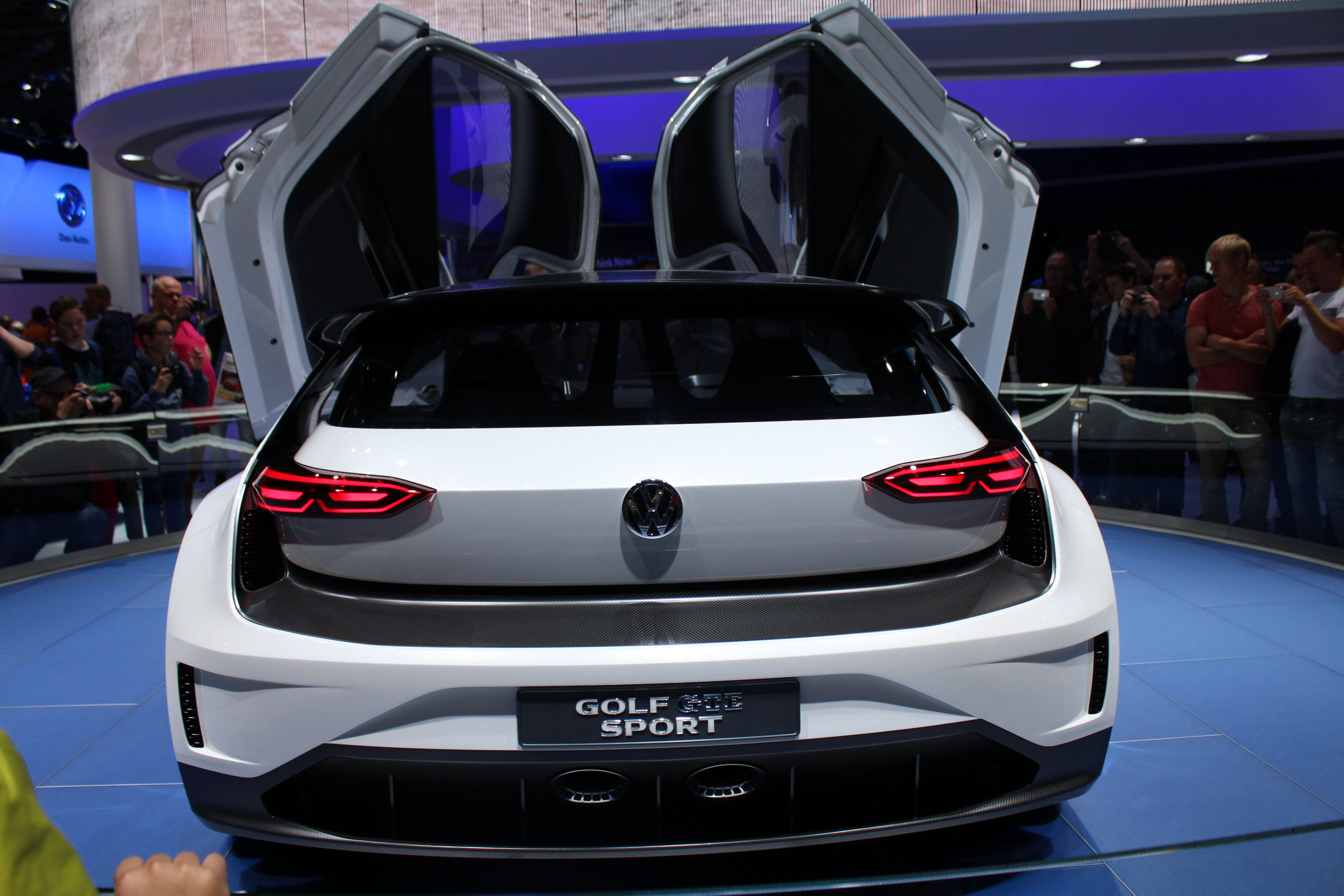
من الخلف

جولف جي تي إيهي نسخة هجينة من غولف هاتشباك تم كشف النقاب عنها في معرض جنيف للسيارات 2014. تشترك جولف جي تي إي في معدات توليد القوة الأساسية مع أودي A3 سبورت باك إي-ترون لكن عناصر التحكم في البرنامج مختلفة. تشترك جولف جي تي إي أيضًا في نفس مجموعة نقل الحركة الهجينة مع فولكس فاجن باسات جي تي إي، لكن باسات لديها حزمة بطارية ليثيوم أيون أكبر 9.9 كيلو واط في الساعة.
يتم تشغيل جي تي إي بواسطة محرك بنزين تي أس آي بالحقن المباشر سعة 1.4 لتر (148 حصان، 110 كيلو واط) مع محرك كهربائي 75 كيلو واط (101 حصان) مدعوم ببطارية ليثيوم أيون بقوة 400 فولت و 8.8 كيلو وات في الساعة ، لنظام إجمالي قوة تبلغ حوالي 153 كيلوواط أو 204 حصان، مما يتيح للمركب الهجين الإضافي توفير نطاق كهربائي بالكامل يبلغ 50 كم (31 ميل) ونطاق إجمالي يبلغ 933 كم (580 ميل). يمكن تنشيط الوضع الكهربائي بالكامل بضغطة زر. في إطار دورة القيادة الأوروبية الجديدة، يكون الاقتصاد في استهلاك الوقود المشترك 1.50 لترًا / 100 كم (157 ميلا في الغالون / الولايات المتحدة). تبلغ السرعة القصوى لسيارة غولف جي تي إي 217 كم / ساعة (135 ميلاً في الساعة) وتتسارع من 0 إلى 100 كم / ساعة (0 إلى 62 ميلاً في الساعة) في أقل من 7.6 ثانية.
يمكن إعادة شحن السيارة من نقطة شحن من النوع 2 خلال ساعتين تقريبًا، أو من مقبس حائط قياسي 230 فولت في حوالي 4 ساعات. على غرار المركبات الهجينة الأخرى التي تعمل بالكهرباء، يمكن استخدام السيارة في الوضع الكهربائي الخالص، والهجين المتوازي (بنزين + كهربائي) ووضع موسع المدى (محرك بنزين يعيد شحن بطارية الجهد العالي).
تم جدولة إصدار جي تي إي لعملاء التجزئة في الربع الأخير من عام 2014. تم تسجيل الوحدات الأولى في ألمانيا في أغسطس 2014. كانت جولف جي تي إي، مع بيع 1695 وحدة، هي السيارة الهجينة الأكثر مبيعًا في فرنسا في عام 2015، وتمثل 30.3٪ من مبيعات القطاع. مع 17300 وحدة بيعت في أوروبا في عام 2015، احتلت جولف جي تي إي المرتبة الثانية من حيث المبيعات الهجينة الإضافية بعد ميتسوبيشي أوتلاندر P-HEV (31214). وفقًا لـ جاتو ديناميكس (بالإنجليزية: JATO Dynamics)‏، تم تسجيل إجمالي 18397 وحدة في أوروبا حتى ديسمبر 2015. تم إيقاف إنتاج جولف جي تي إي مؤقتًا، بسبب ارتفاع الطلب الذي يؤدي إلى فترات زمنية طويلة، وفقًا لشركة فولكس فاجن.

## سيارات رياضية
في سباق السيارات ، قادت إي آر بي موتورسبور (بالإنجليزية: APR Motorsport)‏ طائرتين من طراز MKV VW GTI للفوز في فئة جراند-آم كوني سبورتس كار موالف شارع التحدي (أس تي).(بالإنجليزية: Grand-Am KONI Sports Car Challenge Street Tuner (ST).)‏

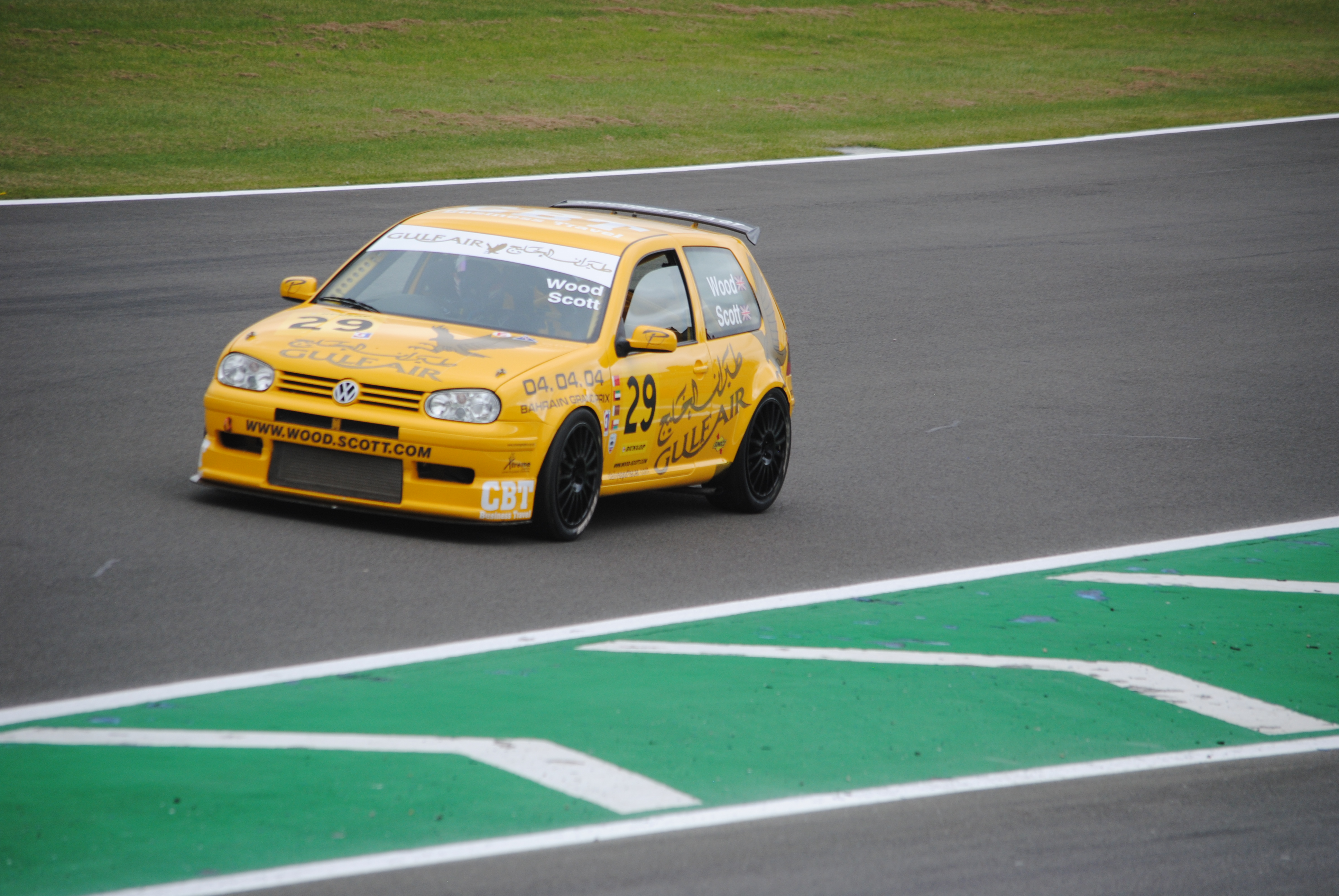
أم كاي4 جي تي آي في دونينجتون بارك.

### جولف جي تي
تنافست جولف جي تي في بطولة جي تي البريطانية عام 2003 مع ستيف وود وستيوارت سكوت على عجلة القيادة.

### جولف تي سي آر وجولف جي تي آي تي سي آر

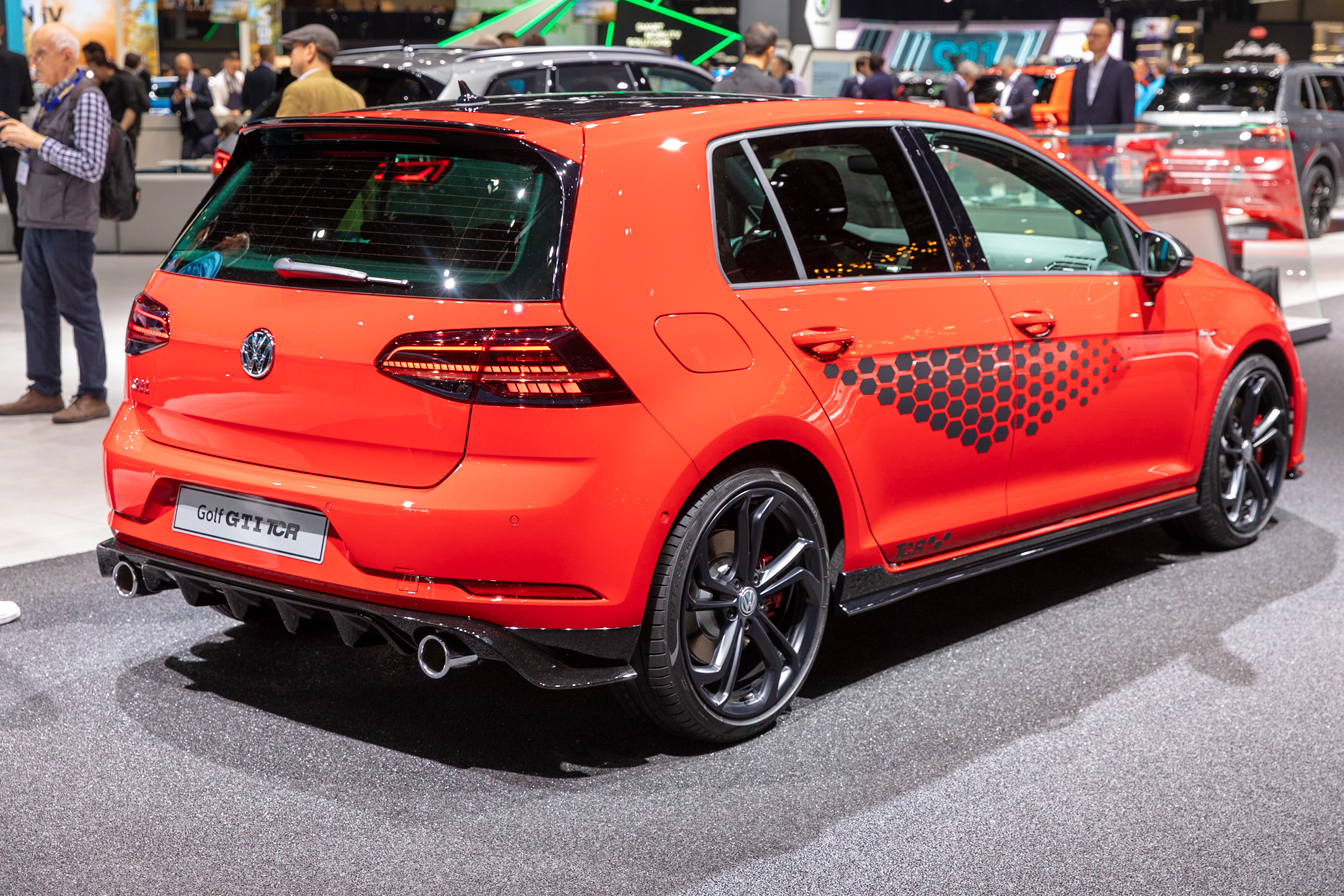
جولف تي سي آر جي تي آي (سيارة الطريق)

فولكس فاجن موتورسبورت، قسم رياضة السيارات للعلامة التجارية، بنى سيارة الجولف تي سي آر في عام 2015 لاستخدامها في مختلف المسابقات الدولية والوطنية التي تستخدم لوائح تي سي آر. في عام 2016، تم تحديث السيارة وإعادة تسميتها إلى جولف جي تي آي تي سي آر.
|  |  |
|  |  |
|  |  |

## فضيحة انبعاثات فولكس فاجن
فولكس فاجن جولف هي من بين النماذج التي تم تضمينها في فضيحة انبعاثات فولكس فاجن في سبتمبر 2015 حيث صنعت فولكس فاجن وركبت في سياراتها التي تعمل بالديزل برنامجًا يتلاعب في التحكم في انبعاثات السيارات أثناء الاختبار، وبالتالي ينتهك لوائح العديد من البلدان. تسبب البرنامج في حدوث أكسيد النيتروجين في المركبات أول أكسيد النيتروجين الناتج لتلبية المعايير الأمريكية أثناء الاختبار التنظيمي ولكن يصدر ما يصل إلى 40 مرة أكثر من أول أكسيد النيتروجين في القيادة الواقعية.

## الجوائز والتقدير
- فازت جولف أم كاي3 بجائزة سيارة العام الأوروبية لعام 1992.[146]
- في أبريل 2010، أدرج كتاب كيلي الأزرق سيارة فولكس فاجن جولف تي دي آي (ديزل نظيف) ضمن أفضل 10 سيارات صديقة للبيئة لعام 2010.[147]
- حازت جولف أم كاي7 على لقب "سيارة (بالإنجليزية: All The Car)‏ لعام 2012" [148] من قبل (بالإنجليزية: Top Gear)‏ (مجلة).
- فازت جولف أم كاي7 بجائزة سيارة العام الأوروبية لعام 2013 للمرة الثانية.[146][149]
- فازت جولف أم كاي7 بجائزة سيارة العام في العالم لعام 2013.[149]
- تم اختيار فولكس فاجن جولف لتكون سيارة العام في اليابان 2013-2014، لتصبح أول سيارة مستوردة تفوز بالجائزة التي تم إنشاؤها في عام 1980.
- تم تسمية مجموعة فولكس فاجن جولف أم كاي7 بأكملها ، بما في ذلك طرازات 1.8T وجولف تي دي آي كلين ديزيل وجولف جي تي آي و e-جولف، بجائزة أفضل سيارة للعام 2015 من موتور تراند.[150]
- فازت جولف جي تي آي أم كاي7 بجائزة ياهو! جائزة سيارة العام.[151]
- سيارة جنوب إفريقيا لعام 2010.[152]
- حصلت سيارة فولكس فاجن جي تي آي على جائزة أفضل 10 سيارات وسائق للعام الثاني عشر على التوالي في عام 2018.

## المبيعات
| السنة | جولف   | جي تي آي | جولف آر | إي-جولف | جولف الرياضية | إجمالي مبيعات الولايات المتحدة |
| ----- | ------ | -------- | ------- | ------- | ------------- | ------------------------------ |
| 2011  | 17,839 | 16,867   | -       | -       | -             | 34,706                         |
| 2012  | 20,677 | 16,314   | 3,894   | -       | -             | 40,885                         |
| 2013  | 16,023 | 13,310   | 1,598   | -       | -             | 30,931                         |
| 2014  | 15,941 | 17,362   | 15      | 357     | -             | 33,675                         |
| 2015  | 19,257 | 23,669   | 4,141   | 4,232   | 14,009        | 65,308                         |
| 2016  | 13,764 | 23,934   | 4,493   | 3,937   | 15,559        | 61,687                         |
| 2017  | 13,552 | 22,486   | 2,706   | 3,534   | 26,700        | 68,978                         |
| 2018  | 6,642  | 16,684   | 3,468   | 1,354   | 14,123        | 42,271                         |
| 2019  | 5,644  | 11,672   | 4,223   | 4,863   | 10,991        | 37,393                         |
| 2020  | 6,063  | 11,461   | 1,193   | 767     |               | 19,484+                        |

| السنة | المبيعات | ترتيب المبيعات |
| ----- | -------- | -------------- |
| 1999  | 2,807    | N/A            |
| 2000  | 3,674    | 47             |
| 2001  | 5,767    | 36             |
| 2002  | 4,809    | 43             |
| 2003  | 6,467    | 35             |
| 2004  | 5,920    | 41             |
| 2005  | 9,311    | 31             |
| 2006  | 9,643    | 33             |
| 2007  | 11,029   | 32             |
| 2008  | 11,632   | 26             |
| 2009  | 12,141   | 24             |
| 2010  | 15,425   | 15             |
| 2011  | 18,682   | 11             |
| 2012  | 18,112   | 12             |
| 2013  | 17,342   | 13             |
| 2014  | 19,178   | 10             |
| 2015  | 22,092   | 10             |